# Ministerium für Staatssicherheit

Emblem des MfS

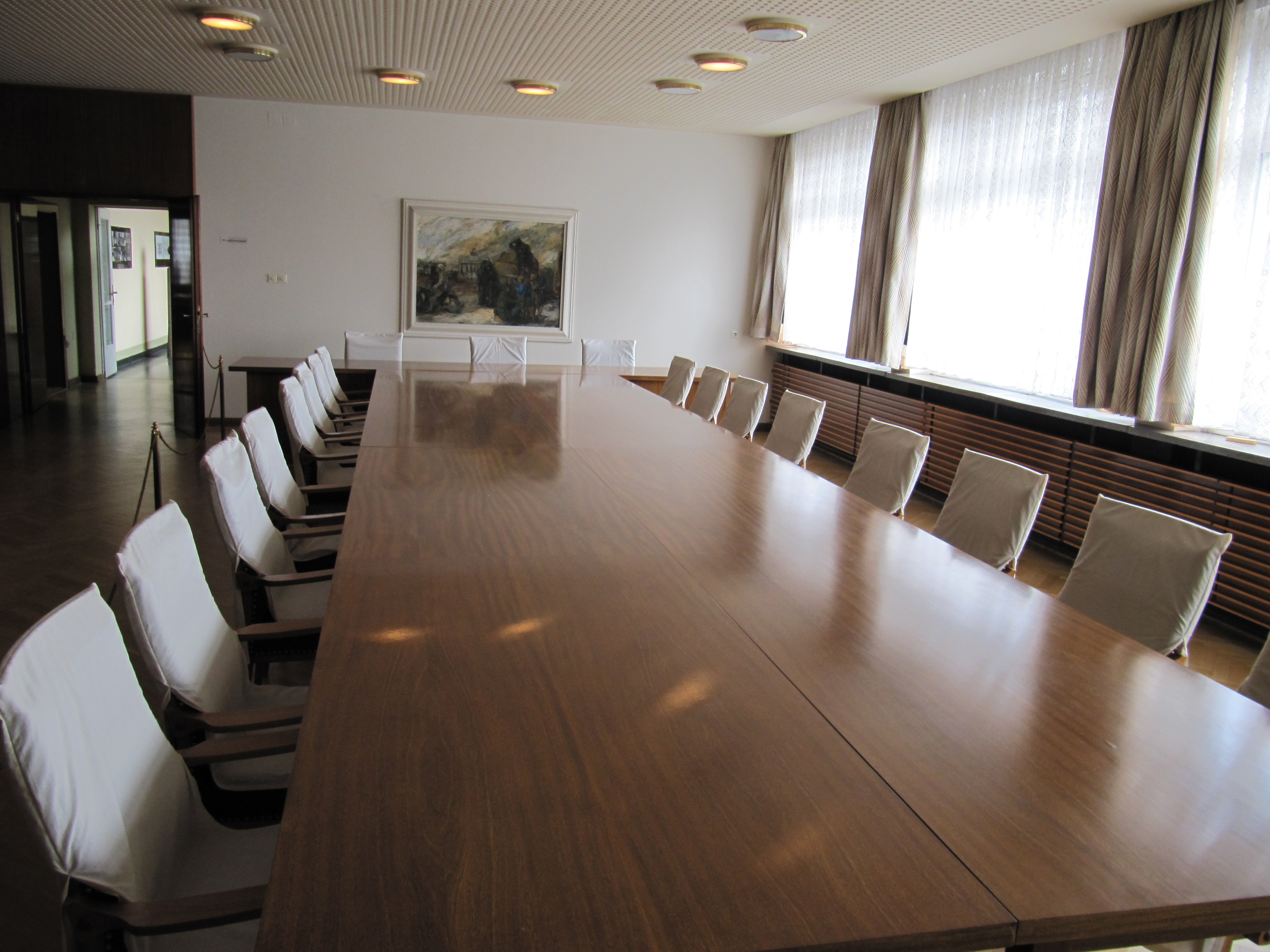
Konferenzraum des Ministers im Haus 1 der ehemaligen MfS-Zentrale in Berlin-Lichtenberg

Das Ministerium für Staatssicherheit (MfS), auch Staatssicherheitsdienst, Kurzwort Stasi, war in der DDR zugleich Geheimdienst und Geheimpolizei und fungierte als Herrschafts- und Unterdrückungsinstrument der SED, worauf die von ihrem langjährigen Leiter, Minister Erich Mielke, geprägte Losung, „Schild und Schwert der Partei“ zu sein, hinweist. Überwachung und Zensur waren untrennbar in das Stasi-System eingebunden. Detaillierte Berichte (Stasi-Akten) über diese umfassenden Machenschaften, Repression und die Kaderselektion in der DDR werden aufbewahrt vom Bundesarchiv – Stasi-Unterlagen-Archiv.
Das MfS wurde am 8. Februar 1950 nach dem Vorbild des sowjetischen NKWD gegründet und entwickelte sich zu einem weitverzweigten, personalstarken Überwachungs- und Repressionsapparat, dem im Jahr 1988 etwa 91.000 hauptamtliche Mitarbeiter und zwischen 110.000 (Ilko-Sascha Kowalczuk) und 189.000 (Helmut Müller-Enbergs) inoffizielle Mitarbeiter (IM) angehörten. Die Überwachung der Bevölkerung war sogar flächendeckender aufgrund der noch nicht bezifferten Zahl von Auskunftspersonen (AKPs), deren Namen in Stasi AKP-Karteien geführt wurden.
Formal war es innerhalb des Ministerrats der Deutschen Demokratischen Republik sowohl ein „Ministerium der bewaffneten Organe“, von denen die DDR insgesamt vier kannte, als auch ein „bewaffnetes Organ“ selbst. Im Jahr 1953 wurde es in Reaktion auf den Aufstand vom 17. Juni zum Staatssekretariat für Staatssicherheit (SfS) herabgestuft, dem Ministerium des Innern nachgeordnet und 1955 wieder selbstständiges Ministerium.
Eine von etwa zwanzig Hauptverwaltungen des MfS war die Hauptverwaltung A (HV A), der Auslandsgeheimdienst der DDR. Ein wichtiger Aufgabenbereich war die Wirtschaftsspionage, um durch die illegale Beschaffung technologischer und wissenschaftlicher Erkenntnisse die militärische Stärke und die wirtschaftliche Wettbewerbsfähigkeit der DDR zu steigern und die Embargos westlicher Technologien zu umgehen.
Innenpolitisch hatte das als Machtinstrument benutzte MfS die Schutzfunktion für staatliche Organe und Personen. Dazu wurden 15 Bezirksverwaltungen für Staatssicherheit (BVfS) wie in Halle oder Leipzig eingerichtet. In letzterem befindet sich heute das Museum in der Runden Ecke. Daneben unterstanden den Bezirksverwaltungen insgesamt 214 Kreisdienststellen (KDfS).
Die Juristische Hochschule (JHS) des MfS spielte eine entscheidende Rolle bei der Ausbildung der Stasi-Offiziere. Sie schuf die „ideologische“ und „rechtliche“ Grundlage für die umfassende, die meist getarnte Überwachung und Unterdrückung der DDR-Bevölkerung. Die JHS war eine geheime Bildungseinrichtung, die ausschließlich für hauptamtliche Mitarbeiter des MfS bestimmt war.
Das System der Stasi war ein komplexes Netz aus Tätern, Opfern, Profiteuren und Mitläufern, dessen Akteure meist in fließenden Rollen agierten und dessen allgegenwärtige Durchdringung der Gesellschaft maßgeblich von politischer Überzeugung, Angst vor Konsequenzen (wie beruflicher Degradierung oder Bildungs- und Karrierenachteilen für deren Kinder), Druck, Ausnutzung persönlicher Schwächen, Opportunismus, Karrierechancen, finanziellen Vorteilen und patriotischer Pflicht geprägt war. Müller-Enbergs zufolge waren politische Ideale das Hauptmotiv für Stasi IM-Arbeit, während Geld und Erpressung eine untergeordnete Rolle spielten.
Die Stasi versuchte gezielt, das Denken und Verhalten der Menschen zu manipulieren. Die ständige Angst vor Repressalien zwang einen Großteil der DDR-Gesellschaft zur Konformität, was zu weit verbreiteter Selbstzensur und einem Leben mit Doppelmoral führte – „Zwei-Gesichter-Mentalität“. Bürger passten sich öffentlich an, während sie privat andere Ansichten hegten. Die Stasi überwachte sogar ihre eigenen Reihen; selbst hochrangige Funktionäre und Minister standen unter Kontrolle.
In der DDR gerieten Menschen ins Visier des Ministeriums für Staatssicherheit (MfS), wenn sie „Westkontakte“ hatten – wie „Westpakete“, Brief- und Telefonverkehr, „West-Besuche“ oder verwandtschaftliche Beziehungen – der Verdacht auf „Republikflucht“ und Spionage – oder eingestufte „feindlich-negative Personen“ und „Träger der politisch-ideologischen Diversion“ wurden überwacht und sanktioniert. Darüber hinaus gehörten auch abweichendes Verhalten, Meinungen, Lebensstile oder sogar Bekleidung, die vom Ideal des „sozialistischen Menschen“ abwich, ebenfalls zu den Gründen für die staatliche Verfolgung. Damit ignorierte die DDR-Regierung und ihr Machtapparat, die Stasi, die von ihr am 1. August 1975 unterzeichnete Schlussakte von Helsinki festgeschriebene Verpflichtung zur Achtung der Menschenrechte und Grundfreiheiten.
Methodisch setzte das MfS dabei Observation, Einschüchterung, Inhaftierung sowie die sogenannte Zersetzung als Mittel ein. In den 1950er Jahren wurde in Stasi-Gefängnissen noch physische Folter angewandt. Ab den 1960er Jahren wurde zunehmend mit ausgeklügelten psychologischen Methoden gearbeitet, die Operative Psychologie. Der Psychotherapeut Klaus Behnke bezeichnete diese psychologischen Methoden als „psychische Folter“, denn ihr Ziel war es, die Persönlichkeit der Betroffenen zu zerstören und sie psychisch zu brechen. Sie wurde auch bekannt als „weiße Folter“, die tiefe seelische Wunden hinterließ und mit verheerende, nachhaltige Auswirkungen auf die Lebensläufe der Betroffenen. Sie vernichtete berufliche und wirtschaftliche Existenzen in der DDR, mit Spätfolgen, die auch nach der Wiedervereinigung anhielten.
Erich Mielke hatte die „Direktive 1/67“ für die sofortige Inhaftierung von u. a. Regimegegnern und Ausreisewilligen in Isolierungslagern seit dem Jahr 1967 bereit. Im Herbst 1989, kurz vor dem Fall der Mauer, wurden die Listen noch einmal aktualisiert, die Pläne kamen jedoch nicht mehr zur Ausführung. Im Jahr 1977 einigten sich die Staatssicherheitsdienste der Warschauer Pakt-Staaten und anderer kommunistischer Geheimdienste auf die Einrichtung einer gemeinsamen Datenbank. Diese Datenbank, SOUD genannt (nach ihrer russischen Bezeichnung), enthielt bis 1987 Informationen über mehr als 188.000 Personen, die als „Gefahr“ eingestuft wurden. Ein direkter Zugriff auf diese Daten war ausschließlich dem sowjetischen Geheimdienst vorbehalten.
In den 1980er Jahren hatte die Stasi ein strategisches Interesse an der Zusammenarbeit mit linksextremistischen Terrorgruppen wie der Rote Armee Fraktion (RAF), verdeckte finanzielle und militärische Unterstützung (z. B. Waffenlieferungen, militärische Ausbildung, MfS-Mitarbeiter) von „Befreiungsbewegungen“ (z. B. im Nahen Osten, Afrika, Lateinamerika mit „antiimperialistischem“ Engagement, oft über das Solidaritätskomitee der DDR), sowie der Infiltration rechtsextremistischer Gruppierungen. Das Hauptziel war es, eine verdeckte Front gegen den Westen aufzubauen, die Bundesrepublik Deutschland zu destabilisieren, Propagandavorteile für die DDR zu erzielen und nachrichtendienstliche Informationen zu sammeln.
Im Zuge der „friedlichen Revolution“ im Herbst 1989 wurde das MfS im November in Amt für Nationale Sicherheit (AfNS) umbenannt, das seine Tätigkeit infolge des Drucks der Bürgerkomitees bereits ab Anfang Dezember einstellte und bis März 1990 vollständig aufgelöst wurde. Für die Erforschung und Verwaltung der schriftlichen Hinterlassenschaft der Behörde war seit 1990 der Bundesbeauftragte für die Unterlagen des Staatssicherheitsdienstes der ehemaligen Deutschen Demokratischen Republik (BStU) zuständig, bis diese Behörde am 17. Juni 2021 aufgelöst und ins Bundesarchiv überführt wurde. Das MfS ist der einzige Geheimdienst der deutschen Geschichte, der umfassend aufgedeckt und aufgearbeitet wurde.
Versteht man unter einem Ministerium üblicherweise eine zivile Regierungseinrichtung, war dies bei dem im Volksmund als „Stasi“ bezeichneten Ministerium nicht der Fall: das MfS übernahm für seine Struktur 16 militärische Dienstgrade der Nationale Volksarmee (NVA). Mit dem Wachregiment „Feliks Dzierzynski“ gehörte zum MfS auch eine eigene militärisch-operative Truppe, die 1990 etwa 11.000 Mann in Mannschafts- und Offiziersdienstgraden umfasste. Außerhalb des MfS gab es einen weiteren Nachrichtendienst in der DDR, die Militärische Aufklärung der Nationalen Volksarmee mit Sitz in Berlin-Köpenick. Diese wurde – ebenso wie die Grenztruppen der DDR und die restliche NVA – durch die Hauptabteilung I (MfS-Militärabwehr oder Verwaltung 2000) des MfS kontrolliert.
Anita Krätzner-Ebert erwähnt, dass wissenschaftlich erwiesen sei, dass das MfS trotz seines enormen Apparats und seiner weitreichenden Befugnisse, weit hinter seinem eigenen Anspruch zurückblieb, eine allgegenwärtige Staatssicherheit zu sein und jeden Aspekt des Lebens in der DDR lückenlos zu kontrollieren und zu durchdringen.
Das Forschungsprojekt des Bundesamt für Verfassungsschutzes (BfV) unter der Leitung von Michael Wala, das am 10. Oktober 2023 erschien und auf bislang unveröffentlichten BfV-Akten basiert, entlarvt den „Stasi-Mythos“ der DDR-Auslandsspionage (HV A), indem es aufzeigt, dass viele MfS-Agenten aus finanziellen oder karrierebezogenen Motiven handelten und nicht aus politischer Überzeugung. Das BfV drehte zwischen 1959 und 1990 rund 2.000 HV A-Agenten als Doppelagenten um, die ihr Wissen gegen Bezahlung verkauften, und über 150 ehemalige MfS-Mitarbeiter verrieten ihr Wissen schon vor 1989 an westliche Dienste, was deren angebliche Loyalität widerlegt.

## Geschichte

### Vorläufer
Nachdem mit dem Kontrollratsgesetz Nr. 31 zunächst alle deutschen Polizeidienststellen und -agenturen aufgelöst worden waren, die mit der Überwachung und Kontrolle politischer Betätigung beauftragt waren, beschloss das Politbüro der KPdSU im Dezember 1948 die Schaffung einer eigenen deutschen Geheimpolizei.
Das Ministerium für Staatssicherheit baute bei seiner Gründung am 8. Februar 1950 auf zwei Vorgängerorganisationen sowjetischer Prägung auf. Das Innenministerium der UdSSR (vor 1946 NKWD, ein „Volkskommissariat“, ab 1946 in MWD als Ministerium umbenannt) und das damalige sowjetische „Ministerium für Staatssicherheit“ KGB (1941–1946 NKGB, 1946–1954 MGB, ab 1954 KGB) installierten unter Lawrenti Beria eine Reihe von selbstständigen, umfangreichen nachrichtendienstlich und polizeilich aktiven Apparaten in der sowjetischen Besatzungszone nach sowjetischen Vorbildern. Ihr Leiter war zunächst der sowjetische Generaloberst Iwan A. Serow, ab 1946 Nikolai K. Kowaltschuk.
Die Kommunistische Partei Deutschlands hatte bald nach der Ankunft der Moskauer KPD-Kader eine „Parteipolitische Abteilung“ und einen „Grenzapparat/Verkehr“ aufgebaut, die einem Nachrichtendienst gleichkamen. Im August 1946 gründete die aus der Zwangsvereinigung von SPD und KPD hervorgegangene SED die „Deutsche Verwaltung des Inneren“ (DVdI), die zunächst von Erich Reschke, ab 1948 durch den ehemaligen Agenten der sowjetischen Militärspionage Kurt Fischer geleitet wurde. Die DVdI hatte ein „K5 Referat“ für die sogenannte „Kriminalpolizei 5“, kurz K5. K5-Abteilungen waren vor Ort für „Straftatenklasse V“ („Straftaten anderer Art“) zuständig. Auf Länderebene führten die K5-Abteilungen geheimdienstliche Operationen und Aufgaben durch, sie waren Teil der politischen Polizei. Sie waren unter anderem dazu eingerichtet worden, die von der Besatzungsmacht geforderte rasche Entnazifizierung voranzutreiben, indem sie in der sowjetischen Besatzungszone ehemalige nationalsozialistische Funktionäre erfassten und der Justiz zur schnellen Aburteilung zuführten. Von Anfang an übten Mitarbeiter des K5 auch andere Aufgaben gemäß Kontrollratsgesetz Nr. 10 (K5c) aus, wie die Bearbeitung von „Attentaten auf Personen des öffentlichen Lebens“ (K5c1), „Sabotage am Aufbau“ (K5c2), die Bekämpfung von „Verbreitung von antidemokratischen Hetzparolen und Gerüchten“ (K5c3), „Überwachung von Funk- und Fernsprechgeräten“ (K5c4) und „sonstige Verstöße gegen den demokratischen Aufbau“ (K5d1 und K5d2), und damit eine Oberaufsicht über die deutsche Polizei, die Verwaltung, die Justiz und das erwachende öffentliche Leben in Gewerkschaften, Schulen und Kirchen usw. Ab 1948 vereinheitlichte das Referat K5 der DVdI die bislang föderal organisierte Kriminalpolizei und die dazugehörende K5 auch auf der Ebene der Landeskriminalämter und Kriminalkommissariate 5 der lokalen Polizeidienststellen. Die K5 wurde nach Walter Ulbrichts Vorsprache bei Josef Stalin mit seiner Zustimmung ein selbstständiges Organ und bei der Gründung der DDR 1949 als Hauptverwaltung zum Schutze der Volkswirtschaft bekannt. Der Personalbestand der Hauptverwaltung zum Schutze der Volkswirtschaft stieg rapide von 160 Mitarbeitern 1946 auf 700 Mitarbeiter im April 1948 an.

### Gründung und Aufbau

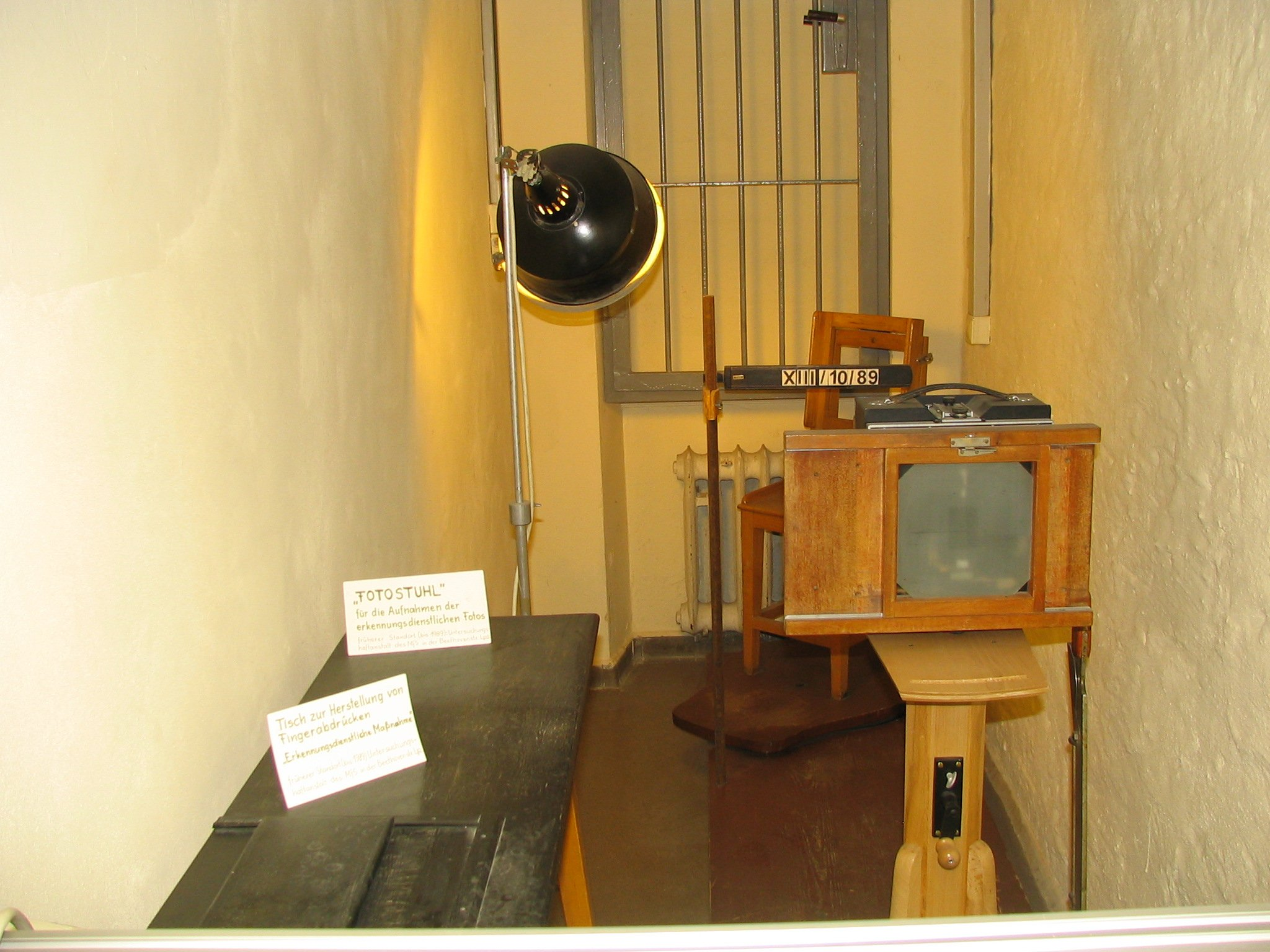
„Fotostuhl“ des MfS für Aufnahmen der erkennungsdienstlichen Fotos. Vorne links der Tisch zur Abnahme von Fingerabdrücken

Das MfS eröffnet 1951 einen „Gruppenvorgang“ gegen die der Agententätigkeit verdächtigten Karl Laurenz und Elli Barczatis. Beide wurden 1955, nachdem das MfS ermittelt hatte, zum Tode verurteilt und 2006 strafrechtlich rehabilitiert.

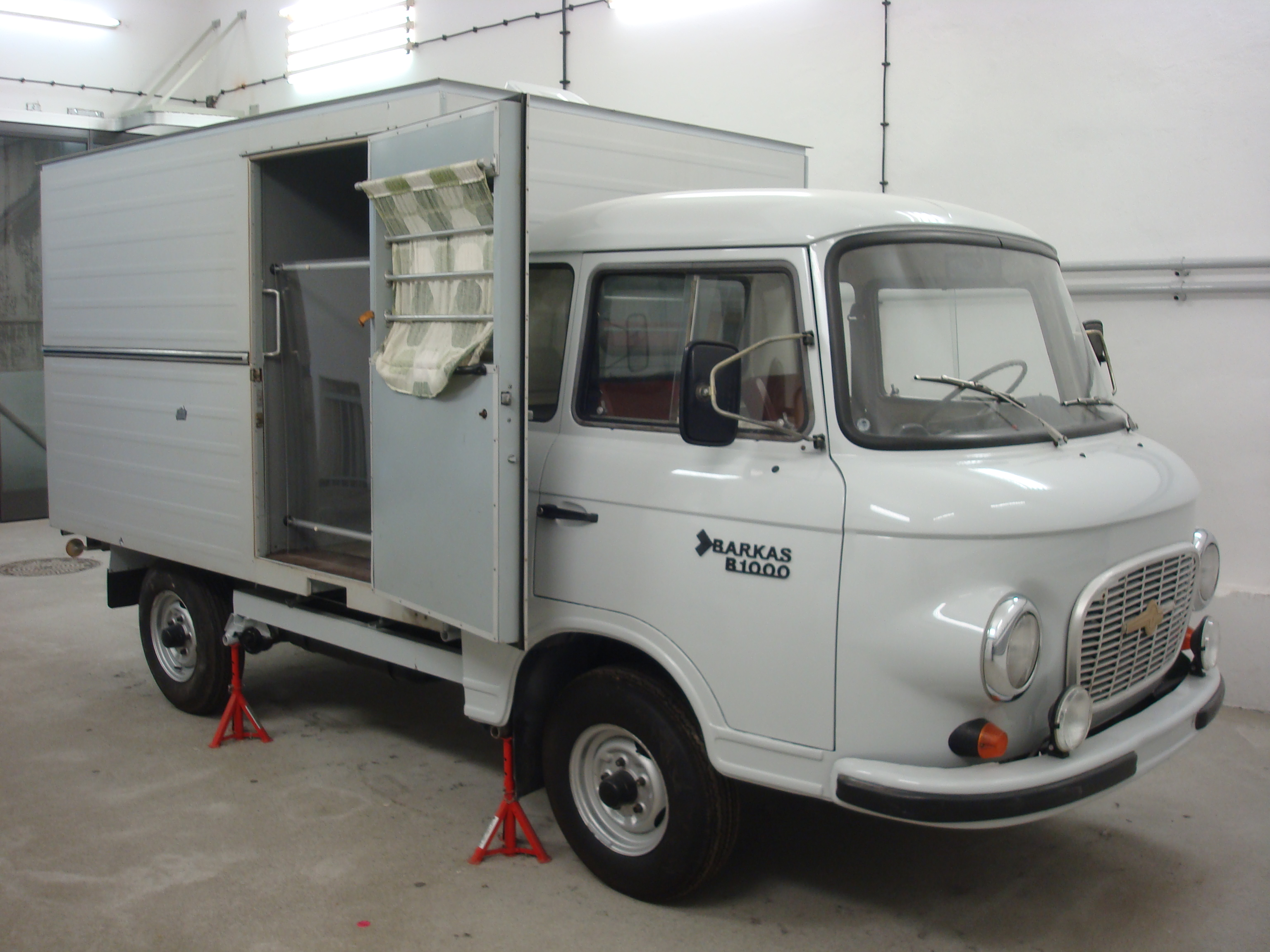
Gefangenentransporter der Stasi (modifizierter Kofferwagen auf Basis des Barkas B 1000).

In den 1950er Jahren konnte sich die Stasi als stalinistische Geheimpolizei etablieren und zählte im Jahr 1956 bereits rund 16.000 Mitarbeiter. Die Grundlage für den Aufbau einer eigenständigen Geheimpolizei legte das Politbüro der Kommunistischen Partei der Sowjetunion am 28. Dezember 1948 mit dem Beschluss zur Bildung der „Hauptverwaltung zum Schutze der Volkswirtschaft“. Mit diesem Beschluss konnten sich Walter Ulbricht, Wilhelm Pieck und Otto Grotewohl gegen die Befürchtungen des sowjetischen Ministers für Staatssicherheit, Wiktor Abakumow, durchsetzen, der wegen der Wirkung dieses Beschlusses auf die Westalliierten besorgt war.
Am 24. Januar 1950 fasste das Politbüro der SED den Beschluss zur Bildung des MfS. Zwei Tage später empfahl die Regierung der DDR parallel zum eigenen „Beschluss über die Abwehr von Sabotage“ ebenfalls die Bildung des MfS. Am 8. Februar 1950 bestätigte die Volkskammer der DDR einstimmig das Gesetz über die Bildung eines Ministeriums für Staatssicherheit, das am 21. Februar 1950 in Kraft trat. Eine Kontrolle des neu geschaffenen Ministeriums durch Parlament oder Ministerrat war im Gesetz nicht vorgesehen. Als Leiter wurde am 16. Februar 1950 Wilhelm Zaisser ernannt. Erich Mielke war sein Stellvertreter im Rang eines Staatssekretärs. Bis Ende des Jahres beschäftigte das neu gegründete Ministerium bereits rund 2700 Mitarbeiter.
Im Zuge der Verwaltungsreform von 1952 wurden die fünf MfS-Länderverwaltungen (LV) aufgelöst und stattdessen 14 Bezirksverwaltungen (BV) eingerichtet. Die 1951 gegründete Objektverwaltung Wismut (Abteilung „W“) blieb bestehen. Ferner war der Aufbau eines Netzes von zunächst 192, später 216 Objekt- und Kreisdienststellen (KD) geplant. Die Deutsche Grenzpolizei und die Transportpolizei wurden dem Ministerium für Staatssicherheit unterstellt. Die Verwaltungsreform und die „Verschärfung des Klassenkampfes“ führten zu einer Verdopplung der Mitarbeiterzahl von 4500 (Ende 1951) auf rund 8800 (Ende 1952). Durch Beschluss des SED-Politbüros vom 23. September 1953 wurde festgelegt, dass das Ministerium für Staatssicherheit als militärisches Organ sowohl als Inlands- als auch als Auslandsnachrichtendienst arbeiten sollte.

### Entstehung der Auslandsaufklärung der DDR
Das 1951 unter dem Tarnnamen „Institut für wirtschaftswissenschaftliche Forschung“ (IWF), der Außenpolitische Nachrichtendienst (APN), war der erste Auslandsnachrichtendienst der DDR. Im September 1953 wurde er als Hauptabteilung XV in das damalige Staatssekretariat für Staatssicherheit eingegliedert und schließlich am 25. November 1956 zur bekannten Hauptverwaltung A (HV A) umbenannt.

### Zurückstufung zum Staatssekretariat für Staatssicherheit (SfS)
Eine wesentliche Rolle kam dem MfS bei der Ermittlung und Verhaftung der sogenannten „Rädelsführer“ und „westlichen Provokateuren“ des Volksaufstandes am 17. Juni 1953 zu. So wurden durch MfS und Volkspolizei bis zum Abend des 22. Juni 1953 über 6000 Personen festgenommen. Dennoch hatte das MfS bei der Früherkennung und Unterdrückung der sogenannten „Zusammenrottungen“ des Volksaufstandes am 17. Juni 1953 aus Sicht des Politbüros „versagt“. Als Konsequenz wurde das Ministerium am 23. Juli 1953 zum Staatssekretariat für Staatssicherheit (SfS) zurückgestuft und dem Ministerium des Innern der DDR unter Willi Stoph unterstellt. Im Zuge der kurz darauf ausgetragenen Machtkämpfe wurde im Juli 1953 auch der seit 8. Februar 1950 amtierende Minister für Staatssicherheit Wilhelm Zaisser, insbesondere auf Betreiben Walter Ulbrichts, wegen „parteifeindlicher fraktioneller Tätigkeit“ seines Ministerpostens enthoben sowie aus dem Zentralkomitee der SED und ein Jahr später aus der SED ausgeschlossen. Leiter des SfS wurde Ernst Wollweber. Auch der stellvertretende Minister Erich Mielke musste sich einer Überprüfung seiner Amtsführung unterziehen, durfte aber stellvertretender Leiter des SfS werden. Bei der Umwandlung handelte es sich jedoch zugleich um eine Anpassung an sowjetischen Strukturen, die von Lawrenti Beria zudem auch als taktische Geste an den Westen initiiert worden war. In der Zeit der Existenz des SfS fanden die Schauprozesse vom November 1954 statt; einige der 547 im August 1954 festgenommenen (Aktionen Blitz, Pfeil u. ä.) angeblichen Agenten wurden zum Tode oder zu langen Haftstrafen verurteilt.

### Erneute Aufwertung zum Ministerium
Am 24. November 1955 erhielt der Staatssicherheitsdienst wieder Ministeriumsrang. Leiter blieb Ernst Wollweber, sein Stellvertreter Erich Mielke. Während der zweiten Hälfte der 1950er Jahre und auch davor wurden in zahlreichen politischen Säuberungen Parteimitglieder verhaftet, die während der Zeit des Nationalsozialismus in westliche Länder emigriert waren; auch andere SED-Mitglieder wurden Opfer dieser Aktionen. Zu den prominentesten Opfern der stalinistischen Parteisäuberungen in der DDR gehörten Kurt Müller, Willi Kreikemeyer, Paul Merker, Max Fechner, Karl Hamann und Georg Dertinger. Zudem entführte das MfS während dieser Zeit im Zuge diverser Verhaftungsaktionen gegen „feindliche Agenten“ etwa 600 bis 700 Personen aus dem Westen in die DDR.
Eine kurze Phase der Entstalinisierung führte im Sommer 1956 zur vorzeitigen Entlassung von 25.000 Häftlingen, darunter zahlreiche politische Gefangene. Auch die bis dahin gängige Folterpraxis stand intern zur Diskussion. Doch bereits nach dem Volksaufstand in Ungarn 1956 (Oktober/November) folgte eine weitere Welle der Repression, der mit Wolfgang Harich und Walter Janka auch prominente Kommunisten zum Opfer fielen. Auch Wollweber geriet in offenen Konflikt mit Walter Ulbricht. Auf dessen Anordnung wurde Wollweber 1957 durch seinen Stellvertreter Mielke ersetzt. Dieser leitete das MfS bis zum 7. November 1989, dem Tag des Rücktritts des Ministerrats der DDR zur Wende.
Obwohl die direkte Beraterrolle des sowjetische Geheimdienst (KGB) in den MfS-Abteilungen nach 1958/59 formal reduziert wurde, behielt der KGB seinen umfassenden Einfluss durch Verbindungsoffiziere im MfS und direkte Kontaktpersonen im SED-Politbüro bis in den Herbst 1989 bei. KGB-Offizieren wurden 1978 formell die gleichen Rechte und Befugnisse wie in der Sowjetunion eingeräumt.

### Das MfS nach dem Mauerbau 1961
Die inneren Unruhen in Polen und Ungarn sowie die kritischen Äußerungen von Parteiintellektuellen führten zu einem neuerlichen Kurswechsel innerhalb des MfS – der Fokus lag vermehrt auf der Repression gegenüber inneren oppositionellen Kräften. Dies spiegelte sich in der „Doktrin der politisch-ideologischen Diversion“ (PID) wider, die alle Formen innerer Opposition auf den Einfluss des „imperialistischen Feindes“ zurückführte und zugleich die wachsende Präsenz der Staatssicherheit in allen Alltagsbereichen begründete. Begünstigt wurde dies durch den Mauerbau, der ein Abwandern von Oppositionellen verhinderte. Lagen die Hauptaufgaben des MfS vor dem Mauerbau in der Bekämpfung westlicher Geheimdienste sowie der Fluchtbewegung, so sollte das MfS künftig vermehrt präventiv potentielle Unruheherde erkennen. Als erste Bewährungsprobe für den neu ausgerichteten Apparat erwies sich der Prager Frühling.
Im Mai 1971 wurde Walter Ulbricht durch Erich Honecker gestürzt. Im Zuge dessen wurde der Minister für Staatssicherheit Erich Mielke zunächst zum Kandidaten, fünf Jahre später auch zum stimmberechtigten Mitglied des Politbüros gewählt. Entscheidende Fragen der MfS-Tätigkeit berieten beide jedoch in wöchentlichen Vier-Augen-Gesprächen. Seit den frühen 1970er Jahren war die DDR verstärkt um eine internationale Anerkennung und deutsch-deutsche Annäherung bemüht. Dies führte auch zu Änderungen in den Methoden der Staatssicherheit. Da die DDR sowohl im Grundlagenvertrag mit der Bundesrepublik Deutschland als auch mit dem Beitritt zur UN-Charta und der Unterzeichnung der KSZE-Schlussakte die Absicht zur Achtung der Menschenrechte bekundet hatte, versuchte das MfS vermehrt oppositionelles Verhalten, ohne Anwendung des Strafrechtes zu sanktionieren und stattdessen auf „weiche“ und „leise“ Formen der Repression – wie beispielsweise Zersetzungsmaßnahmen – zurückzugreifen. Hierfür war eine systematische und flächendeckende Überwachung unter Einsatz von bis zu 200.000 inoffiziellen Mitarbeitern erforderlich. Durch Strafverfolgung, Auslands- und Technologiespionage, als Stimmungsbarometer, Zensurbehörde, zur Umgehung von Handelsembargos oder zur Devisenbeschaffung durch Haftarbeit und Häftlingsfreikauf erlangte das MfS eine Schlüsselfunktion im Herrschaftssystem der DDR.

### Auflösung des MfS

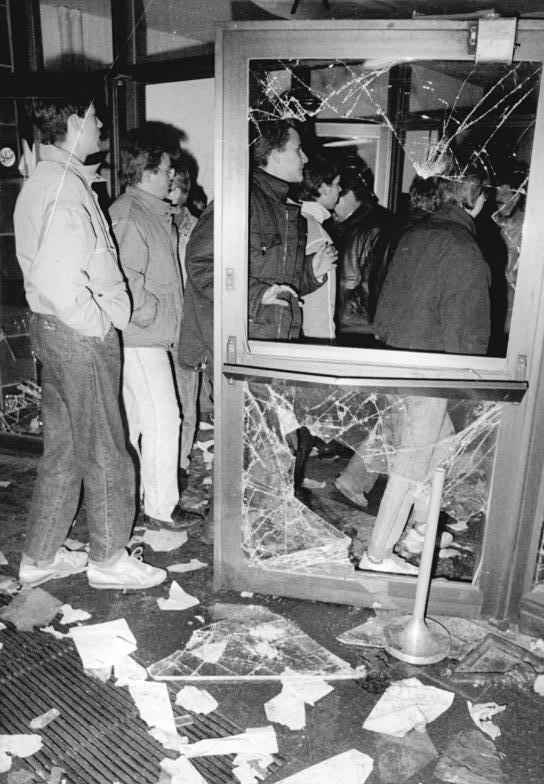
Verwüstung der Büroräume der Berliner Stasi-Zentrale

Nach Plänen der SED sollte das MfS reformiert werden. Doch die Entwicklungen überholten dies. Am 18. November 1989 setzte die Volkskammer der DDR die Regierung Modrow ein, wobei das MfS in Amt für Nationale Sicherheit (AfNS) umbenannt wurde. Zum „Leiter“ bestimmte sie Wolfgang Schwanitz, den Stellvertreter des abgesetzten Ministers Mielke. Mit der Umwandlung war eine Verkleinerung des Apparates geplant.
Dazu kam es jedoch nicht mehr. 17 Tage später, am Morgen des 4. Dezember 1989, wurde die Bezirksstelle des AfNS in Erfurt von Bürgern besetzt, nachdem bekannt geworden war, dass die Stasi-Akten vernichtet werden sollten. Am Abend desselben Tages folgten Bezirksdienststellen in Leipzig, Suhl und Rostock. Besetzungen in den anderen Bezirksstädten und zuletzt am 15. Januar 1990 in der Berliner Zentrale folgten. Mit der Einrichtung von Bürgerwachen und Bürgerkomitees begann die erzwungene Auflösung des AfNS und die Aufarbeitung der Tätigkeit des MfS. Knapp einen Monat nach der Gründung des Amtes für Nationale Sicherheit versuchte der DDR-Ministerrat unter Hans Modrow am 14. Dezember 1989 noch einmal, die Staatssicherheit in offensichtlicher Anlehnung an die Nachrichtendienststrukturen in der Bundesrepublik Deutschland durch einen Verfassungsschutz mit nur noch rund 10.000 Mitarbeitern und einen Nachrichtendienst zu ersetzen. Dazu kam es jedoch wegen der Bürgerproteste nicht. Am 15. Januar 1990 drängte der Runde Tisch auf das schnelle Ende der Staatssicherheit. Bürgerkomiteemitglieder aus der gesamten DDR erzwangen eine Sicherheitspartnerschaft, und Demonstranten stürmten das Gelände. In der Nacht bildete sich ein Bürgerkomitee, das den Auflösungsprozess überwachen sollte.

### MfS Anfang 1990
Am 23. Februar 1990 billigte der Runde Tisch die Selbstauflösung der Auslandsaufklärung des MfS, der sogenannten Hauptverwaltung A, kurz HV A. Nach zwei Wochen Diskussion wurde am 26. Februar die Vernichtung fast aller Akten und Datenträger der HV A beschlossen. Trotzdem gelangten rund 293 000 Karteikarten aus der Personenkartei der HV A unter ungeklärten Umständen im Jahr 1990 in die Hände der CIA. Sie bilden den größten Teil der „Rosenholz-Dateien“, in denen die HV A die Namen und persönlichen Daten von Personen erfasste, die für sie von Bedeutung waren. Darin sind neben IMs auch Personen aus deren Umfeld verzeichnet. Die Daten wurden später im unvollständigen Zustand kopiert und im Jahr 2003 der Bundesregierung überlassen, die sie bekanntgab. Zum 31. März 1990 waren alle Mitarbeiter des MfS bis auf einige hundert entlassen worden, die befristete Arbeitsverträge erhalten hatten, um die Institution weiter abzuwickeln. Schließlich empfahl der Ministerrat am 16. Mai 1990, einen Sonderausschuss „Auflösung des MfS“ zu bilden, aus dem eineinhalb Jahre später die Behörde des Bundesbeauftragten für die Unterlagen des Staatssicherheitsdienstes der ehemaligen DDR wurde.

### Treuhänderische Verwaltung des Vermögens des MfS
Nach der Selbstauflösung (des MfS) und Wiedervereinigung Deutschlands unterlag das Vermögen des MfS gemäß dem Treuhandgesetz der treuhänderischen Verwaltung durch die Treuhandanstalt und die Unabhängige Kommission zur Überprüfung des Vermögens der Parteien und Massenorganisationen der DDR (UKPV).

## Auftrag

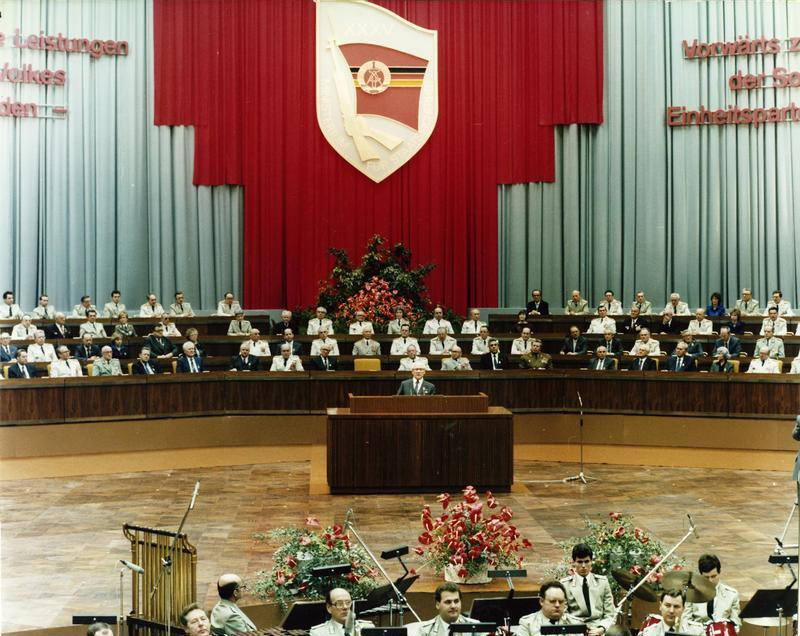
„Kampftreffen“ im Palast der Republik in Ost-Berlin anlässlich des 35. Jahrestages der Bildung des Ministeriums für Staatssicherheit, 1985

Das MfS agierte primär als die Geheimpolizei der DDR, die ohne parlamentarische und verwaltungsjuristische Kontrolle als Überwachungs- und Repressionsorgan der SED fungierte und die DDR-Gesellschaft in allen Bereichen kontrollierte. Sekundär fungierte das MfS als Organ der Auslandsspionage durch die Hauptverwaltung A (HV A).
Im Inland bildeten die mit den Operativen Vorgänge (OV), Operative Personenkontrolle und Politisch-operatives Zusammenwirken das Kernstück der Stasi-Arbeit in der DDR. Die MfS-Richtlinie Nr. 1/76 regelte dabei die Entwicklung und Bearbeitung der Operativen Vorgänge. Es handelte sich dabei um Ermittlungs- und Zersetzungsmaßnahmen des MfS gegen Personen oder Gruppen, die als staatsfeindlich eingestuft wurden, mit dem Ziel, sie zu kontrollieren, zu beeinflussen oder auszuschalten. Das MfS hatte eine dezentrale Struktur im Inland hierarchisch und territorial organisiert mit Zentralen, Bezirksverwaltungen und Kreisdienststellen, was der effektiven Überwachung der gesamten DDR-Bevölkerung dienten.
Das MfS setzte Legenden und Tarnung umfassend ein, um seine Identität und Aktivitäten zu verbergen. Legenden waren erfundene Biografien, während Tarnung praktische Maßnahmen wie gefälschte Dokumente, Konspirative Wohnungen (KW) und versteckte Technik umfasste. Die HV A hatte Deckfirmen und -organisationen als Tarnung im Ausland, wie Import-Export-Unternehmen, Tourismus- und Reisebüros, Kunsthandel, Studentenaustauschprogramme, Scheinbankkonten, Briefkastenfirmen oder Forschungsinstitute die dazu dienten Agenten ins Ausland zu schleusen, Geld zu transferieren oder illegal Technologie zu beschaffen.
Die Stasi nutzte auch gezielt Prostitution – im internen Sprachgebrauch „HWG-Personen“ (häufig wechselnde Geschlechtspartner) genannt – als Mittel zur Informationsbeschaffung („Sexspionage“). Obwohl Prostitution in der DDR offiziell verboten war, rekrutierte die Staatssicherheit diese Frauen als Inoffizielle Mitarbeiter (IM), um von ausländischen Freiern Informationen zu erhalten.
Innerhalb der Stasi wurden für einige Mitarbeitern gezielt Laufbahnperspektiven entwickelt, um beispielsweise in kirchliche Strukturen durch zu dringen.

### Inland
Das MfS war für die Kontrolle („Absicherung“) sämtlicher Bereiche zuständig:

#### Kontrolle der volkswirtschaftlichen Organe
In Kombinate und Betriebe war sie u. a. zuständig für:
- Umfassende Überwachung: Ein riesiges Netzwerk von Informanten und Kontrollen in Betrieben.
- Kadersicherung: politisch loyale Personen in Schlüsselpositionen bringen und „unzuverlässige“ Mitarbeiter entfernen.
- Kaderakte: geheim geführte detaillierte Beschreibungen über die ideologische Haltung, Stärken und Schwächen der Berufstätigen.
- Geheimnisschutz: Überzogene Maßnahmen, die Abläufe behinderten.
- Ressourcenbeschaffung: Konspirative Devisenbeschaffung (wie mit Import westlichen Müll), und illegaler Technologieimport (z. B. über KoKo).

Trotz der Absicht, die Wirtschaft zu stärken, führten die Eingriffe des MfS zu Ineffizienz, Störungen und schadeten der DDR-Ökonomie letztlich mehr, als sie ihr nützten.

#### Kaderselektion und -kontrolle
Die Stasi war tief in die Kaderselektion der DDR involviert und nutzte verschiedene Methoden, um die Eignung und Loyalität von Kandidaten, Kadern (Führungskräften) in allen gesellschaftlichen Bereichen zu überprüfen:
- Umfassende Überprüfung des Umfelds: Es wurden detaillierte Recherchen zur politischen Haltung des Kandidaten selbst, seiner Familie und seines Freundeskreises durchgeführt, um „westliche Kontakte“, „politische Unzuverlässigkeit“ oder „staatsfeindliche Aktivitäten“ aufzudecken.
- Befragungen und Observationen: MfS-Mitarbeiter und Inoffizielle Mitarbeiter (IM) befragten Kandidaten oder beobachteten sie, um Informationen über ihr Verhalten und ihre Einstellungen zu sammeln.
- Aktenführung: für jeden wichtigen Kader wurde eine detaillierte und ständig aktualisierte Akte geführt. Diese Akten bildeten die Grundlage für Beförderungen, Versetzungen oder disziplinarische Maßnahmen.
- Ideologische Schulung: Ausgewählte Kader durchliefen spezielle Schulungen, um ihre ideologische Linientreue zu festigen und sie auf ihre Aufgaben im Sinne der Partei vorzubereiten.

Ein großer Teil dieser Selektionsberichte und der damit verbundenen Akten ist in den Stasi-Unterlagen erhalten geblieben und wird heute vom Bundesarchiv - Stasi-Unterlagen-Archiv verwaltet.

#### Bevölkerungskontrolle und Westtouristen
Die Stasi nutzte ein dichtes Netz von Inoffiziellen Mitarbeitern (IM) und umfassende Überwachungsmaßnahmen, um jeden Ansatz von Opposition oder abweichendem Verhalten innerhalb der DDR frühzeitig zu erkennen und zu unterdrücken. Im Inland umfasste es z. B. die Kontrolle von Massenorganisationen und gezielte Zersetzung und Spaltung potenzieller oppositioneller Kreise, wie zum Beispiel Intellektuelle, Dissidenten, sowie der Kirche und deren Jugendgruppen. Ebenfalls beinhaltete es die umfassende Überwachung der DDR-Bürger und teilweise ihrer Angehörigen außerhalb der DDR unter Missachtung ihrer Bürgerrechte. Im Jargon wurde dies auch „Aufdeckung und Beseitigung feindlicher Zersetzungstätigkeiten“ genannt. Dies erfolgte unter anderem durch Bespitzeln, Zensur von Presse und Filmen, Unterdrückung der Meinungsfreiheit.
Auch Beobachtungen von Personen, unwissentliche Informationsgeber, landeten in den Stasi-Archiven.
Die Stasi nutzte dafür verschiedene Wege:
- Auskunftspersonen (AKP): Bürger gaben unwissentlich oder ohne sich als Spitzel zu fühlen den hauptamtlichen Mitarbeitern der Stasi nach gezielten, legendierten Befragungen Auskünfte. Die Stasi führte separate AKP-Karteien über deren Namen, Adressen, die Art der Auskunft und die genutzte Legende.[54]
- Denunziation: Einzelne meldeten aus unterschiedlichen Motiven (Überzeugung, Angst, Rache) Beobachtungen an Behören, die diese dann weiterleiteten.
- Gezielte Gespräche: Stasi-Mitarbeiter sammelten scheinbar nebenbei Informationen von nichtsahnenden Personen.
- Überwachung: Post- und Telefonüberwachung lieferte ungefilterte Informationen aus privaten Kommunikationen.

##### Kontrolle von Westtouristen und Westkontakten
- Dazu gehörte die Überwachung des Reiseverkehrs an den Grenzen, aber auch von Transitparkplätzen, Tankstellen und Raststätten, die systematische Beobachtung ihrer Kontakte zu DDR-Bürgern und die Sammlung von Informationen über ihre Motive und Aktivitäten. Bei Verdacht auf „feindliche“ Handlungen konnten Maßnahmen von Einbestellungen bis zu Verhaftungen und Ausweisungen reichen.
- In der DDR gab es eine Meldepflicht für Besucher (sowohl DDR-Bürger als auch Westtouristen), die mittels des Hausbuchs umgesetzt wurde. Dadurch konnte die Stasi vollständige Kontrolle und Datenspeicherung ermöglichen, insbesondere bezüglich des Aufenthaltsorts und der Unterkunft, der Erfassung von Personalien, von Informationen über potenzielle „Systemgegner“ oder „feindliche Aktivitäten“ sowie der Überwachung und Speicherung von Westkontakten.

##### Kontrolle über die DDR-Bevölkerung im Urlaub
- DDR-Bürger, die im Inland oder in sozialistischen Bruderstaaten reisten und Urlaub machten, wurden vom MfS in enger Kooperation mit Polizei- und Meldestellen, Transportpolizei, Zoll, Grenzpolizei und mit ihrem „Bruderorganen“ (Geheimdiensten) anderer sozialistischer Länder überwacht. Die Methoden umfassten den Einsatz von verdeckten Offizieren im besonderen Einsatz (OibE) in Reiseunternehmen sowie von inoffiziellen Mitarbeitern (IM) unter den Reiseleitern. Diese Agenten sammelten Informationen mit dem Ziel, Fluchtversuche zu verhindern, Kontakte zum Westen zu unterbinden und die Stimmung der Bevölkerung zu erfassen, um potenzielle Systemkritik frühzeitig zu erkennen und zu bekämpfen.[55]

##### Stasi-Pläne für Isolierungslager: Der„Tag X“der Repression - „Direktive 1/67“
Unter der streng geheimen „Direktive 1/67“ plante Stasi-Minister Mielke die sofortige Ausschaltung von Regimegegnern im Krisenfall. Dieser Plan sah vor, über 2.900 Personen zu verhaften und mehr als 10.000 in Isolierungslager zu bringen. Über 86.000 DDR-Bürger – darunter Aktivisten, Oppositionelle und Ausreiseantragsteller – waren bereits erfasst. In Sachsen waren Lager auf der Augustusburg und Burg Hohenstein vorgesehen. Zur Internierung waren Diplomaten (besonders aus „feindlichen“ Staaten), Korrespondenten/Journalisten, Ausländer, potenzielle Spione und Transitreisende geplant. Die Umsetzung dieser Pläne, deren Listen in Leipzig noch am 8./9. Oktober 1989 aktualisiert wurden, scheiterte nur an den friedlichen Massendemonstrationen von über 70.000 Menschen.

#### Zusammenarbeit mit dem KGB
Der KGB übte seinen weitreichenden Einfluss in der DDR über Verbindungsoffiziere im MfS, eine große Zentrale in Berlin-Karlshorst (sowie kleinere in den Bezirken) und direkte Kontakte im SED-Politbüro aus. Er überwachte die Entwicklungen genauestens und spionierte sogar die DDR-Führung aus, um Abweichungen von der sowjetischen Linie frühzeitig zu erkennen. Dabei waren MfS-Mitarbeiter stets verpflichtet, dem KGB alle relevanten Informationen zu liefern.

#### Untersuchungshaft bei Straftatbeständen
Es ist entscheidend zu verstehen, dass die Untersuchungshaft in der DDR eine Doppelfunktion erfüllte, die sie von westlichen Rechtssystemen abhob.
1. Die reguläre Untersuchungshaft: Sie diente dem Schutz der Öffentlichkeit und der Sicherstellung des Strafverfahrens bei „gewöhnlichen“ Kriminaldelikten wie Diebstahl, Körperverletzung oder Mord. Hier ähnelte sie der Praxis in anderen Staaten, indem sie der Fluchtgefahr vorbeugen oder die Beweismittel sichern sollte.
2. Die politisch motivierte Untersuchungshaft des MfS: Dies war das weitaus verheerendere Instrument. Das Ministerium für Staatssicherheit (MfS) nutzte sie gezielt zur politischen Unterdrückung.
- Zweck: Es ging weit über Ermittlungen hinaus. Hauptziele waren die Zermürbung, Einschüchterung und das Erzwingen von Geständnissen bei Personen, die als politische Gegner angesehen wurden.
- Grundlagen: Hierfür wurden bewusst weit gefasste Paragraphen des DDR-Strafgesetzbuches missbraucht. Begriffe wie „staatsfeindliche Hetze“, „ungesetzlicher Grenzübertritt“, „staatsfeindliche Gruppenbildung“, „Spionage“ oder „Hochverrat“ konnten jede Form von Kritik oder Abweichung vom System als Straftat deuten.
- Ablauf: Verhaftungen durch das MfS erfolgten oft willkürlich, ohne direkten richterlichen Haftbefehl oder eine fundierte rechtliche Grundlage. Die Inhaftierten wurden in den MfS-eigenen Untersuchungshaftanstalten oft monatelang in Isolation gehalten und harten Verhörmethoden unterzogen.
- Realität: Diese Form der Haft war ein Kernstück der politischen Justiz der DDR. Ihr primäres Ziel war es, jegliche Opposition zu zerschlagen und die absolute Kontrolle der SED zu gewährleisten. Dabei wurde das Prinzip der Rechtsstaatlichkeit massiv ausgehöhlt oder schlicht ignoriert.

#### Einige Paragraphen aus dem Strafgesetzbuch (StGB) der DDR
- staatsfeindliche Hetze (§ 106 StGB der DDR);
- Ungesetzlicher Grenzübertritt (§ 213 StGB): Dies war ein sehr häufiger Grund für Verhaftungen und betraf Personen, die versuchten, die DDR illegal zu verlassen („Republikflucht“) oder die bei der Flucht halfen;
- Staatsfeindliche Gruppenbildung (§ 107 StGB): Dies umfasste die Bildung oder Organisation von Gruppen, die als staatsfeindlich eingestuft wurden;
- Öffentliche Herabwürdigung der staatlichen Ordnung (§ 220 StGB): Dieser Paragraph zielte auf Personen ab, die die staatlichen oder gesellschaftlichen Verhältnisse der DDR diskreditierten oder herabwürdigten;
- Staatsfeindliche Verbindungen / Landesverräterische Agententätigkeit (§ 100 StGB): Dies betraf Kontakte zu westlichen Organisationen oder Geheimdiensten, die als schädlich für die DDR angesehen wurden;
- Spionage (§ 97 StGB): Die Sammlung oder Weitergabe von Informationen, die als Staatsgeheimnis eingestuft waren, an feindliche Staaten;
- Hochverrat (§ 96 StGB): Hierunter fielen Handlungen, die darauf abzielten, die sozialistische Staats- oder Gesellschaftsordnung zu stürzen, zu unterhöhlen oder zu schwächen;
- Ungesetzliche Verbindungsaufnahme (§ 219 StGB): Der Kontakt zu Personen oder Organisationen im westlichen Ausland ohne offizielle Genehmigung;
- Geheimnisverrat (§§ 245, 246 StGB): Die Offenbarung von Staatsgeheimnissen oder anderen vertraulichen Informationen;
- Wehrdienstentziehung/-verweigerung (§ 256 StGB): Die Verweigerung oder Entziehung vom Wehrdienst, der in der DDR verpflichtend war.

#### Absicherung der Parteimacht
Als „Schild und Schwert der Partei“ gewährleistete die Stasi die absolute Herrschaft der SED durch die Überwachung von Parteimitgliedern, die Verfolgung von Regimekritikern und die Verhinderung jeglichen Widerstands.

#### Absicherung des Staatsapparates und der bewaffneten Organe
Das MfS kontrollierte die politische Zuverlässigkeit und militärische Sicherheit der Bewaffneten Organe der DDR (Grenztruppen, NVA und Volkspolizei) sowie den Staatsapparat (andere Ministerien).

#### Bekämpfung „politisch-ideologischer Diversion“
Die Stasi war bestrebt, den Einfluss westlicher Medien, Ideen und Kulturen in der DDR zu unterbinden, was Zensur und die Verfolgung von „Verbreitern“ solcher Einflüsse umfasste, die sogenannte Politisch-ideologische Diversion mit dem Ziel Opposition und Widerstand in der DDR zu unterterbinden.

#### Strafverfolgung und Grenzsicherung
Die Beteiligung an der Sicherung der innerdeutschen Grenze und der Berliner Mauer, um „Republikflucht“ gemäß § 213 des Strafgesetzbuches der DDR (dort ab 1968 als „ungesetzlicher Grenzübertritt“ bezeichnet) zu verhindern, war eine immense inländische Operation. Das MfS übernahm nach Todesfällen an der Berliner Mauer oder der innerdeutschen Grenze die Ermittlungen zum Hergang und ihre Verschleierung gegenüber der Öffentlichkeit und den Angehörigen. Dabei „legendierte“ das MfS die Fälle, um ihnen entweder wenig bis keine Aufmerksamkeit zuteilwerden zu lassen oder die Aufmerksamkeit in eine bestimmte Richtung zu lenken. Getötete Grenzsoldaten stilisierte das MfS zu Helden, für deren Tod feindliche Agenten oder Verbrecher verantwortlich seien. Tatortuntersuchungsberichte, Sterbeurkunden und andere Dokumente wurden dafür gefälscht. Ferner kontrollierte das MfS den Verbleib der Leichen und die Umstände der Beerdigungen. Angehörige wurden verpflichtet, über die Todesumstände Stillschweigen zu bewahren oder bekamen erfundene Geschichten erzählt. 1975 bezeichnete Mielke sein Ministerium als „spezielles Organ der Diktatur des Proletariats“.

#### Kontrolle Verkehrswesen
Kernbereiche der Stasi-Überwachung im Verkehrswesen:
- Kontrolle des Transit- und Reiseverkehrs: Grenzübergänge wie der Bahnhof Friedrichstraße in Berlin waren zentrale Überwachungsorte für Reisende aus dem Westen und DDR-Bürger. Die Transitautobahnen zwischen der Bundesrepublik Deutschland und West-Berlin wurden intensiv überwacht, um Fluchtversuche und Verstöße gegen Transitabkommen zu erkennen. Der Befehl Nr. 20/72[61] von Minister Mielke regelte die Politisch-operativen „Aufgaben“ für den gesamten Reise- und Transitverkehr;
- Einsatz von Videokameras: In Städten wie Ost-Berlin (z. B. Alexanderplatz) und Leipzig wurden Kameras unter dem Vorwand der „Verkehrsbeobachtung“ installiert. Tatsächlich dienten diese dem „Operativen Fernsehen“ der Stasi, um Demonstranten, Oppositionelle und andere „staatsfeindliche“ Personen zu identifizieren. Die DDR rühmte sich eines frühen flächendeckenden Systems, oft mit westlicher Technik;
- Einsatz von „Gammakanonen“ mit radioaktiven 137Cs: um Fahrzeuge zu durchleuchten und Flüchtlinge aus der DDR aufzuspüren;[62]
- Beteiligung von Volkspolizei und Transportpolizei: Die Deutsche Volkspolizei (DVP) und die untergeordnete Transportpolizei (Trapo) spielten eine entscheidende Rolle. Sie arbeiteten eng mit der Stasi zusammen, um „Reisekader“ und Westbesucher zu überprüfen und Informationen über deren Kontakte weiterzugeben. In grenznahen Gebieten sowie an Bahnhöfen und in Zügen führten sie Kontrollen und Schikanen durch;
- Fahrzeugkontrollen dienten auch der Suche nach Fluchtmitteln, und es kam zu politisch motivierten Strafen bei geringfügigen Verkehrsdelikten oder der Nutzung oppositioneller Symbole;
- Überwachung der Infrastruktur: Die Hauptabteilung XVIII des MfS sicherte die Volkswirtschaft, wozu auch die Überwachung des Verkehrswesens und insbesondere der Deutschen Reichsbahn gehörte. Dies umfasste die Bau- und Überwachung von Streckenelektrifizierungsarbeiten, wie es der Befehl „Fahrstrom“ von 1982 für den Raum Berlin zeigte, um Sabotage zu verhindern und Kontrolle auszuüben.

#### Weitere operative Aufgaben
Weiterhin umfasste seine Tätigkeit die Zusammenarbeit zwischen Sicherheitsorganen und Volkspolizei, den Personenschutz von Partei- und Staatsfunktionären, die Überwachung sogenannter „bevorrechteter Personen“ (Diplomaten, akkreditierte Presse und Geschäftsleute) und Sicherung von Gebäuden und taktisch wichtigen Objekten.

### Ausland
Im Ausland umfassten die Aufgaben des MfS die Durchführung geheimdiensttypischer verdeckter Operationen (MfS-Begriff: Aktive Maßnahmen) und von Spionage durch die Hauptverwaltung A (HV A). Ebenfalls beinhalteten sie Aufklärungsarbeit in Westdeutschland und West-Berlin mit dem Ziel, aus allen wichtigen Institutionen der Westalliierten sowie der Bonner Regierung, der Industrie und Forschung Informationen zu gewinnen.
Der Auslandsnachrichtendienst übernahm weiterhin die aktive Spionageabwehr und die Abwehr von Anschlägen privater und staatlicher Organisationen sowie die aktive Beeinflussung des öffentlichen Lebens im Westen durch Eindringen von MfS-Informanten in alle wichtigen Bereiche (beispielsweise durch aktive Desinformation).
Eine der berüchtigtsten Taktiken der HV A war die „Methode Romeo“. Hierbei setzten sogenannte „Romeo-Agenten“ vorgetäuschte Liebesbeziehungen zu Sekretärinnen westdeutscher Politiker ein, um emotionale Abhängigkeiten zu schaffen. Das Ziel war, über diese Beziehungen an geheime Dokumente zu gelangen, wobei die Agenten oft eine falsche Identität annahmen.

#### Auftrag und Kernaufgaben
Die zentrale Mission der HV A war die Auslandsaufklärung (Spionage), die ein breites Spektrum an Aktivitäten umfasste:
- Politische Spionage: Erfassung von Informationen über den Staatsapparat, politische Parteien und Organisationen in der Bundesrepublik Deutschland.
- Militärspionage: Beschaffung militärischer Informationen, insbesondere im Kontext des Kalten Krieges, zur Früherkennung von Kriegsvorbereitungen westlicher Mächte.
- Wirtschafts- und Technologiespionage: Sammeln von Daten aus westlicher Industrie und Forschung, um den technologischen Rückstand der DDR zu verringern und die eigene Wirtschaft zu stärken.
- Gegenspionage: Durchführung von Operationen gegen westliche Nachrichtendienste mit dem Ziel, deren Strukturen zu infiltrieren.
- Sabotagevorbereitung: Planung und Vorbereitung von Sabotageakten.
- Aktive Maßnahmen: Gezielte Beeinflussung der öffentlichen Meinung im Westen durch Desinformation, z. B. mittels platzierter Artikel in westlichen Zeitungen und manipulativer „Leserbriefe“. Dabei wurden mitunter auch Aktivisten der Friedensbewegung instrumentalisiert.

#### Zusammenarbeit mit dem KGB
Die Hauptverwaltung A (HV A), der Auslandsgeheimdienst des DDR-Ministeriums für Staatssicherheit (MfS), agierte als „verlängerter Arm“ des sowjetischen Geheimdienstes KGB, insbesondere in Westeuropa. Diese extrem enge Zusammenarbeit äußerte sich in mehreren Bereichen:
- Umfassender Informationsaustausch: Die HV A lieferte dem KGB und anderen „Bruderdiensten“ des Ostblocks einen Großteil der aus der Bundesrepublik Deutschland gesammelten Informationen. Als wichtiges NATO-Mitglied war die BRD für den KGB von herausragender Bedeutung.
- Koordiniertes Vorgehen: Die operative Zusammenarbeit ging weit über den bloßen Informationsfluss hinaus. Beispielsweise wurden Mordanschläge des MfS, und somit auch der HV A, „in enger Abstimmung mit dem sowjetischen Geheimdienst KGB geplant“, was die tiefe Kooperation und Abstimmung auf höchster Ebene unterstreicht.
- KGB und HV A überwachten geflüchtete DDR-Bürger in der BRD intensiv, um sie als „Verräter“ im Auge zu behalten.

#### Auslandsmissionen der NVA
Im Rahmen von Auslandsmissionen der NVA, beispielsweise in Mosambik, wurden aufgrund der möglichen Fluchtgefahr „zivile Einsätze“ für Bauprojekte und Infrastruktur mit Kräften (unter anderen des Wachregiments „Feliks Dzierzynski“) durchgeführt, die dabei nicht in Uniform auftraten.

#### Mordanschläge
Es sind diverse Mordanschläge des MfS auf im Westen lebende Regimegegner belegt. Nach dem Mauerbau 1961 bildete die Stasi „Kämpfer“ aus, die auf einem geheimen Truppenübungsplatz das Liquidieren von Menschen übten. So versuchten MfS-Agenten mehrfach, den in der Bundesrepublik lebenden Fluchthelfer Wolfgang Welsch zu ermorden. Beim Mord an dem im Westen lebenden DDR-Dissidenten Bernd Moldenhauer deuten Indizien darauf hin, dass das MfS den Täter beauftragt hatte. Siegfried Schulze, der im Jahr 1972 aus der DDR geflüchtet war, und spektakuläre Aktionen gegen die Berliner Mauer unternahm, wurde 1975 zum Ziel eines Mordanschlags. Vermutet wurde eine Beteiligung des MfS am Unfalltod des Fußballspielers Lutz Eigendorf. Demnach sei Eigendorf zunächst Alkohol injiziert und er anschließend während der Fahrt geblendet worden. Auch gab ein mehrfach vorbestrafter, ehemaliger IM an, vom MfS einen Mordauftrag für Eigendorf erhalten, ihn aber nicht ausgeführt zu haben. Die Staatsanwaltschaft sieht jedoch keine objektiven Hinweise auf ein Fremdverschulden am Tod Eigendorfs. Auf den Fluchthelfer Kay Mierendorff aus Steglitz wurde 1982 ein Briefbombenanschlag verübt, den er schwerverletzt überlebte, seine Frau starb an den Spätfolgen. „Mierendorffs rechte Hand wurde halb zerfetzt, beide Trommelfelle waren zerstört (Hörverlust), das rechte Auge trat aus der Höhle, das Gesicht war mit Wunden übersät, Bauchdecke und Leber aufgerissen, der Darm verletzt und tiefe Einrisse in Oberarm und Brust.“ Er hatte mehrere Anschläge der Stasi vereitelt, aber ihm wurde danach „Deutschland zu heiß“ und er siedelte nach Florida über. Mordanschläge auf Rainer Hildebrandt und den Friedrichshainer Pfarrer Rainer Eppelmann waren geplant. Der geflüchtete Grenzsoldat Rudi Thurow sollte 1963 mit einem 1000 Gramm schweren Hammer erschlagen werden. Der Überläufer Werner Stiller sollte in die DDR entführt oder ermordet werden. Der Schriftsteller, Bürgerrechtler und Vertreter der Opposition in der DDR Jürgen Fuchs und dessen Umgebung wurden mit zahlreichen „Stasi-Zersetzungsmaßnahmen“ terrorisiert, weil er offen über die Stasi und den Häftlingsfreikauf berichtete. Es folgten Mordanschläge. 1986 explodierte eine Bombe vor Fuchs’ Haus und seine Autobremsen wurden sabotiert.
Mordanschläge wurden in enger Abstimmung mit dem sowjetischen Geheimdienst KGB geplant, die Mordszenarien wurden von Erich Mielke persönlich genehmigt. Zu den Opfern gehörten Überläufer aus den eigenen Reihen, vor allem aus dem SED-Apparat, der Volkspolizei und der Nationalen Volksarmee sowie Bundesbürger, die sich in antikommunistischen Organisationen engagierten.

#### Terroranschläge
Das Ministerium für Staatssicherheit unterhielt unter dem Codenamen „Separat“ mindestens seit 1980 enge Kontakte zu der Terrorgruppe des venezolanischen Terroristen Carlos. Es ist erwiesen, dass der Staatssicherheitsdienst der DDR über die linksextremistische Terrorgruppe Revolutionäre Zellen an internationalem Terrorismus beteiligt war:
Am 25. August 1983 wurde auf das Kulturzentrum Maison de France am Berliner Kurfürstendamm ein Bombenanschlag verübt. Dabei wurde ein Mensch getötet und 23 schwer verletzt. Durch die 24 Kilogramm Sprengstoff wurden die beiden obersten Stockwerke des Hauses zerstört, in denen sich das französische Generalkonsulat befand, dem der Anschlag galt. Im September 1990 fiel dem Bundeskriminalamt im Zentralen Kriminalamt in Ost-Berlin eine Akte in die Hände, mit denen die Terrorverstrickungen des Ministeriums für Staatssicherheit enthüllt wurden: Die Stasi hatte es dem deutschen Terroristen Johannes Weinrich, dem Chef der Terrorgruppe Revolutionäre Zellen ermöglicht, den Terroranschlag von Ost-Berlin aus vorzubereiten: Der mit syrischem Pass reisende Weinrich brachte den Sprengstoff 1982 nach Ost-Berlin, wo die Stasi ihn vorübergehend konfiszierte. Als Stasimitarbeiter im Januar 1983 bei einer Durchsuchung von Weinrichs Hotelzimmer Einblick in dessen Pläne zu dem geplanten Sprengstoffanschlag in West-Berlin erhielten, mit dem die Terroristin Magdalena Kopp aus französischer Haft freigepresst werden sollte, erhielt er seine 24 kg Sprengstoff zurück. Deswegen wurde Weinrich, der zudem Mitglied der Organisation Internationalistischer Revolutionäre („Carlos-Gruppe“) war und als „rechte Hand“ des Top-Terroristen Carlos galt, in den 1990er Jahren zu einer lebenslangen Freiheitsstrafe verurteilt. Der verantwortliche ehemalige Stasi-Oberstleutnant Helmut Voigt, seinerzeit Leiter der Abteilung XXII (der Terrorabwehr des MfS), wurde 1994 wegen Beihilfe zum Mord zu vier Jahren Haft verurteilt.
Nach Recherchen des Forschungsverbundes SED-Staat war das MfS aktiv an dem Bombenattentat auf die Diskothek La Belle in Berlin-Schöneberg in der Nacht vom 4. auf den 5. April 1986 beteiligt. Aus den aufgearbeiteten Stasi-Unterlagen geht hervor, dass ein Inoffizieller Mitarbeiter (IM) der Stasi an den Vorbereitungen des Nagelbomben-Anschlags auf die überwiegend von Soldaten der US-Streitkräfte besuchte Berliner Diskothek La Belle am 5. April beteiligt war, bei dem drei Menschen ums Leben kamen und Hunderte Verletzungen erlitten. Der Stasi-Spitzel Yasser C., ein palästinensischer Student der Technischen Universität Berlin mit Decknamen Alba, hatte demnach drei mögliche Anschlagsziele, darunter das La Belle ausgekundschaftet, ein Callgirl mit Verbindungen zur Stasi, Verena C., hatte die Bombe am Anschlagsort platziert.

#### Unterstützung von Rechtsextremisten
Gemäß Bundesanwaltschaft verhalf die Stasi bundesdeutschen Rechtsextremisten zur Flucht in den Untergrund, in die DDR. So wurde dem Neonazi Odfried Hepp (der mit einer rechtsterroristischen Gruppe 1982 mehrere Terroranschläge und Banküberfälle in der Bundesrepublik Deutschland verübt hatte) geholfen, in die DDR abzutauchen. Auch dem deutschen Rechtsextremisten und Waffenhändler Udo Albrecht verhalf die Stasi zur Flucht aus der Bundesrepublik. Beide wurden Mitarbeiter der DDR-Staatssicherheit.

#### Unterstützung von Linkssextremisten
Das MfS unterhielt Kontakte zu der baskischen Terrororganisation Euskadi Ta Askatasuna (ETA) und zur IRA.
Darüber hinaus bildeten Mitarbeiter der Hauptabteilung XXII in den 1980er Jahren wiederholt RAF-Terroristen im Umgang mit Waffen und Sprengmitteln aus. Im Zusammenhang mit dem Attentat auf Frederick J. Kroesen erhielten Christian Klar, Adelheid Schulz und Helmut Pohl von Stasi-Leuten Waffen-Unterricht und übten das Schießen mit einer RPG-7-Panzerfaust. Diese paramilitärische Ausbildung sowie die von der Stasi bereit gestellten Waffen, Devisen und falschen Papiere erleichterten es RAF-Terroristen, Anfang der 1980er Jahre wieder Anschläge zu verüben. Am 31. August 1981 ließen sie eine Autobombe im Hauptquartier der United States Air Forces in Europe in Ramstein (Ramstein Air Base) explodieren; siebzehn Menschen erlitten Verletzungen. Am 15. September 1981 feuerte Klar eine Panzerfaust-Granate auf das Fahrzeug des Oberbefehlshabers der amerikanischen Streitkräfte in Europa, General Frederick J. Kroesen. Die Granate traf den Kofferraum des gepanzerten Fahrzeugs; Kroesen wurde verletzt. Einige der MfS-Offiziere wurden nach der Wende nach Auswertung der Stasi-Akten angeklagt. Im Prozess behaupteten die Beschuldigten, die Schießübungen haben nach dem Anschlag auf Kroesen stattgefunden, um den Ablauf zu rekonstruieren. Den Stasi-Offizieren konnte das Gegenteil nicht nachgewiesen werden und sie wurden freigesprochen.
Acht Terroristen der Rote Armee Fraktion und zwei Personen aus deren Umfeld fanden in der DDR Unterschlupf, Schutz vor westlicher Strafverfolgung und erhielten eine legendierte Identität. Sie wurden rund um die Uhr überwacht und getrennt voneinander angesiedelt (keiner kannte Wohnort und neue Identität der anderen). Ein Planungspapier der Stasi von 1982 deutet nach Einschätzung von Wolfgang Kraushaar auf die Absicht der DDR hin, Terroristen der RAF gezielt für Tötungen, Geiselnahmen und Sprengstoffanschläge in der Bundesrepublik zu benutzen. Erich Mielke erwog, die in die DDR geflüchteten Terroristen der RAF in einem innerdeutschen Konflikt als Kämpfer „hinter den feindlichen Linien einzusetzen“.

#### Menschenentführungen
Die Entführungspraxis der Stasi erreichte ihren Höhepunkt in den 1950er Jahren. Es wurden gezielt auch inoffizielle Mitarbeiter (IM) aus der BRD eingesetzt, um politische Gegner, DDR-Flüchtlinge und mutmaßliche Spione in die DDR zu verschleppen. Die Motive waren Informationsgewinnung, Bestrafung und Abschreckung. Nach dem Bau der Berliner Mauer 1961 nahm die Zahl der Entführungen ab, da die DDR international anerkannt werden wollte und spektakuläre Aktionen vermied. Mitte der 1960er Jahre schätzungsweise waren 400 Menschen entführt, von denen 24 zum Tode verurteilt und hingerichtet wurden und die meisten der Übrigen nach einer Haftstrafe von bis zu 15 Jahren wieder freikamen.

## Organisation
Gemessen an der Bevölkerungszahl war das MfS der größte geheimpolizeiliche Sicherheitsapparat in der Geschichte der Menschheit. Das MfS-Personal bestand ausschließlich aus hauptamtlichen Mitarbeitern. Das MfS begann 1950 mit etwa 2700 Mitarbeitern und endete im Oktober 1989 mit über 91.000 hauptamtlichen Mitarbeitern (davon zirka 10.000 in der Auslandsspionage). Die „Zuträger“ lieferten dem MfS Informationen über Stimmungen, Meinungen und „staatsfeindliche“ Aktivitäten. Ihre Mitwirkung erfolgte oft freiwillig, aber auch unter Erpressung. Sie ermöglichten eine flächendeckende Überwachung und die Identifizierung von „Zielpersonen“. Das MfS nutzte diese Informationen, um Betroffene gezielt zu bearbeiten und zu zermürben. Dies geschah durch Maßnahmen, die auf die negative Beeinflussung von Karrieren abzielten und mittels „Zersetzung“ die Destabilisierung der Personen bewirken sollten. Das übergeordnete Ziel war, jede Abweichung von der staatlichen Norm zu verhindern, um die Alleinherschaft des SED-Regimes zu sichern.

### Auswahl und Anwerbung hauptamtlicher und inoffizieller Mitarbeiter
Selbstständige Bewerbungen von Bürgern wurden ignoriert. Das MfS wählte seine hauptamtlichen Mitarbeiter grundsätzlich individuell selbst aus und sprach die Kandidaten gezielt an. Im Vorfeld wurde jeder Anwärter einer strengen Überprüfung unterzogen und sämtliche Verwandten ersten Grades gründlichst durchleuchtet, womit eine feindliche Infiltration unterbunden werden sollte. Wichtigstes Auswahlkriterium für hauptamtliche Mitarbeiter war die politische Zuverlässigkeit. Man bevorzugte gehorsame „sozialistische Persönlichkeiten“ mit „klarem Klassenstandpunkt“, also das, worauf die gesamte politische Erziehung im DDR-Schulsystem hinarbeitete. Stasi-Anwärter wurden mit größeren Wohnungen, Autokäufen ohne die 15-jährige Lieferzeit, Lebensmitteln oder technischen Konsumgütern aus dem Westen, die es in der Mangelwirtschaft der DDR nicht gab, geködert. Kinder von Stasi-Mitarbeitern wurden bevorzugt eingestellt.
Beim erzwungenen oder freiwilligen Eintritt in das Dienstverhältnis musste jeder Mitarbeiter einen Eid auf die Fahne der DDR und die Dienstflagge des MfS leisten, den Fahneneid. Darüber hinaus musste eine mehrseitige Verpflichtungserklärung unterschrieben werden, in der im Falle von Pflichtverletzungen schwerste Strafen – bis zur Todesstrafe – angedroht wurden. Man blieb für gewöhnlich bis zum Renteneintritt Stasi-Mitarbeiter. Allerdings lag das Renteneintrittsalter von hauptamtlichen Mitarbeitern meist weit unter dem offiziellen Renteneintrittsalter in der DDR.
Für die Anwerbung („Werbung“) und spätere Führung eines inoffiziellen Mitarbeiters (IM) zeichnete ein „IM-führender Mitarbeiter“ oder ein Führungsoffizier verantwortlich. Sobald das MfS aus einem bestimmten Bereich zusätzliche Informationen benötigte, wurden alle in diesem Bereich tätigen Personen konspirativ verlesen und zu den geeigneten „IM-Vorlaufakten“ angelegt. Daraufhin wurden potentielle IM-Kandidaten konspirativ überprüft. Das beinhaltete die Sichtung der Schulkaderakte, die Befragungen des Lehrkörpers und anderer in der Erziehung tätiger Personen, die Überprüfung der gesellschaftlichen Aktivitäten (FDJ und GST), die vollständige Bespitzelung des gesamten Umgangs des Aspiranten, bis hin zur Befragung der Nachbarschaft durch einen Abschnittsbevollmächtigten der Volkspolizei. Dann bahnte der zukünftige Führungsoffizier ein oder mehrere „Kontaktgespräche“ an. Wurde ein Kandidat als IM verpflichtet, durfte er sich einen der Geheimhaltung dienenden Decknamen aussuchen, mit dem er seine zukünftigen Spitzelberichte zu unterschreiben hatte. Wer Anwerbeversuche abwimmelte oder seine Spitzeltätigkeit beendete, hatte mit beruflichen und gesellschaftlichen Nachteilen zu rechnen.
Mitunter versuchte die Stasi, die Anwerbung mit kompromittierenden Erkenntnissen zu erzwingen, indem sie persönliche Schwächen und belastendes Material gezielt ausnutzte, um Individuen an sich zu binden und zur IM-Mitarbeit (Inoffizielle Mitarbeiter) zu verpflichten. Ziel war es, psychologischen Druck aufzubauen und ein Abhängigkeitsverhältnis zu schaffen, das eine Weigerung zur Mitarbeit extrem erschwerte. Dies geschah durch:
- Erpressung: Mit gesammelten Informationen über „Republikflucht“, moralische Verfehlungen, Wirtschaftsdelikte oder politische „Unzuverlässigkeit“ wurden Betroffene mit beruflichen Nachteilen, Reiseverboten, öffentlicher Bloßstellung oder Inhaftierung bedroht.
- Ausnutzung persönlicher Schwächen: wie Geltungsbedürfnis, finanzielle Not oder Gier, Angst, Isolation, Schuldgefühle, Kriminalität, „unmoralische“ Lebensweise.

Nach den Einstellungsrichtlinien des MfS war die Einstellung von früheren Wehrmachtsoffizieren, NSDAP- und SS-Mitgliedern sowie Mitgliedern des Polizei- und Geheimdienstapparates des NS-Staates nicht gestattet.

### Hauptamtliche Mitarbeiter

MfS-Personalstatistik hauptamtliche Mitarbeiter 1949–1989

Der hauptamtliche Apparat der Stasi hatte im Laufe der Jahrzehnte einen gewaltigen Personalbestand aufgebaut. Verfügte der MfS-Vorgänger Hauptverwaltung zum Schutze der Volkswirtschaft 1949 über 1150 feste Mitarbeiter, so stieg diese Zahl bis zum 31. Oktober 1989 auf 91.015 hauptamtliche MfS-Mitarbeiter (darunter 13.073 Zeitsoldaten) an. Während seiner Existenz beschäftigte das MfS rund 250.000 Personen hauptamtlich, darunter rund 100.000 Zeitsoldaten (unter anderem des Wachregiments Feliks Dzierzynski). Fast 85 Prozent der hauptamtlichen MfS-Mitarbeiter waren Männer. Frauen arbeiteten zumeist als Schreibkräfte, in der Kantine, in der Postfahndung der Abteilung M oder als Schwestern im medizinischen Bereich. Nur wenige Führungspositionen waren im MfS mit Frauen besetzt, nur in Ausnahmefällen waren Frauen als operative Mitarbeiter tätig. Die hauptamtlichen Mitarbeiter sahen sich selbst als Elite, die in der Tradition der sowjetrussischen Geheimpolizei Tscheka die DDR unerbittlich und mit Hass gegen deren Feinde verteidigen sollte.
Kernaufgaben der hauptamtlichen Stasi-Mitarbeiter:
- Umfassende Überwachung: Sie sammelten Informationen über die Bevölkerung durch Post-, Telefon- und Gesprächsüberwachung sowie durch die Infiltration potenziell kritischer Gruppen.
- Führung von Inoffiziellen Mitarbeitern (IM): Ein Großteil der Überwachung lief über ein dichtes Netz von IMs. Hauptamtliche Mitarbeiter waren für deren Anwerbung, Schulung, Führung und Auswertung ihrer Berichte zuständig.
- Spionageabwehr und Ermittlungen: Sie spürten westliche Agenten auf, führten Ermittlungen bei politischen Vergehen durch und leiteten oft lange, erzwungene Verhöre.
- Bekämpfung von Oppositionellen: Sie verfolgten aktiv Personen oder Gruppen, die als Bedrohung für das Regime galten, und waren an der Verhinderung von Ausreisen beteiligt.
- Schutz von Staatsgeheimnissen und Nomenklatura: Sie schützten sensible Informationen und überwachten sowie sicherten die obersten Parteikader.

In Bezug auf die Einwohnerzahl wird vermutet, dass das MfS mit einer Quote von einem hauptamtlichen Mitarbeiter auf 180 Einwohner (Stand: 1989) der „größte geheimpolizeiliche und geheimdienstlichen Apparat der Weltgeschichte“ gewesen ist (Zum Vergleich: In der Sowjetunion kam 1990 ein KGB-Mitarbeiter auf 595 Einwohner). Die hauptamtlichen Stasi-Mitarbeiter bespitzelten sich gegenseitig und waren paradoxerweise die am besten überwachte Personengruppe in der DDR. Auch Günter Schabowski gab eine Durchsetzung der DDR-Bevölkerung mit einem hauptamtlichen Stasi-Mitarbeiter pro 180 Einwohner an, während es in der CSSR 800 bis 900 und in Polen 1500 Einwohner pro Geheimdienstmitarbeiter waren. Etwa 90 % aller Stasi-Mitarbeiter waren Mitglieder der SED.

### Inoffizielle Mitarbeiter

IM-Entwicklung des MfS 1950–1989

Hinzu kam ein Netz aus sogenannten inoffiziellen Mitarbeitern (IM). Anders als im Fall der hauptamtlichen Mitarbeiter stieg die Gesamtzahl der inoffiziellen Mitarbeiter nicht kontinuierlich an, sondern stieg im Kontext innergesellschaftlicher Krisen (17. Juni, Mauerbau, deutsch-deutsche Entspannungspolitik) sprunghaft an. In den Jahren 1975 bis 1977 erreichte das IM-Netz mit über 200.000 Mitarbeitern seine größte Ausdehnung. Das Einführen einer veränderten IM-Richtlinie mit dem Ziel der weiteren Professionalisierung führte Ende der 1970er Jahre zu einer leicht sinkenden Anzahl von zuletzt 173.081 inoffiziellen Mitarbeitern (Stand: 31. Dezember 1988, ohne HV A). Ilko-Sascha Kowalczuk kommt in seinem Buch Stasi konkret zu der Auffassung, dass diese Zahl zu hoch gegriffen ist und zuletzt nur 109.000 IM aktiv waren. Die unterschiedlichen Zahlen ergeben sich aus verschiedenen Auffassungen darüber, welche Personengruppen als inoffizielle Mitarbeiter zu werten sind und welche nicht. Im Laufe seiner Existenz führte das MfS rund 624.000 Menschen als inoffizielle Mitarbeiter.
Der überwiegende Teil der inoffiziellen Mitarbeiter war im Inland tätig. Agenten, die im nichtsozialistischen Wirtschaftsgebiet (NSW) im Einsatz waren, wurden im offiziellen Sprachgebrauch Kundschafter des Friedens genannt. Über den Umfang des IM-Netzes im Ausland liegen nur Einzeldaten vor. So wird geschätzt, dass das MfS (einschließlich der HV A) zuletzt rund 3000 inoffizielle Mitarbeiter im „Operationsgebiet“ Bundesrepublik sowie 300 bis 400 IMs im westlichen Ausland beschäftigte. Laut Ilko-Sascha Kowalczuk waren es jedoch nur etwa 2000 Mitarbeiter im Bundesgebiet. Insgesamt wird die Zahl der Bundesbürger, die im Laufe seines Bestehens im Dienst des MfS standen, auf rund 12.000 geschätzt. Quantitativ machten sie so unter den IM des MfS nur einen Anteil von nicht einmal zwei Prozent aus.
IM-Kategorien und Einsatzbereiche sowohl für das Inland (DDR) als auch für das Ausland:
- IMA (Besondere Aufgaben): „Offensiver“ Einsatz im Westen, wie Medienbeeinflussung.
- IMB (Feindverbindung/Bearbeitung): Wichtige IM mit Direktkontakt zu „Feinden“, arbeiteten an Operativen Vorgängen.
- IME (Besonderer Einsatz): Spezialisten mit spezifischen Kenntnissen für besondere Aufgaben, oft in Schlüsselpositionen.
- IMK (Konspiration/Verbindungswesen): Logistische Unterstützung (konspirative Wohnungen, Deckadressen).
- IMS (Politisch-operative Durchdringung/Sicherung): Größte IM-Gruppe, überwachte Verhalten in allen gesellschaftlichen Bereichen zur inneren „Sicherheit“.
- GMS (Gesellschaftliche Mitarbeiter für Sicherheit): Leitende Positionen Parteifunktionäre, Führungsgremien (Massenorganisationen), aus Wirtschaft und Verwaltung, unterstützten das MfS innerhalb der DDR-Gesellschaft, aber waren keine „echten“ IM.
- FIM (Führungs-IM): Leiteten andere IM oder GMS.
- IM-Kandidat/IM-Vorlauf (VL-IM/V-IM): Personen in der Anbahnungsphase zur Anwerbung.
- HIM (Hauptamtlicher Inoffizieller Mitarbeiter): Vollzeit für MfS tätig unter Scheinarbeitsverhältnis, für langfristige/wichtige Einsätze.
- (ZI) Zelleninformatoren: verdeckte Spitzel, in der Regel Mithäftlinge, die innerhalb von Gefängniszellen in Untersuchungshaftanstalten eingesetzt wurden um Mithäftlinge auszuspionieren, abzuhören und zu manipulieren um die Aussagebereitschaft der Beschuldigten zu beeinflussen, Geständnisse zu erzwingen.[102] Vielen wurden durch Druck und Erpressung gezwungen mit zu machen oder aus Eigennutz in der Hoffnung auf konkrete Vorteile (Sonderessen, Kaffee, Geldzahlungen und Hafterleichterungen).[103]

Ein Eintrag als IM ist zunächst nur als Indiz für eine Geheimdiensttätigkeit zu werten: Es kann nicht immer sicher ausgeschlossen werden, dass reine Kontaktaufnahmen des MfS durch einen Aktenbeleg als IM dokumentiert sind. Allein aus Vermerken und sonstigen Eintragungen auf Karteikarten lässt sich nicht immer zweifelsfrei feststellen, wie eng die Beziehung einer Person zum MfS war; sie liefern nur Indizien. Die Geschehnisse können oft nur anhand der vernetzten Akten umfassend nachvollzogen werden. Beweisbar werden inoffizielle Tätigkeiten, wenn eindeutige Zuordnungen im System des MfS verankert wurden. So bieten die erhalten gebliebenen F-16- und F-22-Karteien im Zusammenhang mit Aktenfunden und persönlichen (nicht zwingend notwendigen) Verpflichtungserklärungen die im Stasiunterlagengesetz geforderte Belegsicherheit. Umfassende Unterlagen wie die sogenannten „Zusammenfassenden Auskünfte“, die auf Mikrofilmen zum Teil in speziellen Unterwasser-Container archiviert wurden, sind für manche IM noch erhalten, für andere vernichtet. Allerdings finden sich Querverweise in anderen Berichten, die ein Bild über die Tätigkeit eines IM geben können. Die Verpflichtungserklärung zur Zusammenarbeit mit dem MfS ist häufig nicht mehr aufzufinden, da eine erhebliche Anzahl an Akten vor dem Zusammenbruch des Ministeriums vernichtet wurde. Der BStU ging 2011 davon aus, dass noch Tausende ehemalige Westspione unentdeckt sind.

### Auskunftspersonen (AKP)
Hauptamtliche Mitarbeiter des MfS arbeiteten mit zahlreichen Auskunftspersonen (AKP), die sie mit falschen Legenden (wie Vertreter des Rates der Stadt, des Wehrbereichskommandos, der Polizei oder als Gasableser) Befragungen durchführten, um Auskünfte über ihre Zielperson zu erhalten. Der wesentlichste Unterschied zwischen IMs und AKP bestand darin, dass IMs in der Regel wussten, dass sie sich mit der Stasi einließen, während die Auskunftspersonen nicht wussten, dass sie Informationen an das MfS gaben. Auch systemnahe Personen waren oft AKP: Funktionäre von Parteien und Massenorganisationen, Hausmeister, HGL-Vorsitzende (Hausgemeinschaftsleitungs-Vorsitzende), Mitglieder der ABI (Arbeiter- und Bauerninspektion), WBA (Wohnbereichsausschuss), WPO (Wohngebietsparteisekretäre der SED), Ordnungs- und Sicherheitsaktive, AWG-Vorstände (Arbeiterwohnungsgenossenschafts-Vorstände), Hausbuchführer und Freiwillige Helfer der Volkspolizei. Deren Namen und benutzte Legenden wurden in AKP-Karteien festgehalten.

### Auslandsagenten
In den 40 Jahren von 1949 bis 1989 waren in der Bundesrepublik Deutschland etwa 12 000 West-Spione tätig. Zum Zeitpunkt des Zusammenbruches der DDR gab es in der Bundesrepublik Deutschland noch rund 2000 aktive MfS-Spione, auch Kundschafter des Friedens genannt, wie die veröffentlichte Auswertung der sogenannten Rosenholz-Dateien im März 2004 ergab. Die Hauptverwaltung A (HV A) führte ihre operativen Vorgänge mit verschiedenen Kaderkategorien. Diese wurden ausnahmslos als hauptamtliche Mitarbeiter vom Apparat geführt und bezahlt. Ihr Ziel war stets die Erkenntnisgewinnung im Operationsgebiet und die stringente Konspiration. Kader der HV A waren:
- Hauptamtliche Mitarbeiter - „IMB im Haus“: Offiziere, deren Dienst in der Zentrale erfolgte. Ihre Zugehörigkeit zum Apparat war dienstlich bekannt. Sie bildeten die Führungskader, die die operativen Vorgänge planten, die Agenten führten und die Erkenntnisse sichteten. Sie stellten die Führungsgruppe für alle Außenoperationen.
- Offiziere im Besonderen Einsatz (OibE) - „Kader auf besonderer Linie“: Sie wurden durch den Apparat auf Linie gebracht und in scheinbar zivilen Funktionen im Operationsgebiet oder im Kapitalistischen Ausland eingesetzt. Oft dienten sie mit getarnter Identität – beispielsweise als Attachés oder Handelsräte an DDR-Auslandsvertretungen. Ihr diplomatischer Status und ihre offiziellen Kontakte wurden zur Beschaffung von Informationen und zur Schaffung operativer Voraussetzungen genutzt.
- Hauptamtliche Inoffizielle Mitarbeiter (HIM) - „Agenten vom Fach“: Elitekader, ebenfalls hauptamtlich bezahlte Mitarbeiter, jedoch mit der tiefsten Konspiration. Sie wurden legendenfest gemacht und eingeschleust in das Operationsgebiet (BRD, West-Berlin) oder andere kapitalistische Länder. Dort lebten sie ein bürgerliches Leben ohne jegliche offizielle Anbindung an die DDR. Ihr Auftrag war es, Zugang zu sensiblen Bereichen zu finden, wie in Ministerien, Diensten, der Wirtschaft oder der Rüstung, und womöglich direkt auf deren Arbeitsplatz operative Zugänge zu schaffen.

Die Anzahl der IM, welche für die Hauptverwaltung A in der DDR selbst tätig waren, wurde dabei mit 20.000 beziffert. Das MfS unterstützte in der Bundesrepublik Deutschland ihm nützlich erscheinende politische Kräfte. In West-Berlin versuchte das MfS Anfang der 1960er Jahre, die entstehende außerparlamentarische Opposition (APO) durch eine Parteigründung unter Einschluss der SEW zu kontrollieren – was jedoch scheiterte. Unter dem Decknamen „Gruppe Ralf Forster“ bildete das MfS in der DDR ausgewählte Kader der DKP im Nahkampf und Sprengstoffeinsatz aus. Die Unterlagen des MfS zur „Gruppe Ralf Forster“ wurden geschreddert und im Jahr 2004 wieder in der Birthler-Behörde rekonstruiert. Die Agenten der MfS-Abteilung für Spezialkampfführung sollten eine militärische Besetzung des „Operationsgebietes“ durch Diversion, Spionage und Sabotage vorbereiten, sie waren in der Bundesrepublik und anderen westlichen Staaten aktiv, beispielsweise in der Schweiz mit dem Agentenpaar Müller-Hübner.

## Struktur

### Leitung
| # | Bild | Name (Lebensdaten)             | Amtsantritt       | Amtsaustritt                                       | Anmerkungen |
| - | ---- | ------------------------------ | ----------------- | -------------------------------------------------- | --- |
| 1 |      | Wilhelm Zaisser (1893–1958)    | 16. Februar 1950  | Juli 1953                                          | Amtsenthebung infolge des Volksaufstandes am 17. Juni 1953 |
| 2 |      | Ernst Wollweber (1898–1967)    | Juli 1953         | 31. Oktober 1957                                   | zunächst als Staatssekretär für Staatssicherheit (Juli 1953 bis November 1955) 1953 bis 1955 Rückstufung der Behörde in Staatssekretariat für Staatssicherheit (SfS) |
| 3 |      | Erich Mielke (1907–2000)       | 1. November 1957  | 7. November 1989                                   | war zuvor Stellvertreter seines Vorgängers (seit 1953) |
| 4 |      | Wolfgang Schwanitz (1930–2022) | 18. November 1989 | 11. Januar 1990 (beurlaubt seit 14. Dezember 1989) | war zuvor Stellvertreter seines Vorgängers (seit 1986) Umbenennung der Behörde in Amt für Nationale Sicherheit (AfNS)                                                |

### Zentrale

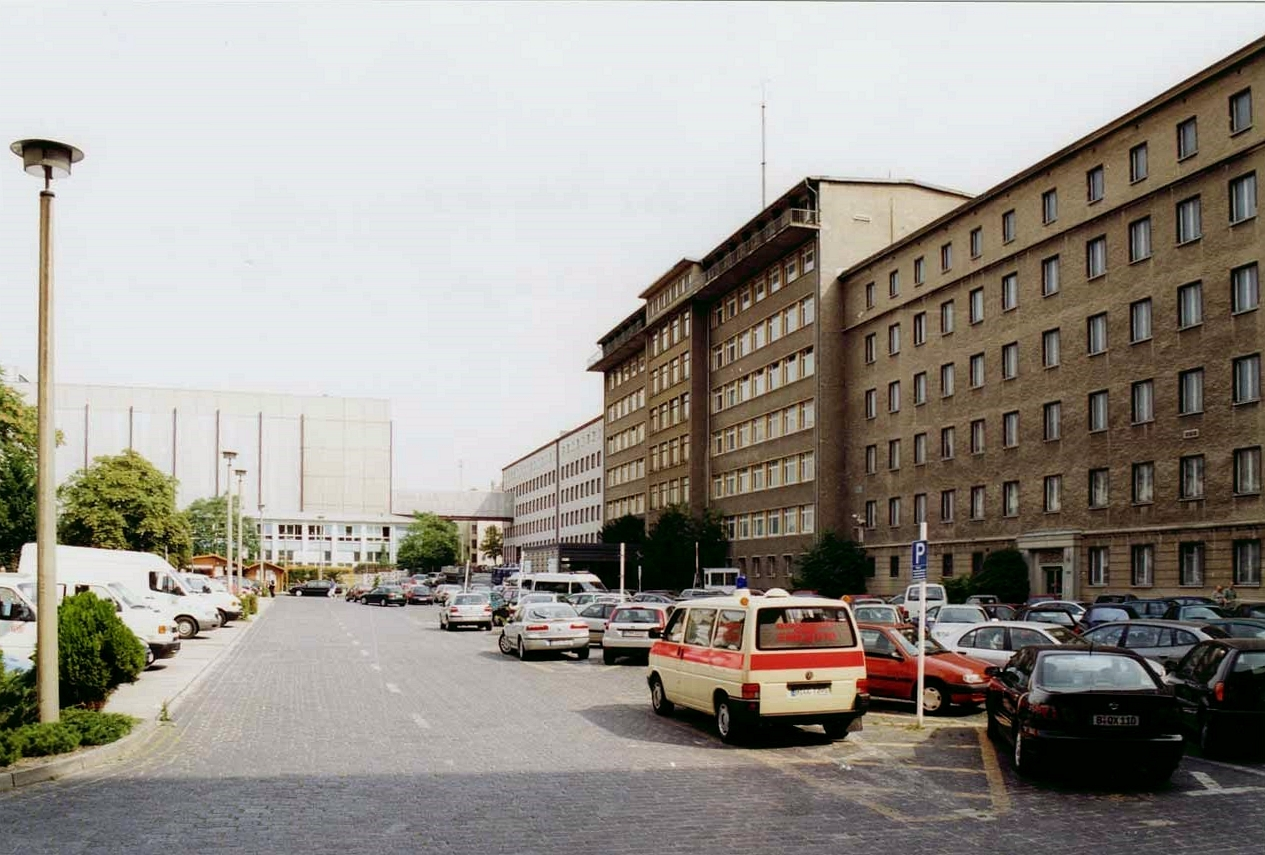
Zentrale des MfS in Berlin-Lichtenberg: Rechts Blick auf das Gebäude der Leitung des Ministeriums (Haus 1), dahinter rechts in Weiß das Gebäude der Spionageabwehr (Haus 2)

Die Zentrale des Ministeriums in Berlin-Lichtenberg gliederte sich in den „Dienstkomplex Normannenstraße“ sowie das davon etwa 500 m nördlich gelegene „Teilobjekt Gotlindestraße“. Der „Dienstkomplex Normannenstraße“ nahm einen ganzen Häuserblock zwischen Frankfurter Allee, Magdalenenstraße, Normannenstraße und Ruschestraße ein. Er bestand aus 29 Häusern und 11 Höfen. Die Hauptzufahrt erfolgte über die Ruschestraße. Hinzu kam ein später errichteter ergänzender Gebäudekomplex in der Gotlindestraße. Im Hauptgebäude („Haus 1“) mit Zugang von der Ruschestraße hatten der Minister für Staatssicherheit Erich Mielke und sein Sekretariat die Büros. In diesem Gebäudekomplex befanden sich einige Hauptabteilungen. Ein vom MfS 1984 eröffneter Archivzweckbau („Haus 8“) ist der Berliner Standort der Stasi-Unterlagen. Zur Zentrale des Ministeriums gehörte außerdem ein Gebäudekomplex in Berlin-Schöneweide, wo sich einige Spezialabteilungen befanden. Infolge des Umbruchs in der DDR wurde die MfS-Zentrale am 15. Januar 1990 von Demonstranten gestürmt (Eingang Ruschestraße) und später von bereits anwesenden Bürgerrechtlern in Sicherheitspartnerschaft übernommen. Seit 1990 befindet sich im vormaligen Gebäude des Ministersitzes ein Museum und die Forschungs- und Gedenkstätte Normannenstraße. Außerdem wird das Gebäude von Opfer- und Aufarbeitungsgruppen wie der UOKG und dem Bürgerkomitee 15. Januar e. V. genutzt. Das Gebäude steht unter Denkmalschutz.

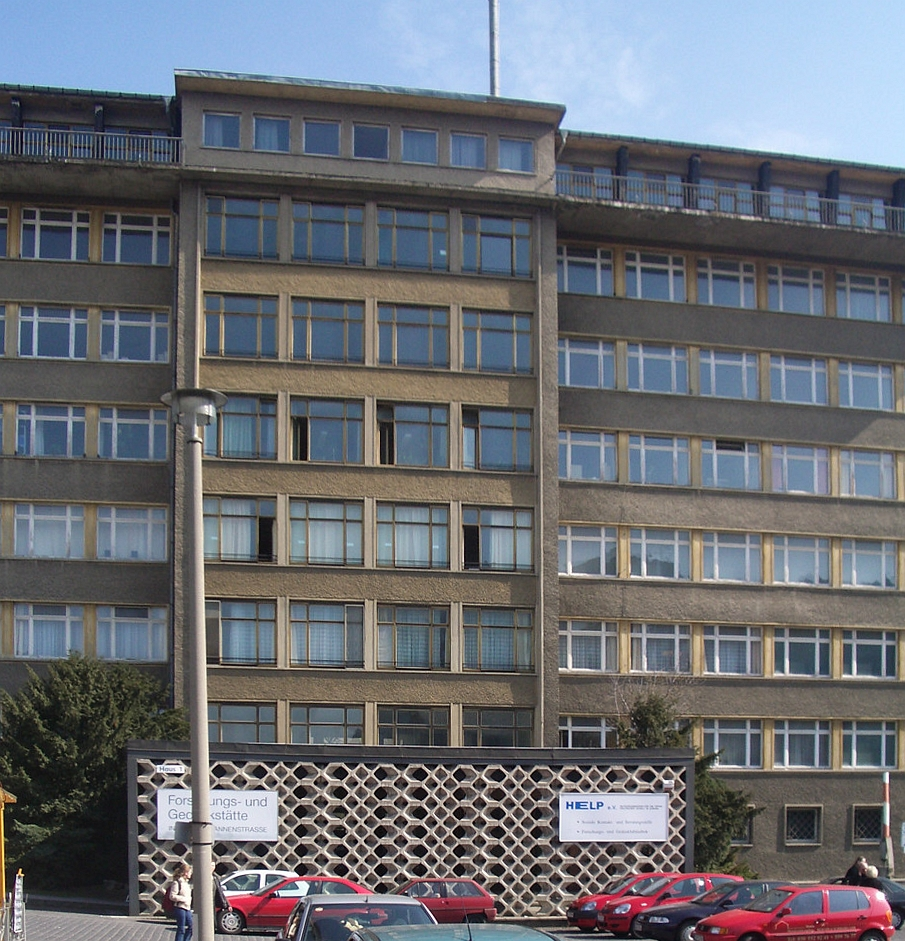
Haus 1 (Sitz des Ministers, jetzt Forschungs- und Gedenkstätte Normannenstraße), 2005
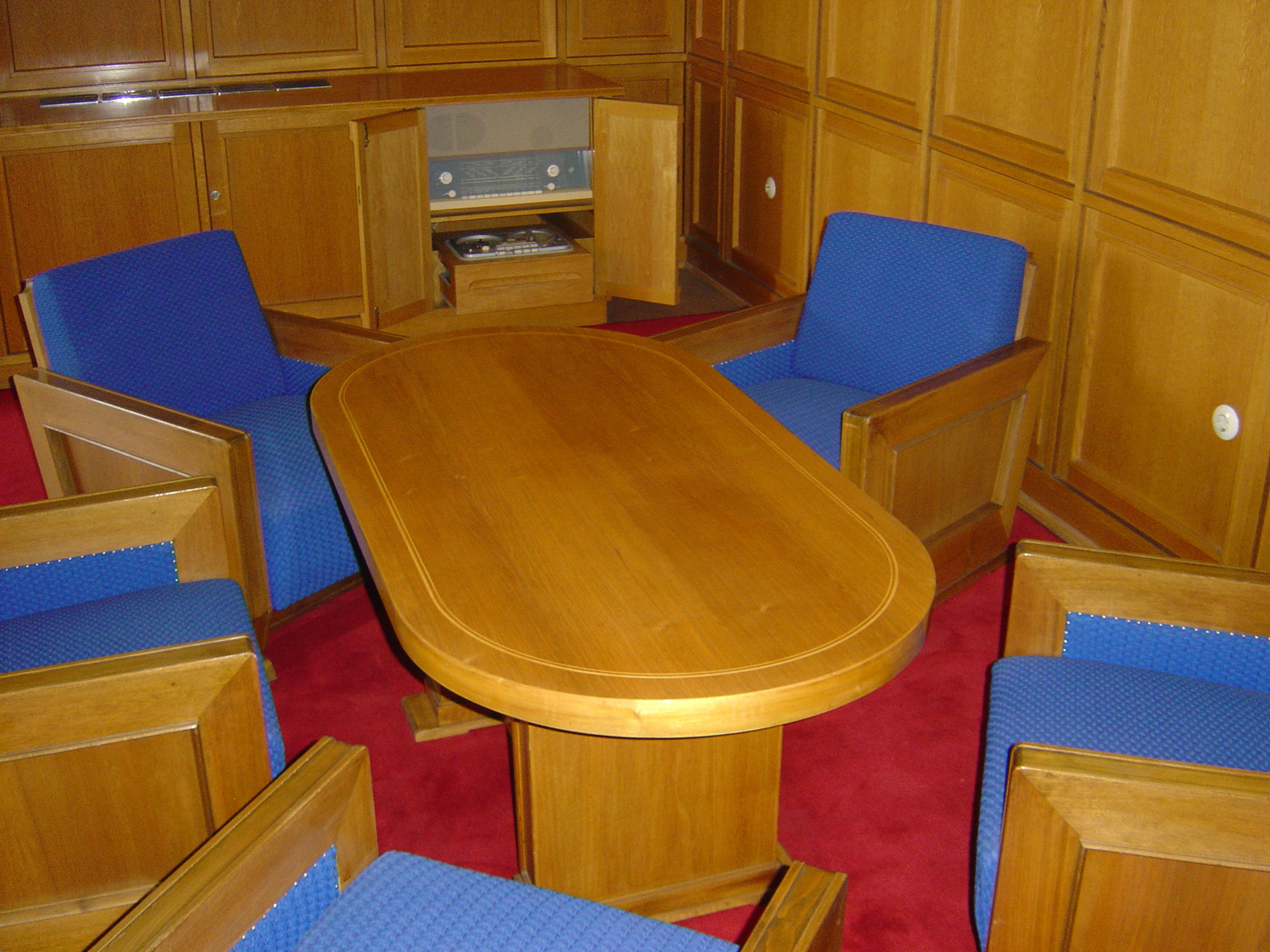
Haus 1, Sitzgruppe im Büro von Erich Mielke
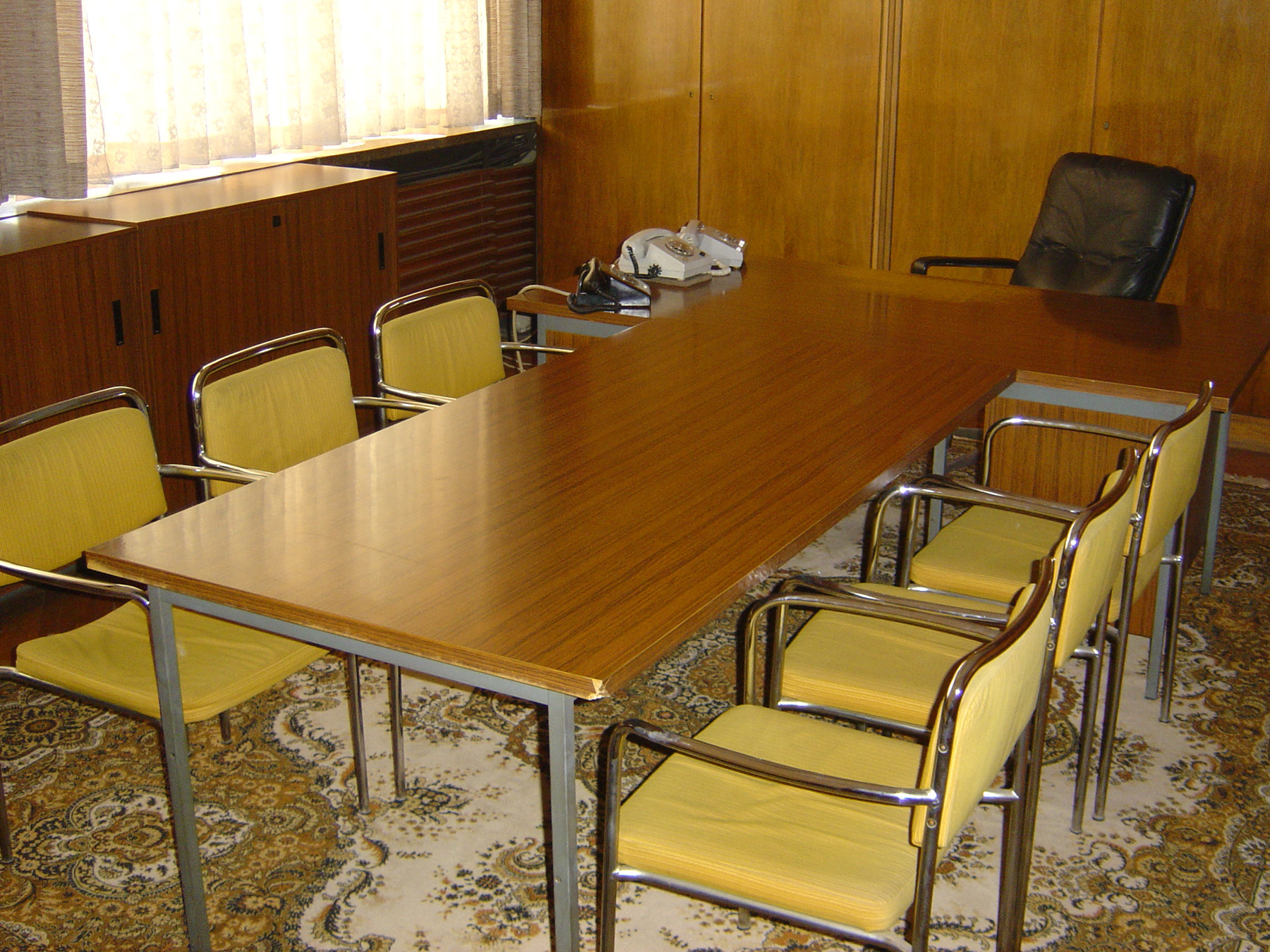
Haus 1, Büro des Leiters des Sekretariats
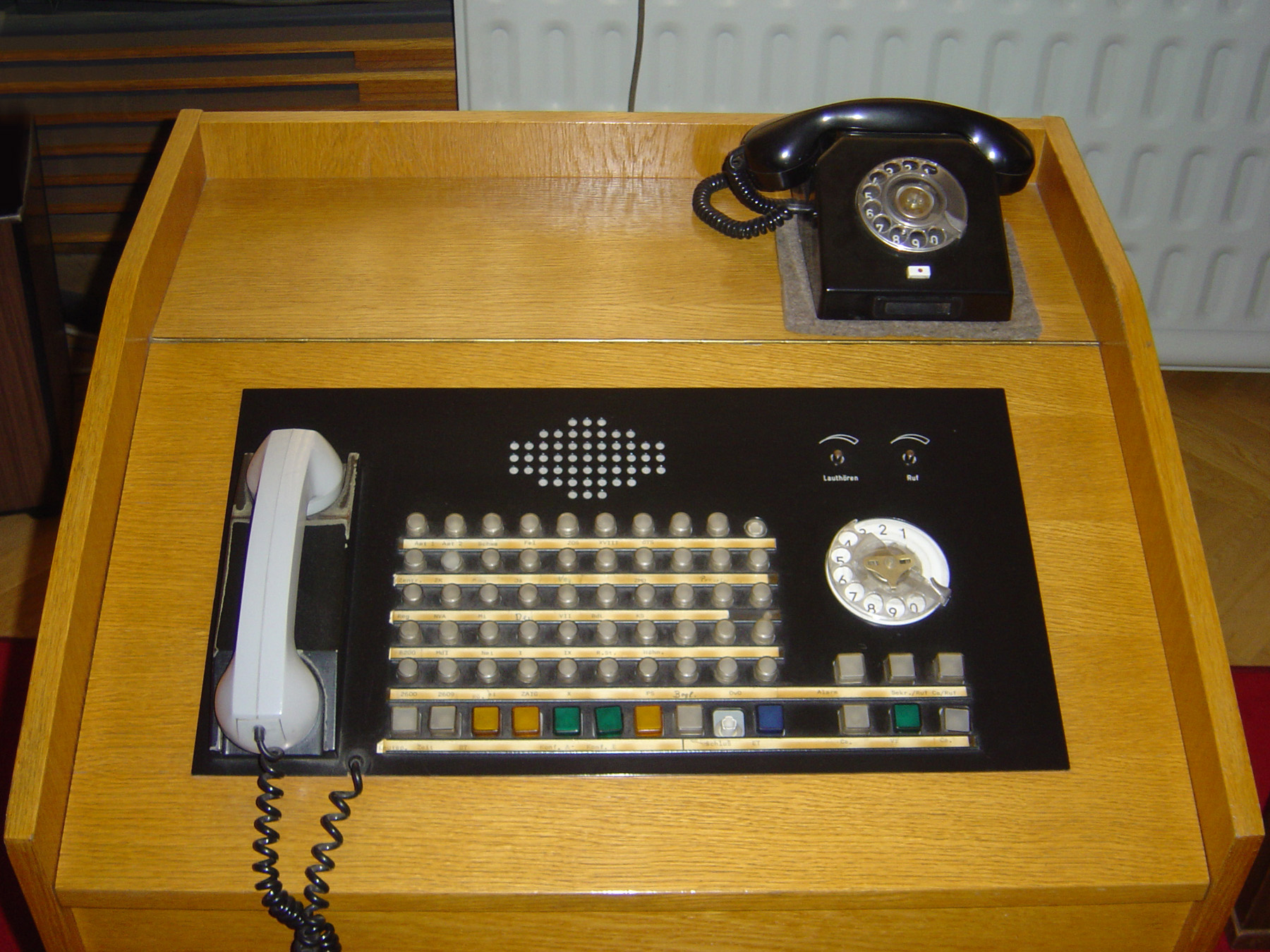
Haus 1, Telefonanlage im Büro von Erich Mielke
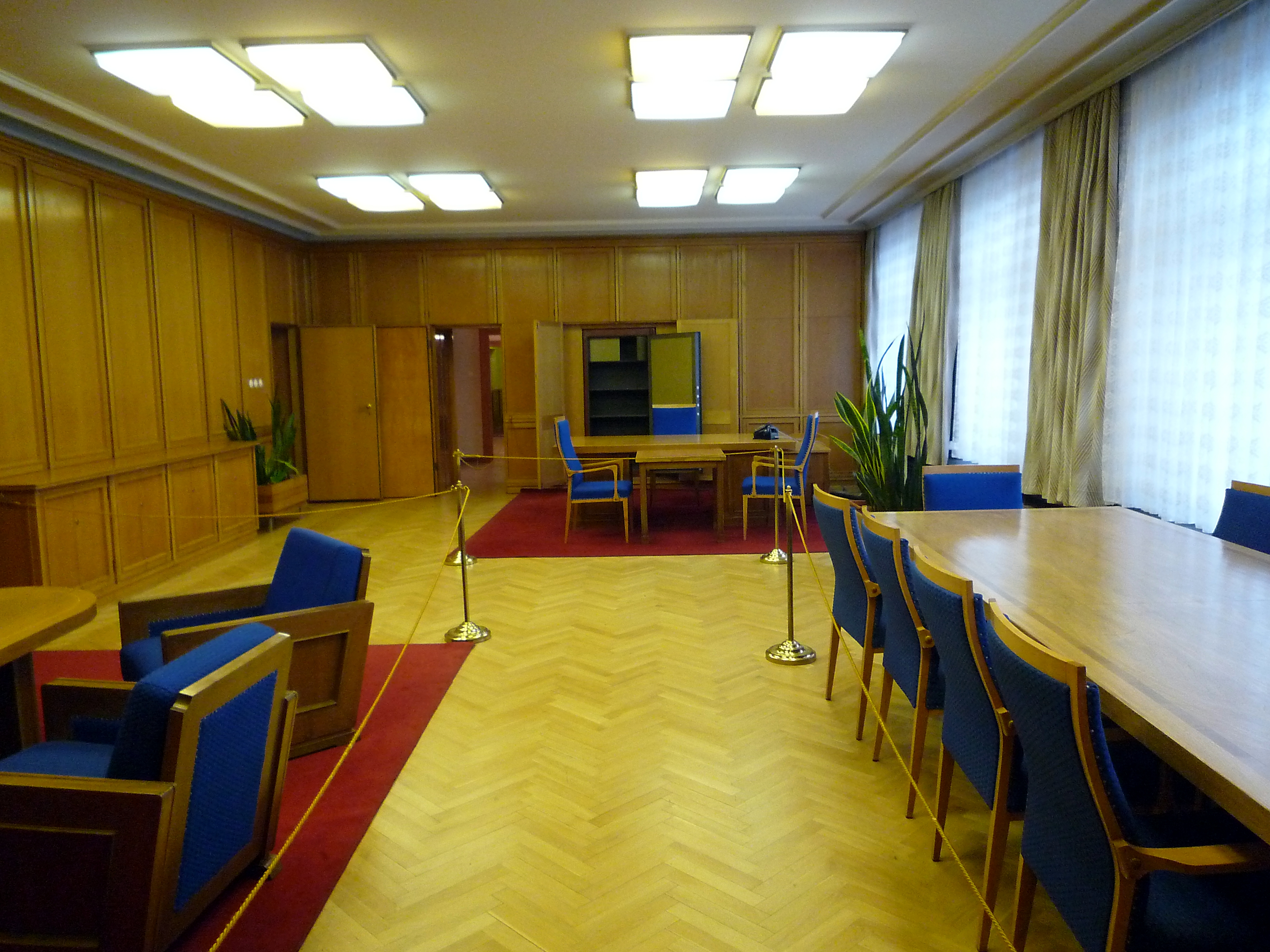
Haus 1, Arbeitszimmer von Erich Mielke
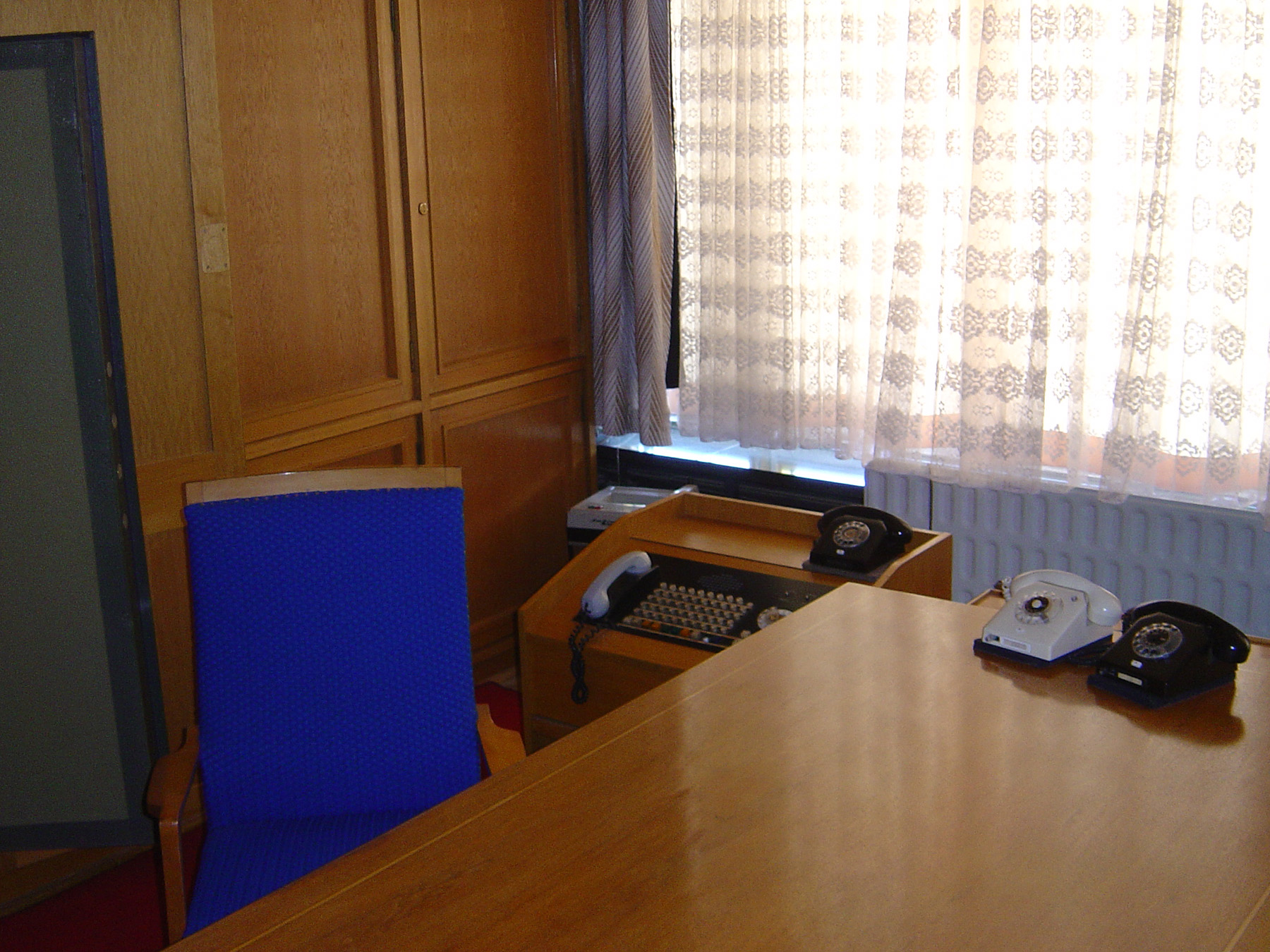
Haus 1, Schreibtisch im Arbeitszimmer von Erich Mielke
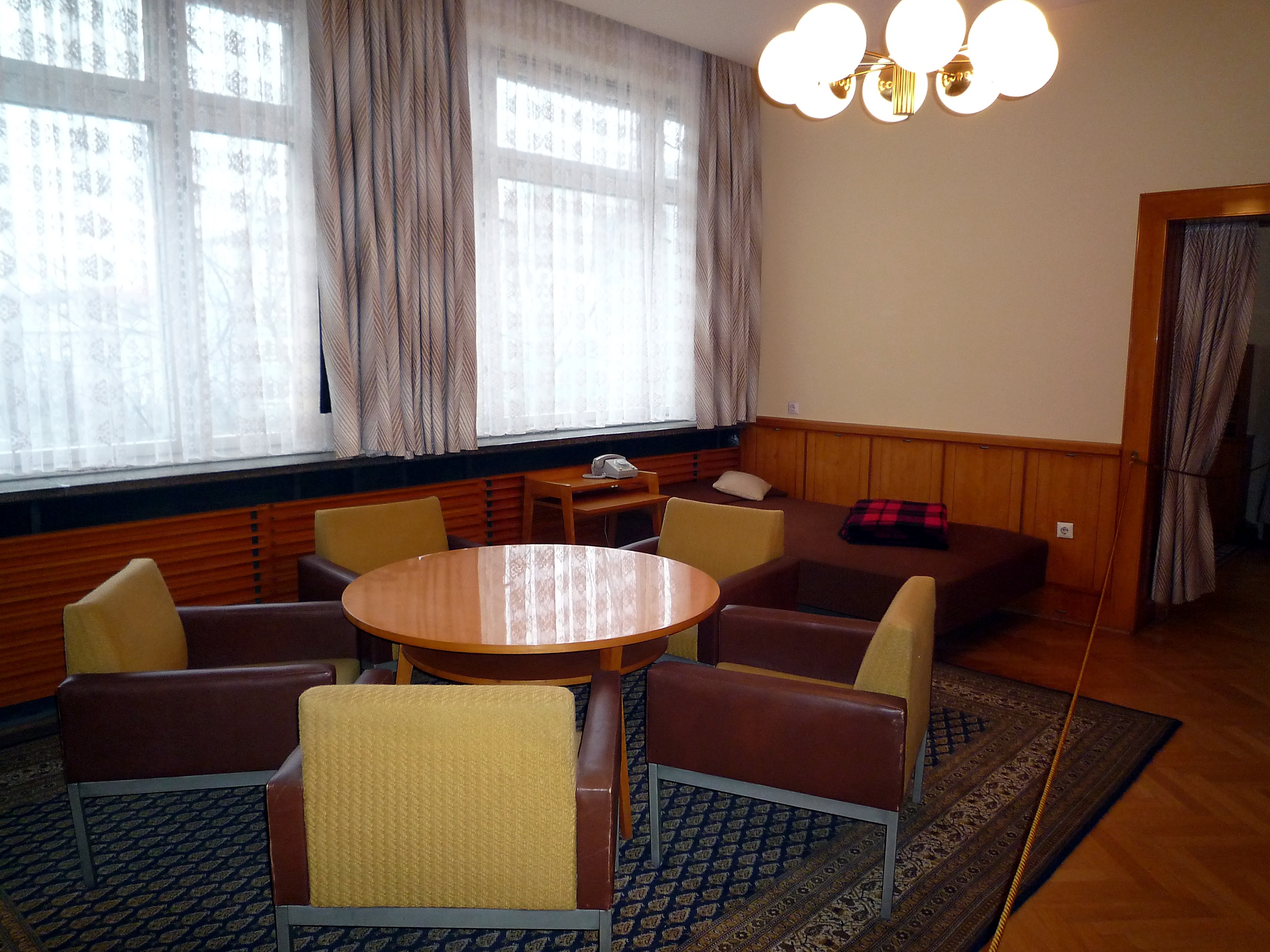
Haus 1, Privaträume von Erich Mielke
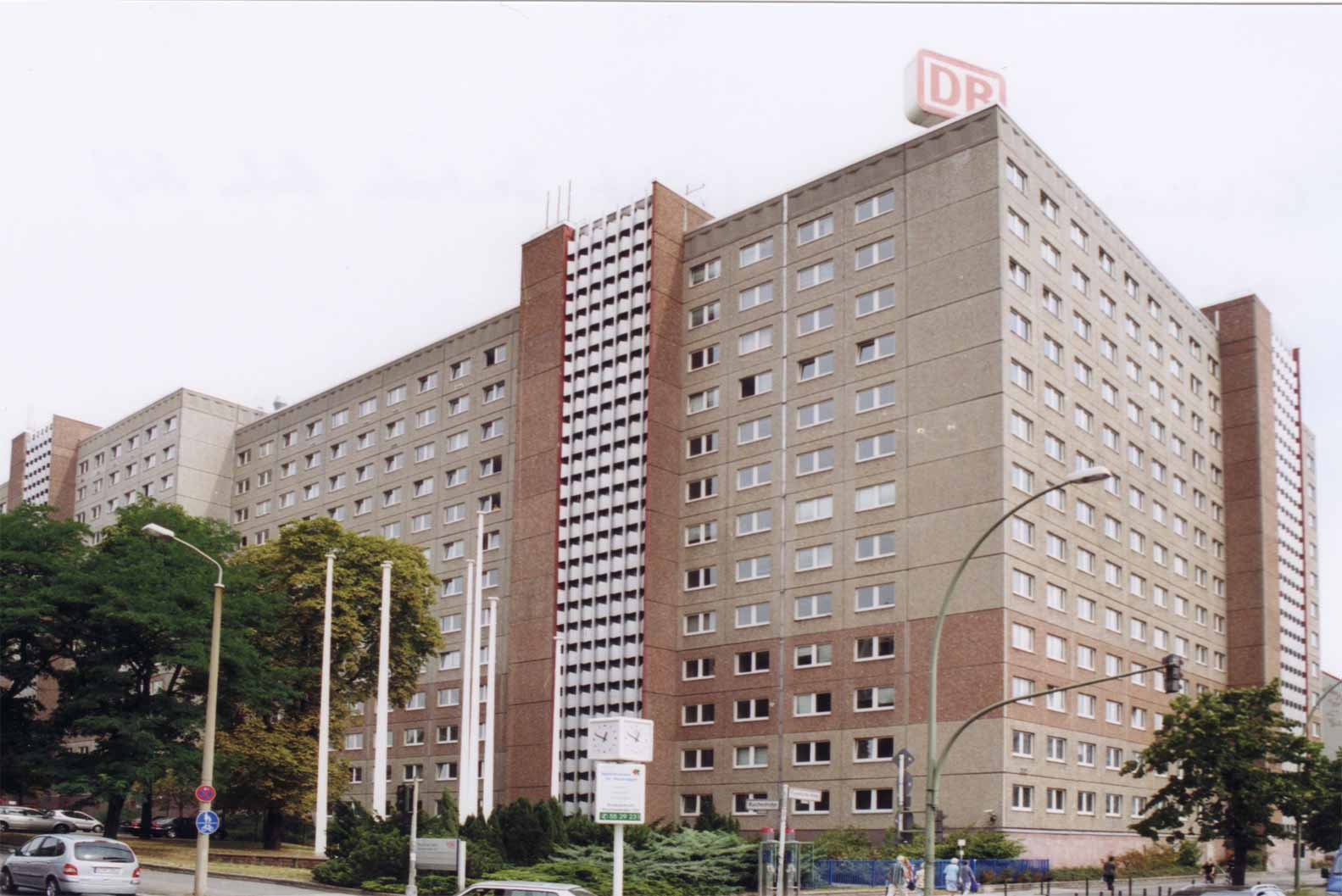
Haus 15, Zentrale der Hauptverwaltung A
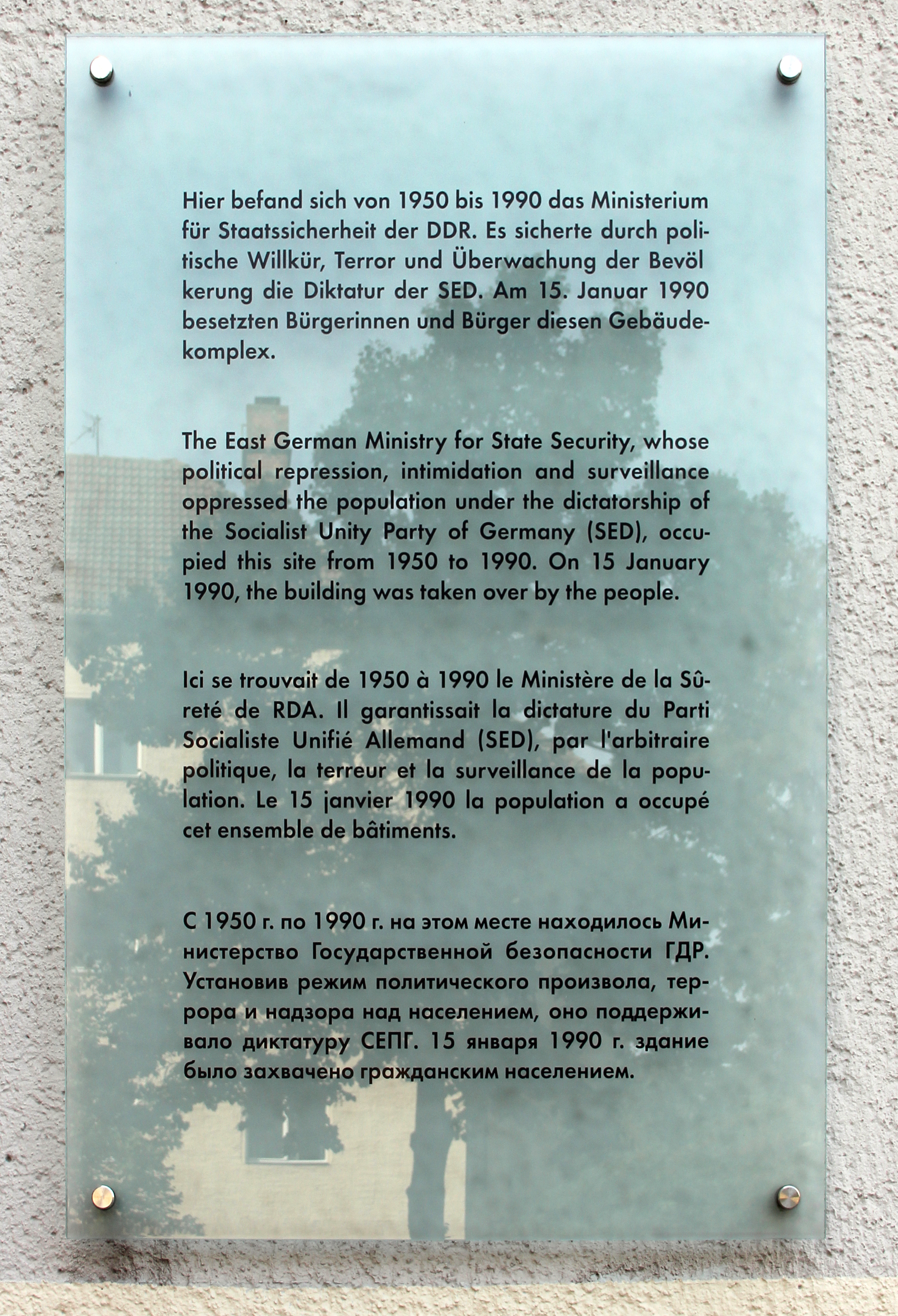
Gedenktafel in der Normannenstraße
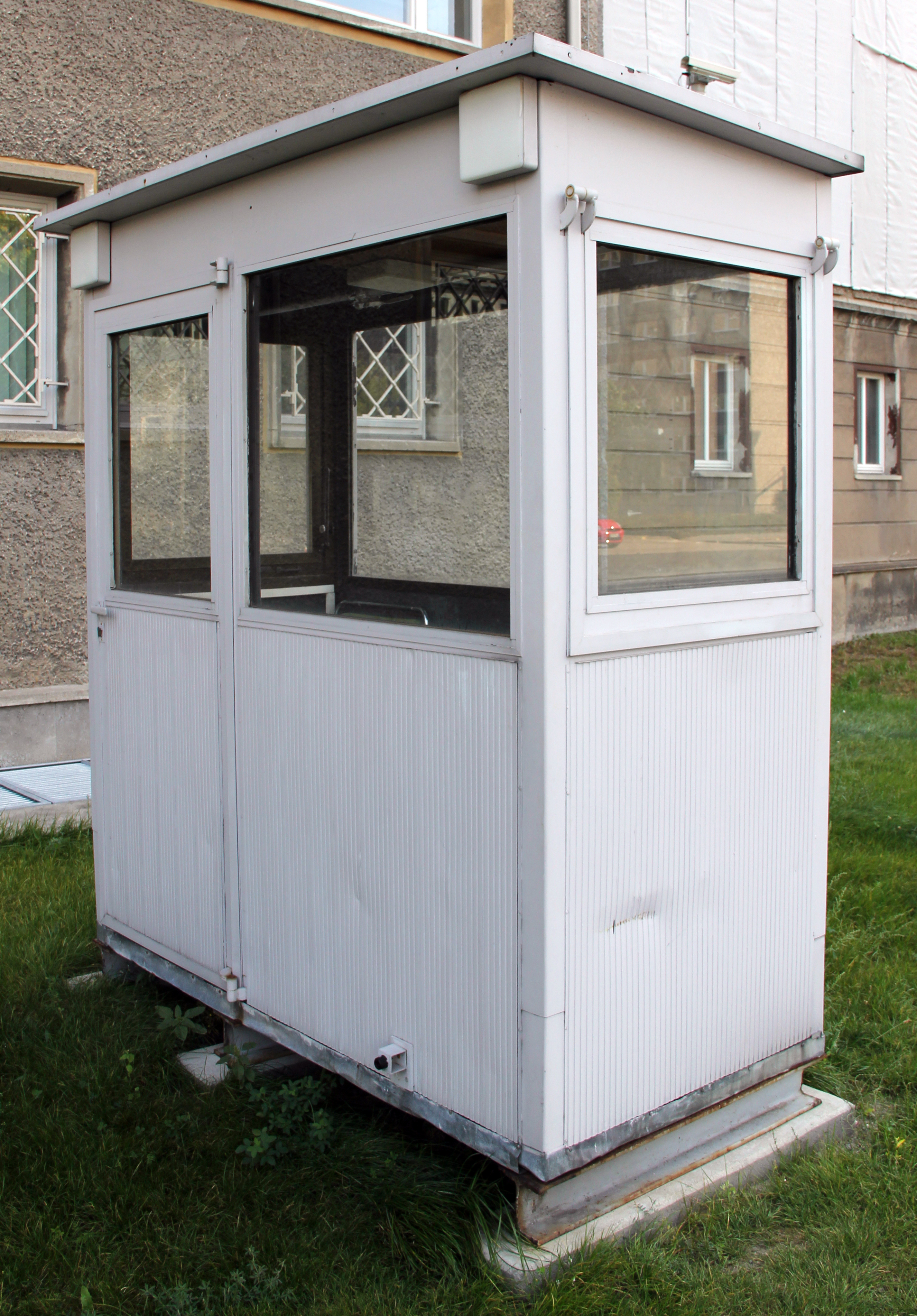
Wachhaus, einst in Haus 17, der Hauptzufahrt Ruschestraße
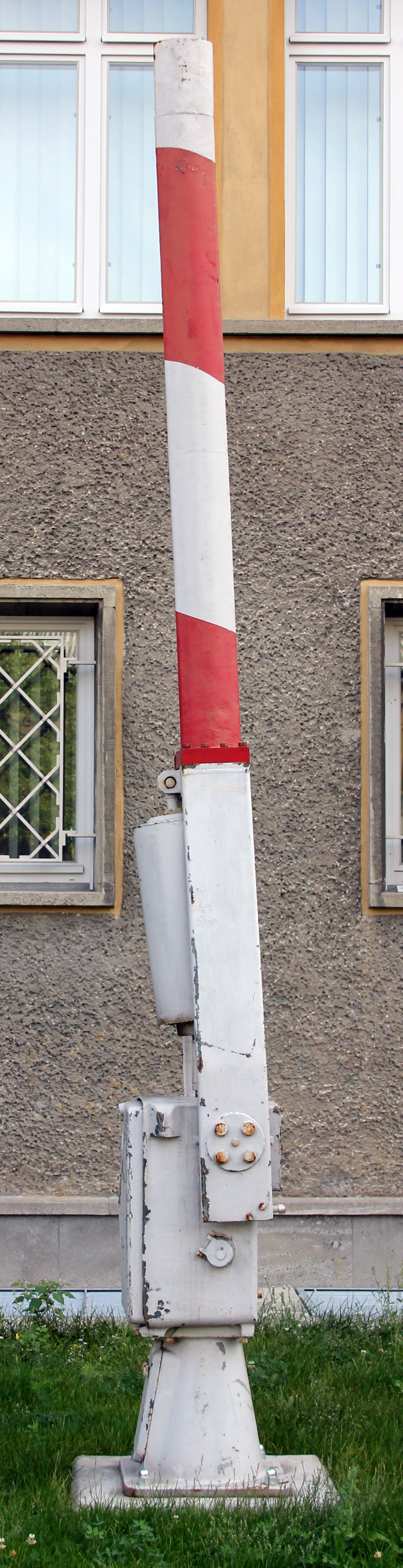
Schlagbaum, einst in Haus 17, der Hauptzufahrt Ruschestraße
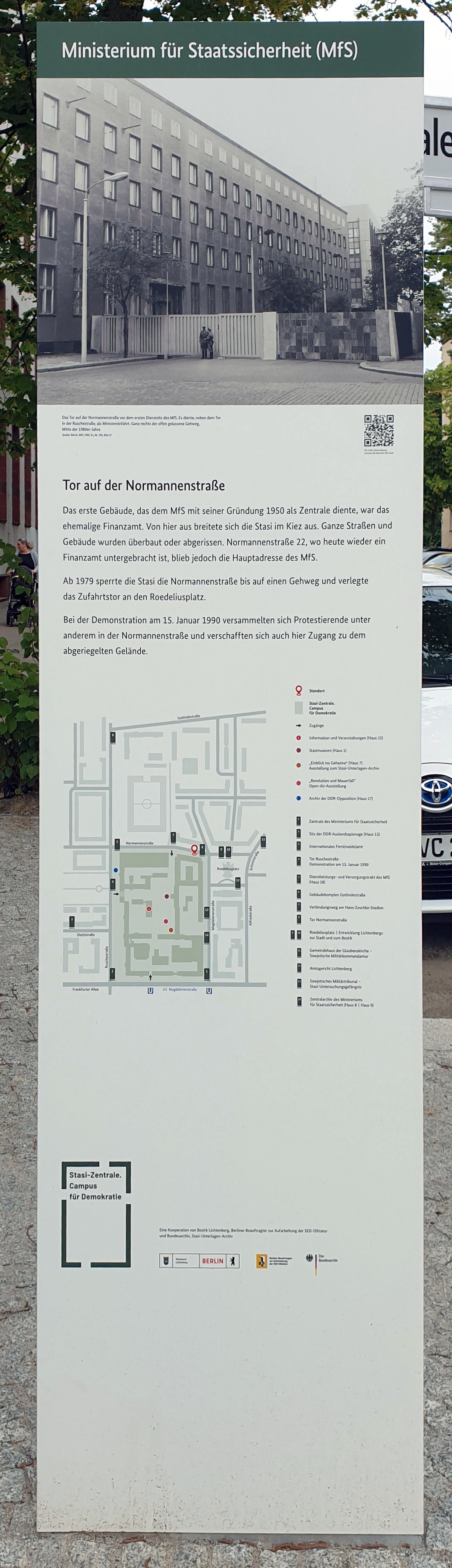
Tor auf der Normannenstraße

### Kontrolle durch die SED
In der Praxis gingen alle Entscheidungen das MfS betreffend vom Politbüro der SED aus, dessen Mitglied Erich Mielke war.
Innerhalb der Organisation des MfS waren die Leiter der Bezirksverwaltungen gleichzeitig Mitglieder der SED-Bezirksleitungen. Das MfS war formal dem Ministerrat der DDR unterstellt, die Handlungsanweisungen an das Ministerium stammten hingegen von der Führung der SED und auf Bezirksebene von den 1. Sekretären, die zuständig für Sicherheitsfragen waren.

### Territorialprinzip

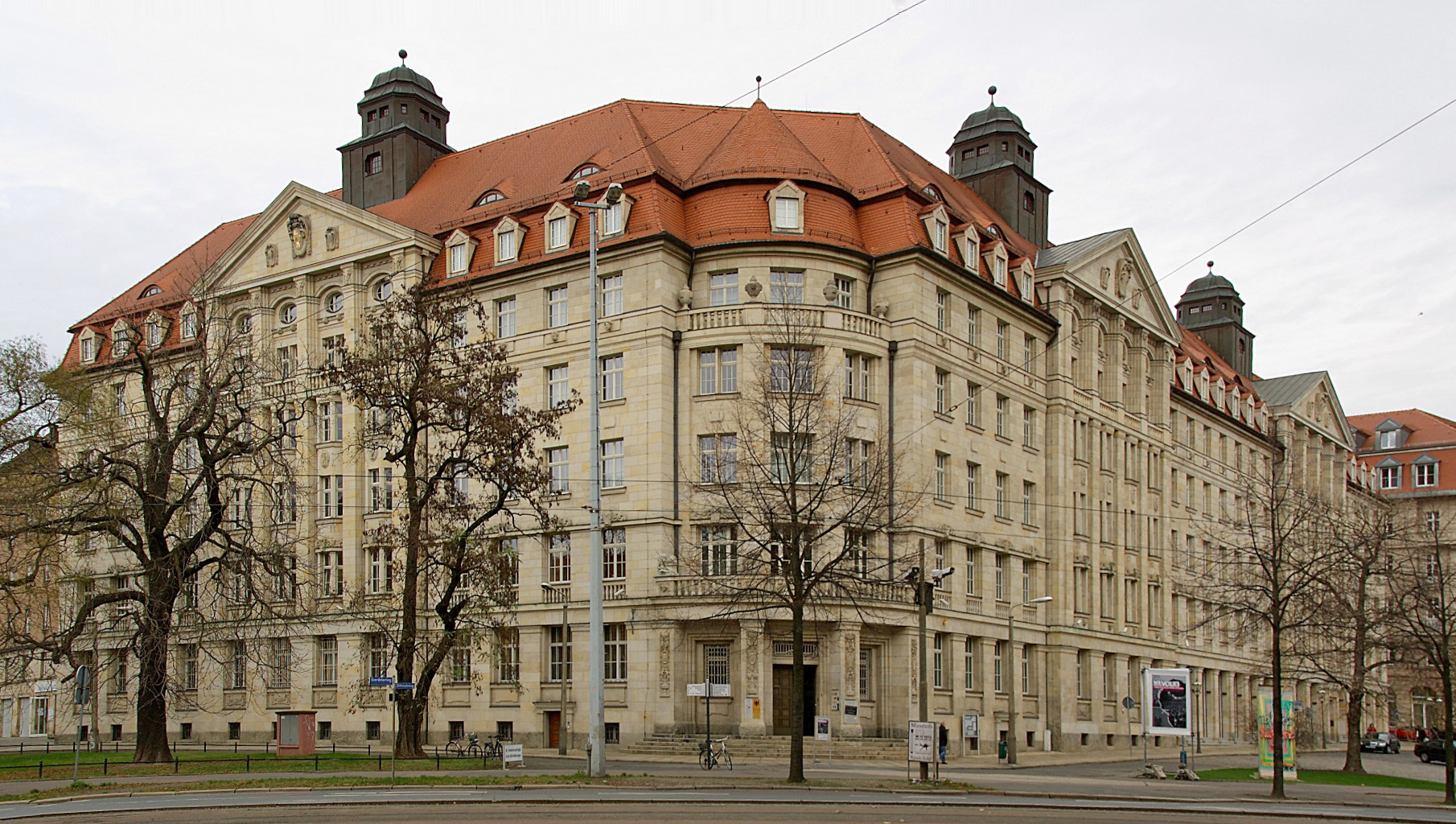
MfS-Bezirksverwaltung Leipzig „Runde Ecke“ Dittrichring

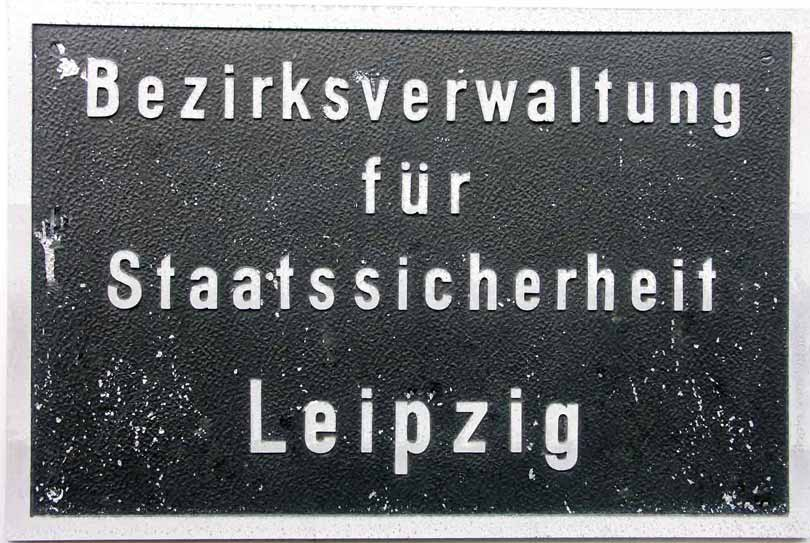
Amtsschild der MfS-Bezirksverwaltung Leipzig

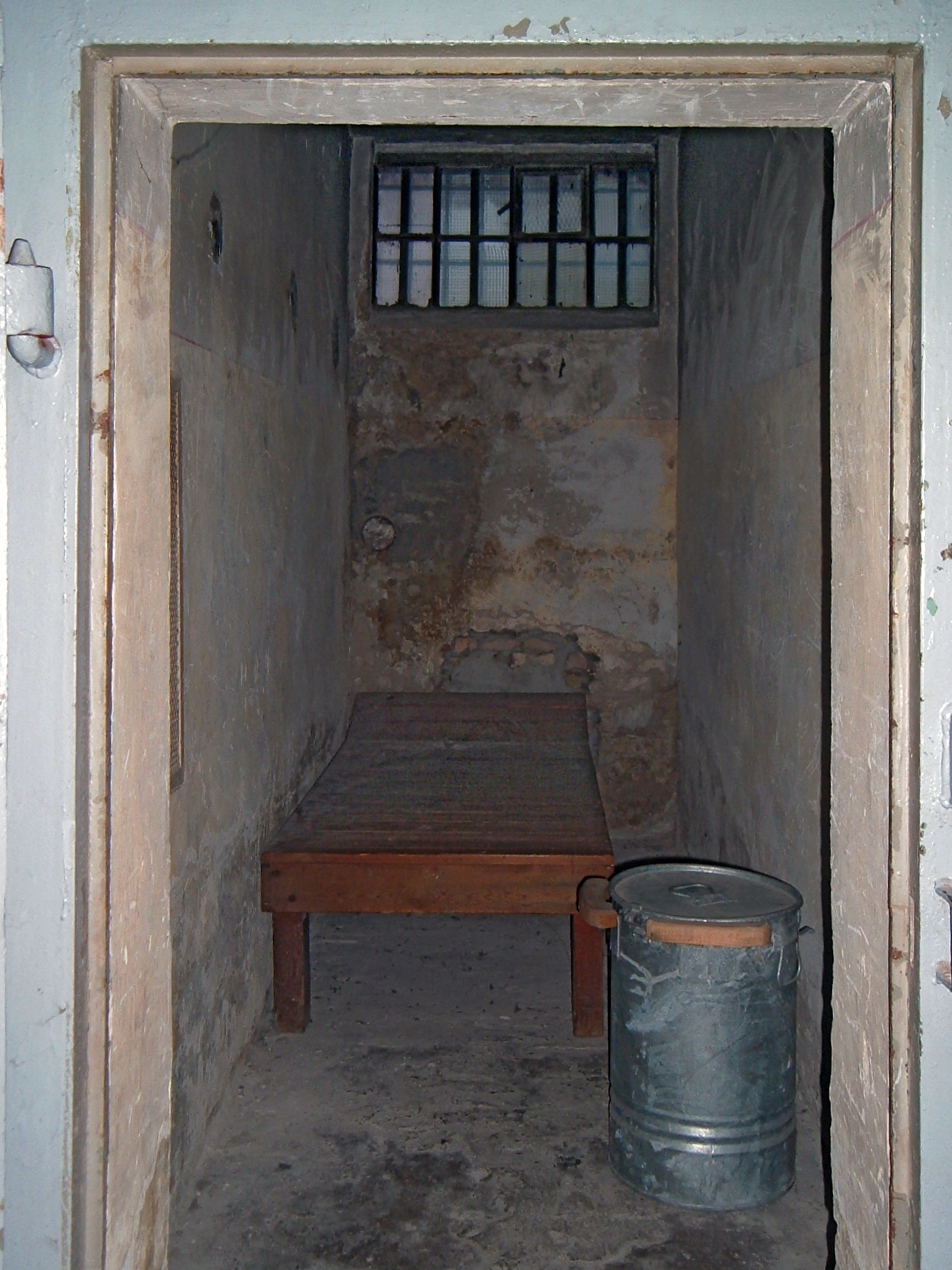
Zelle im zentralen Untersuchungsgefängnis („U-Boot“) des MfS in Berlin-Hohenschönhausen, heute Gedenkstätte. Das Untersuchungsorgan des MfS, die Hauptabteilung IX, benutzte das 1946 vom sowjetischen NKWD eingerichtete Gefängnis von 1951 bis 1960.

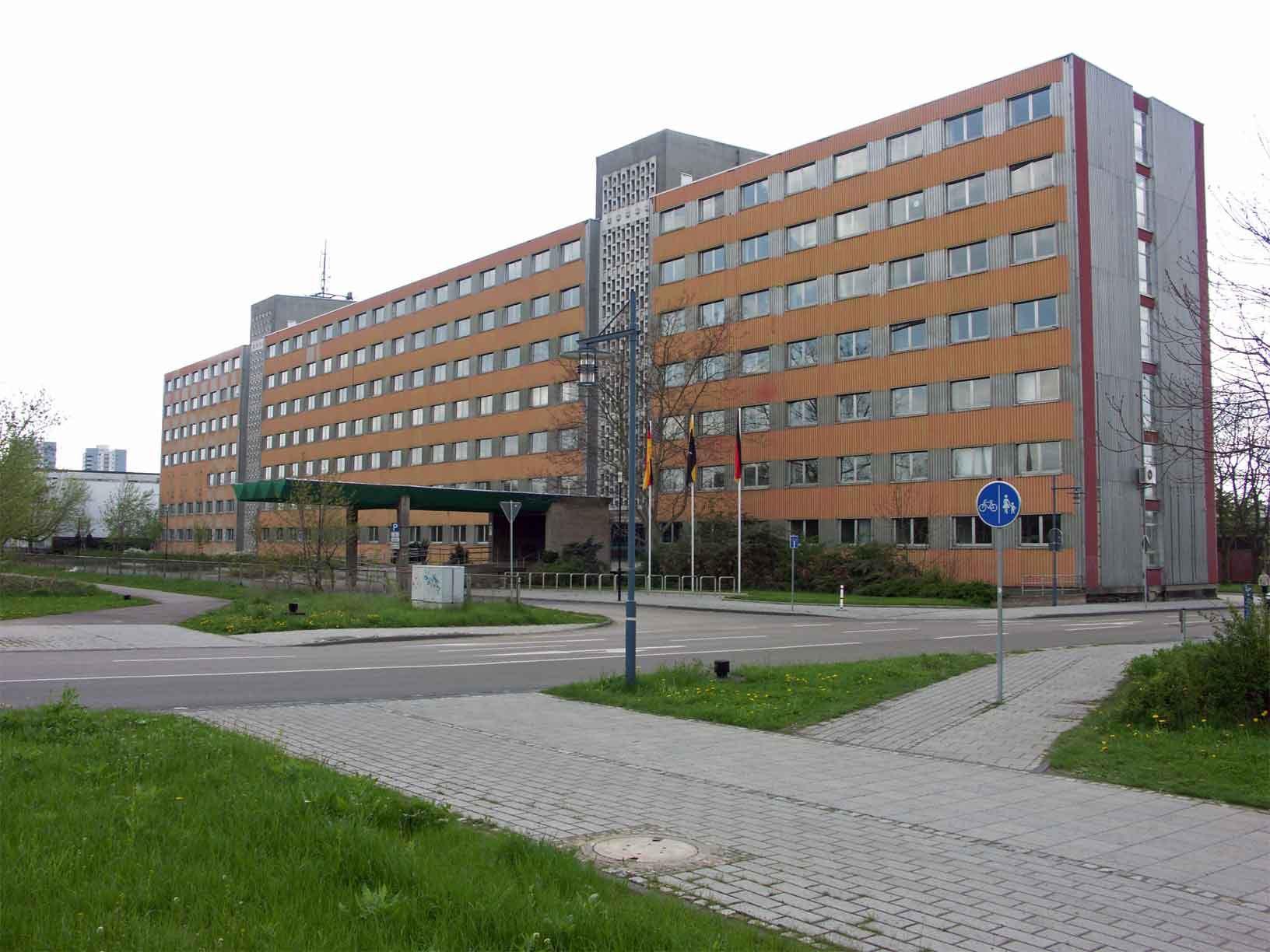
MfS-Bezirksverwaltung Halle, am Rande von Halle-Neustadt

Die territoriale Weisungsstruktur des MfS entsprach der Verwaltungsgliederung der DDR in Bezirke, Kreise und kreisfreie Städte. Parallel hierzu waren der MfS-Zentrale in Berlin-Lichtenberg (ab Juli 1952) Bezirksverwaltungen des MfS in jeder Bezirksstadt nachgeordnet (bis zur Verwaltungsreform 1952 existierten MfS-Verwaltungen von ähnlicher Struktur in den einzelnen Ländern). Diese waren für die unterstellten Dienststellen in ihrem Territorium sowie für ausgewählte Objekte, Einrichtungen und Personen zuständig. Operative Vorgänge und Personenkontrollen wurden in der territorial zuständigen Bezirksverwaltung (BV) bearbeitet. In jeder Kreisstadt beziehungsweise kreisfreien Stadt existierten zudem Kreisdienststellen (KD), die von der übergeordneten Bezirksverwaltung kontrolliert und angeleitet wurden. Die Kreisdienststellen übernahmen die Verantwortung für das Territorium ihres jeweiligen Sitzes. Durch dieses Territorialprinzip war sichergestellt, dass jedem Ort innerhalb der DDR eine MfS-Diensteinheit zugeordnet war.
Einige Objektdienststellen (OD) waren außerhalb der territorialen Gliederung zur Überwachung von volkswirtschaftlich besonders bedeutsamen Betrieben und Einrichtungen gegründet worden. So bestand bis 1982 eine, analog der SED-Gebietsparteileitung, den BV gleichgestellte eigene Objektverwaltung „W“ für die SDAG Wismut, die sich ihrerseits in mehrere ODs gliederte. Die ersten ODs wurden 1957 für die Chemiewerke in Buna und Leuna gegründet, die letzte Gründung einer OD erfolgte 1981 für das Kernkraftwerk Nord.
Im Herbst 1989 existierten noch insgesamt sieben ODs, die zur Überwachung und „Sicherung“ folgender Großbetriebe, Forschungs- und Hochschuleinrichtungen tätig waren:
- Chemiekombinat Bitterfeld
- Chemiekombinat Buna-Werke
- Chemiekombinat Leuna-Werke
- Carl-Zeiss Jena
- Gaskombinat Schwarze Pumpe
- Kernkraftwerk Nord Greifswald
- Technische Universität Dresden.

Sie unterstanden im Range von KDs den jeweiligen BVs.

### Linienprinzip
Intern waren das MfS und dessen nachgeordneten Bezirksverwaltungen in mehrere Struktureinheiten mit fachlich inhaltlichen Zuständigkeiten unterteilt (beispielsweise Linie II: Spionageabwehr; Linie IX: Untersuchung; Linie XX: Staatsapparat, Massenorganisationen, Kirchen, Kultur und Untergrundtätigkeit). Jede dieser „Linien“ besaß eine Hauptabteilung mit Sitz in der MfS-Zentrale in Berlin sowie entsprechende Abteilungen bzw. Arbeitsgruppen in den Bezirksverwaltungen. Die Hauptgruppen waren meist mit römischen Ziffern durchnummeriert. Auf Kreisebene wurde dieses Linienprinzip nicht mehr vollständig abgebildet. Stattdessen existierten je nach regionaler Bedeutung des Aufgabenbereiches innerhalb der Kreisdienststellen Fachreferate bzw. einzelne, für den Aufgabenbereich verantwortliche Offiziere.
- Minister für Staatssicherheit
  - Abteilung 26 – Telefonüberwachung und Abhörmaßnahmen, konspiratives Eindringen in Objekte
  - Abteilung Bewaffnung und Chemische Dienste (BCD)
  - Abteilung Finanzen
  - Abteilung Nachrichten – Sicherstellung des Nachrichtenwesens
  - Abteilung X – Internationale Verbindungen
  - Abteilung XI – ZCO, Zentrales Chiffrierorgan der DDR
  - Abteilung XIV – Zentrale Gefängnisverwaltung, Sicherung der Untersuchungshaftanstalten in Berlin-Hohenschönhausen und am Sitz des Ministers in Berlin-Lichtenberg, Beaufsichtigung der Untersuchungshaftanstalten der 15 Bezirksverwaltungen des MfS
  - Abteilung XXIII – Terrorbekämpfung und Spezialaufgaben, ab 1989 Integration in die HA XXII, zuvor AGM/S, gegliedert in Kampf-, Sicherungs- und Flugsicherungsbegleit-Kommando, sowie ein spezialisiertes Kommando mit Tauchern und Fallschirmspringern[114]
  - Arbeitsgruppe Bereich Kommerzielle Koordinierung (AG BKK), zuständig für die Kommerzielle Koordinierung von Alexander Schalck-Golodkowski.[115]
  - Arbeitsgruppe des Ministers (AGM) – Mobilmachung, Schutzbauten
    - Sondereinheiten AGM/U
    - AGM/S – „militärisch-operative Spezialaufgaben“ (z. B. bewaffnete Flugbegleitung) Zentrale Spezifische Kräfte, wurde noch 1989 in die HA XXII integriert, zuvor Umbenennung in Abteilung XXIII.[114]
    - Wachregiment „Feliks Dzierzynski“

  - Arbeitsgruppe E beim Stellvertreter des Ministers, Generaloberst Mittig (AG E) – Außensicherung militärischer Schwerpunktobjekte, Entwicklung technischer Abwehrmittel gegen gegnerische automatische Aufklärungssysteme
  - Arbeitsgruppe XVII – Büro für Besuchs- und Reiseangelegenheiten (BfBR) in Berlin (West)
  - Büro der Leitung (BdL) – Innere Objektsicherung des MfS, Kurierdienst.
  - Büro der Zentralen Leitung der Sportvereinigung Dynamo
  - Hauptabteilung I (HA I) – Überwachung und Absicherung der NVA, des militärischen Nachrichtendienstes und der Grenztruppen der DDR (NVA-interne Bezeichnung der HA I: Verwaltung 2000 oder Büro 2000) In diesem Bereich gab es die höchste Durchdringung mit IM (Verhältnis eins zu fünf).
  - Hauptabteilung II (HA II) – Spionageabwehr
  - Hauptabteilung III (HA III) – Spionageabwehr im Bereich Fernmelde- und Elektronische Aufklärung (Funkabwehr), grenzüberschreitende Telefonüberwachung
  - Hauptabteilung VI (HA VI) – Passkontrolle, Tourismus (z. B. Interhotels), Sicherung des Transit- und Reiseverkehrs (Autobahnraststätten, Transitparkplätze etc.)
  - Hauptabteilung VII (HA VII) – „Abwehr“ im Ministerium des Innern (MdI) und der Deutschen Volkspolizei (DVP)
  - Hauptabteilung VIII (HA VIII) – Beobachtung, Ermittlung. Sicherung des Transitstraßenverkehrs, Observation von Militärverbindungsmissionen (MVM). Die HA VIII war eine Querschnittsabteilung und wurde regelmäßig von anderen HAs angefordert, mit Ausnahme der HA II und der HVA, die über eigene entsprechende Struktureinheiten verfügten.
  - Hauptabteilung IX (HA IX) – Zentrale Ermittlungsabteilung, zuständig für Ermittlungsverfahren in allen Fällen mit politischer Bedeutung. Die HA hatte in den Gerichtsverhandlungen direkten Einfluss auf Verlauf und Urteilsfindung. Minister Mielke unterstrich die Bedeutung der HA IX durch seine Mitgliedschaft in deren SED-Grundorganisation.
    - Hauptabteilung IX/11 – „Aufklärung und Verfolgung von Nazi- und Kriegsverbrechen“[116]

  - Hauptabteilung XV – Ehemaliger Name der Hauptverwaltung A vor der Ausgliederung, später als HVA-Dependance unter der Bezeichnung Abteilung XV in den Bezirksverwaltungen.
  - Hauptabteilung XVIII (HA XVIII) – Absicherung der Volkswirtschaft, Sicherung der Einrichtungen der Rüstungsforschung und Rüstungsproduktion, Kontrolle der Industrie-, Landwirtschafts-, Finanz- und Handelsministerien sowie der Zollverwaltung der DDR, Aufklärung und Bestätigung von Nomenklaturkadern, Auslands- und Reisekadern, Militärbauwesen, HO-Spezialhandel mit der GSSD sowie der Außenhandelsbetriebe der DDR
  - Hauptabteilung XIX (HA XIX) – Verkehr (Interflug, Deutsche Reichsbahn und Binnen- und Seeschifffahrt), Post- und Fernmeldewesen, Aufklärung und Bestätigung von Kadern
  - Hauptabteilung XX (HA XX) – Staatsapparat, Kultur, Kirche, Untergrund. Sicherstellung militärischer Fernmeldetechnik und der Gesellschaft für Sport und Technik (GST)
  - Hauptabteilung XXII (HA XXII) – „Terrorabwehr“
  - Hauptabteilung Personenschutz (HA PS)
  - Hauptabteilung Kader und Schulung (HA KaSch)
    - (Juristische) Hochschule des MfS
    - Zentraler Medizinischer Dienst (ZMD)

  - Operativ-Technischer Sektor (OTS)
  - Verwaltung Rückwärtige Dienste (VRD)
  - Zentrale Arbeitsgruppe Geheimnisschutz (ZAGG)
  - Zentrale Auswertungs- und Informationsgruppe (ZAIG)
    - Abteilung XII – Zentrale Auskunft/Speicher. Archiveinheit, verantwortlich für zentrale Nachweisführung und Auskünfte über erfasste Personen und registrierte Akten
    - Abteilung XIII – Zentrale Rechenstation
    - Abteilung M – Postkontrolle
    - Abteilung PZF (1962–1983), Kontrolle von Päckchen, Paket- und Streifbandsendungen sowie westliche Druckerzeugnisse, ab 1983 fusioniert mit der Abteilung M
    - Rechtsstelle

  - Zentrale Koordinierungsgruppe (ZKG) – Bekämpfung von Flucht und Übersiedlung
  - Zentraler Operativstab (ZOS)
- Hauptverwaltung A – Auslandsspionage (HV A)

Trotz des bei Nachrichtendiensten üblichen Abschottungsprinzips standen die jeweiligen Aufgabenbereiche zum Teil eng miteinander in Verbindung. Obwohl die fachliche Anleitung und Koordinierungsmaßnahmen durch die entsprechenden zentralen Diensteinheiten durchgeführt wurden, blieben die einzelnen Abteilungen gemäß dem Territorialprinzip weisungsmäßig dem Leiter der zugehörigen Bezirksverwaltung oder einem seiner Stellvertreter unterstellt.

### Gefängnisse
Die zentrale Stasi-Untersuchungshaftanstalt befand sich in Berlin-Hohenschönhausen. In insgesamt 17 Untersuchungshaftanstalten wurden unter anderem „verfestigt feindlich-negative Personen“ besonders streng bewacht, um öffentlichkeitswirksame Aktionen zu verhindern.

## Ausbildung

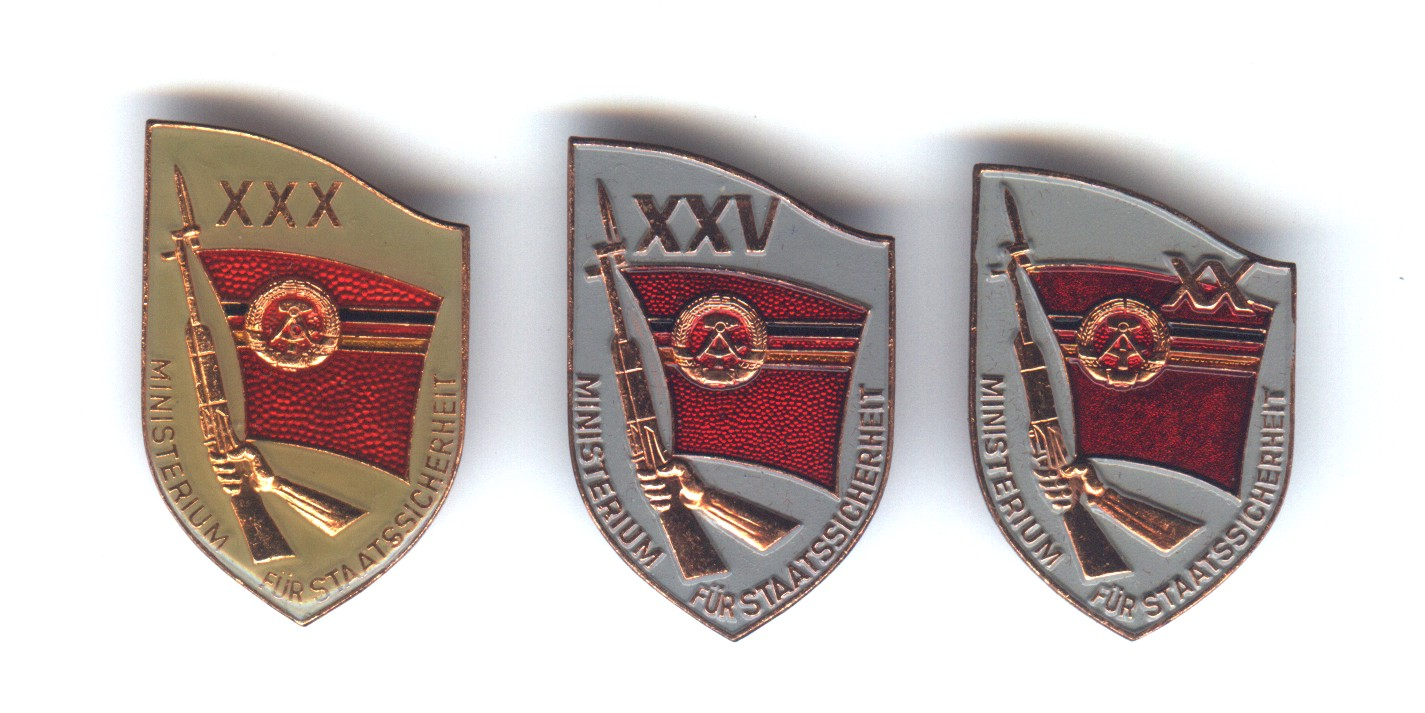
Die Erinnerungsabzeichen zu den Jahrestagen der Gründung des MfS

### Ausbildungseinrichtungen
Am 16. Juni 1951 eröffnete Walter Ulbricht im Beisein von Wilhelm Zaisser die „Schule des Ministeriums für Staatssicherheit“ in Golm bei Potsdam. Ernst Wollweber, der Nachfolger Zaissers, benannte sie 1955 in „Hochschule des Ministeriums für Staatssicherheit“ um, obgleich sie zu diesem Zeitpunkt noch keine Hochschule im eigentlichen Sinn war. Erst 1963 konnte man ein Diplom erwerben. Seit Juni 1965 wurde sie nach außen hin unter dem Tarnnamen „Juristische Hochschule Potsdam“ (JHS) geführt. Intern wurde von 1976 bis 1989 der Name „Hochschule des Ministeriums für Staatssicherheit“ verwendet. Am 18. Juni 1968 erhielt die Hochschule Promotionsrecht (Dr. jur. (Promotion A), ab 1. Juni 1981 Dr. sc. (scientiae) jur. (juris) (Promotion B)). Alle Arbeiten unterlagen den üblichen Geheimhaltungsregeln eines Nachrichtendienstes. Ziel dieses Studienganges war die Ausbildung künftiger MfS-Offiziere in leitender Funktion (Oberstleutnant und höher).
Bis 1961 wurden ein Lehrstuhl „Juristische Ausbildung“, eine Arbeitsgruppe „Kriminalistik“ und Institute für Marxismus-Leninismus, Recht und Spezialdisziplin eingerichtet. 1988 kamen Lehrstühle für „Grundprozesse der politisch-operativen Arbeit“, „Spionage“, „Politische und ideologische Diversionstätigkeit (PID)“, „Politische Untergrundtätigkeit (PUT)“ und „Grundfragen der Arbeit im und nach dem Operationsgebiet“ hinzu.
Am 19. Juni 1970 wurde die „Juristische Fachschule des Ministeriums für Staatssicherheit“ gegründet und am 4. November 1970 von Erich Mielke eröffnet. Sie war der Juristischen Hochschule Potsdam angegliedert. Möglich war hier das Absolvieren eines Fachschuldirekt- oder eines Fachschulfernstudiums. Zugangsvoraussetzung war die vorherige Mitarbeit für das MfS. Bis 1984 gab es 6343 Absolventen, gemäß Hochrechnungen waren es bis zur Auflösung der Schule etwa 10.000.

### Ausbildung und Bezüge
Mitunter erhielten Studenten Anwärterbezüge, insbesondere künftige Stasi-Offiziere. Bereits das Studentensalär lag mit etwa 1100 Ost-Mark über dem DDR-Durchschnittseinkommen. Es gab drei akademische Wege: das Studium an der Hochschule des MfS, das Fernstudium an derselben und das Studium an einer der vollständig legendierten MfS-Sektionen (Fachbereiche) an einer Universität. Ein Beispiel für eine legendierte MfS-Sektion an einer normalen Universität war der Fachbereich Kriminalistik an der Humboldt-Universität zu Berlin, die nach außen eine normale zivile Sektion, in Wirklichkeit einschließlich des gesamten Lehrkörpers faktisch eine MfS-Diensteinheit war.
Der Wehrdienst konnte beim MfS abgeleistet werden, etwa beim Wachregiment oder bei den Wach- und Sicherungseinheiten (WSE). Diese Einheiten hatten je nach Bezirk bis zu Kompaniestärke, unterstanden den Bezirksverwaltungen (BVs) und wurden vorrangig zur Objektsicherung von MfS-Dienststellen eingesetzt.

## Ausrüstung

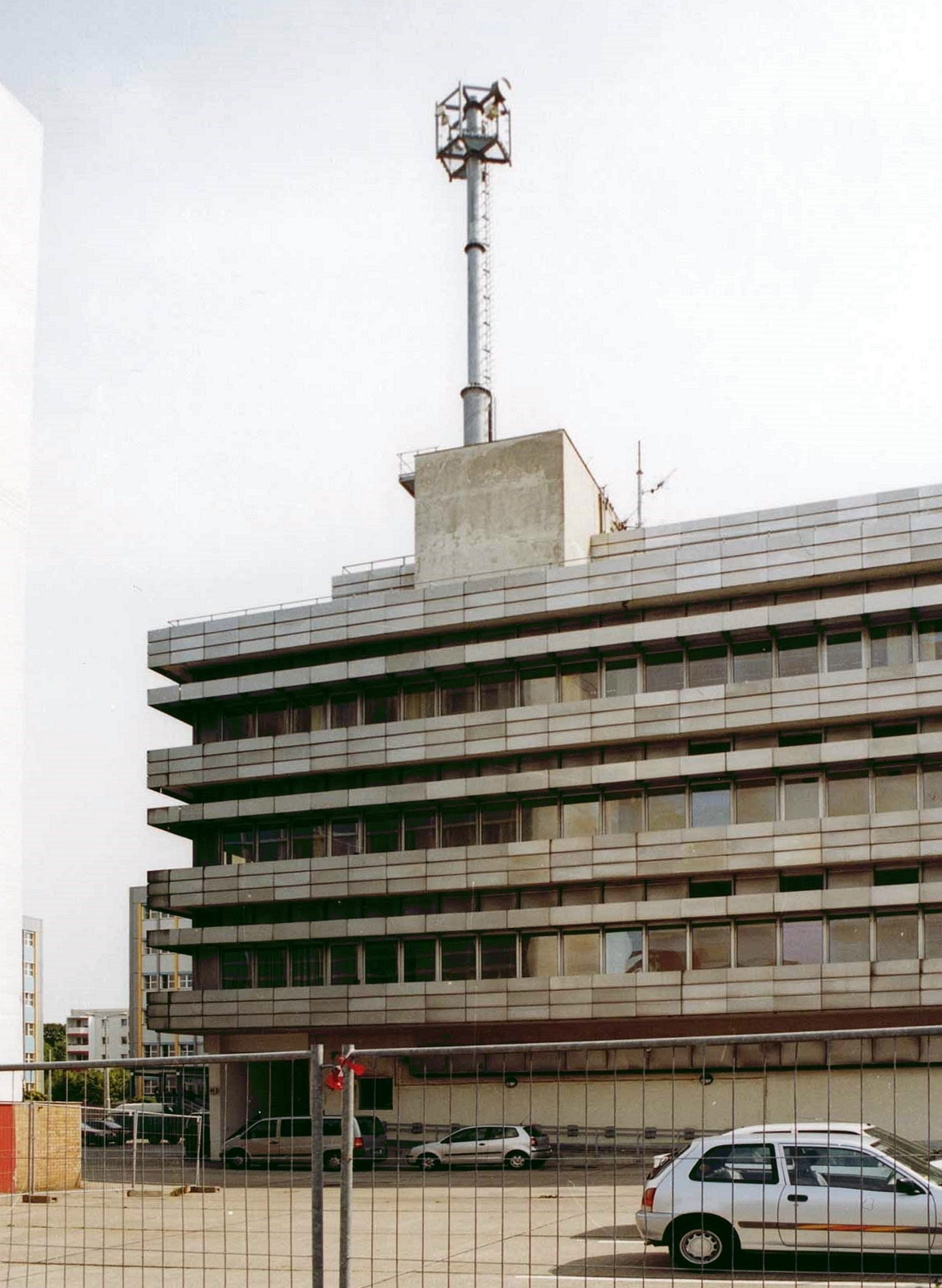
Das von der Abteilung Nachrichten betriebene Nachrichtenfunktionsgebäude (Haus 43) in der Zentrale des MfS

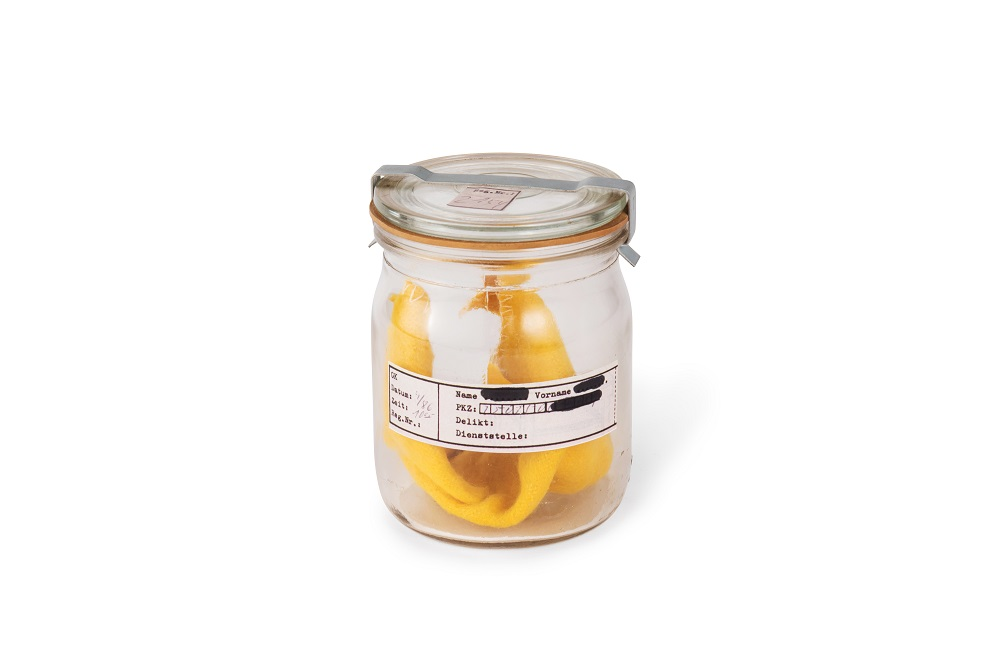
Geruchskonserve des Ministeriums für Staatssicherheit. Sammlung Deutsches Spionagemuseum Berlin

Kristie Macrakis untersuchte die technische Ausrüstung der Stasi vor dem Hintergrund ihrer These, „dass der Kalte Krieg vor allem auch eine wachsende Abhängigkeit der Geheimdienste von Technologie zur Folge hatte“. Dabei behandelt sie etwa Transport-Container für Ausrüstung, Kameras, unsichtbare Tinte und Radioelektronik, Abhörtechnik, chemische und radioaktive Markierung von Regimegegnern und das Verfahren der Geruchsdifferenzierung, für das Geruchsarchive über Dissidenten aufgebaut wurden, um den Kreis verdächtiger Personen einengen zu können. Von verdächtigen Bürgern wurden Geruchskonserven angelegt, um mit speziell trainierten Hunden z. B. die Herausgeber von systemkritischen Flugblättern ausfindig machen zu können. Auch Computer wie der BSP-12 wurden ab den späten 1980er Jahren verwendet.
Im Jahr 1968 besorgte das MfS einen Großrechner des französischen Herstellers General Electric Bull. 1969 wurden drei Großrechner vom Typ Siemens S4004 zur Auslands- und Westspionage angeschafft, die offiziell für das Ministerium für Wissenschaft und Technik zum Preis von 23 Millionen D-Mark gekauft wurden. Als Software kam die ebenfalls von Siemens entwickelte großspeicherorientierte, listenorganisierte Eingabemethode GOLEM zum Einsatz. 1973 begann der Aufbau des Systems der Informationsrecherche der HV A, Sira.

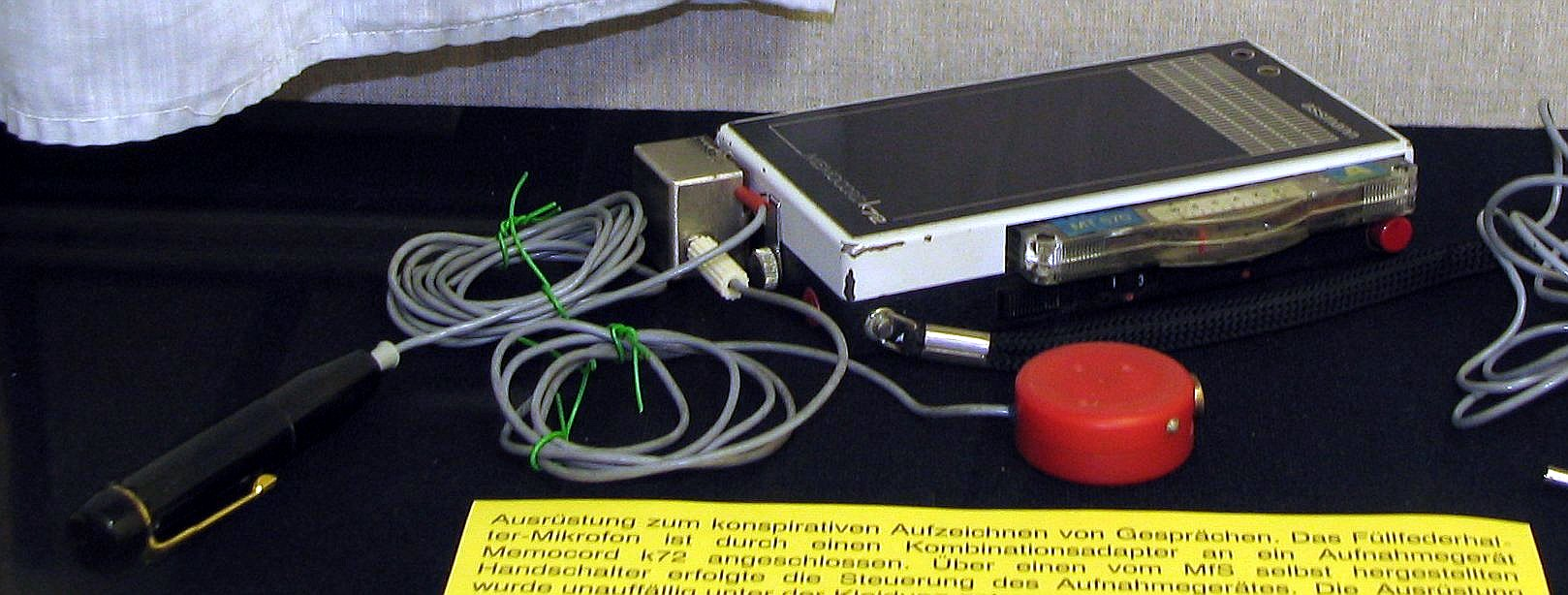
Gerät zum konspirativen Aufzeichnen von Gesprächen mit einem Füller-Mikrofon, das an das Tonbandgerät Memocord k72 angeschlossen ist. Der vom MfS selbst konstruierte Schalter (rot) steuerte das Memocord.
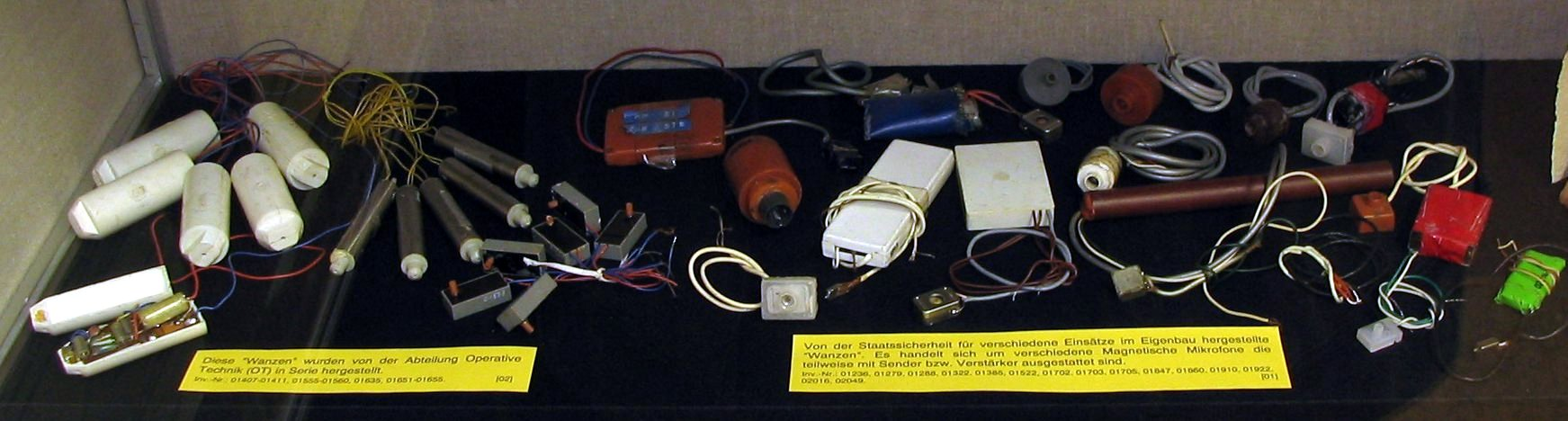
Vom MfS hergestellte Wanzen mit magnetischen Mikrofonen, teilweise mit Sender oder Verstärker.
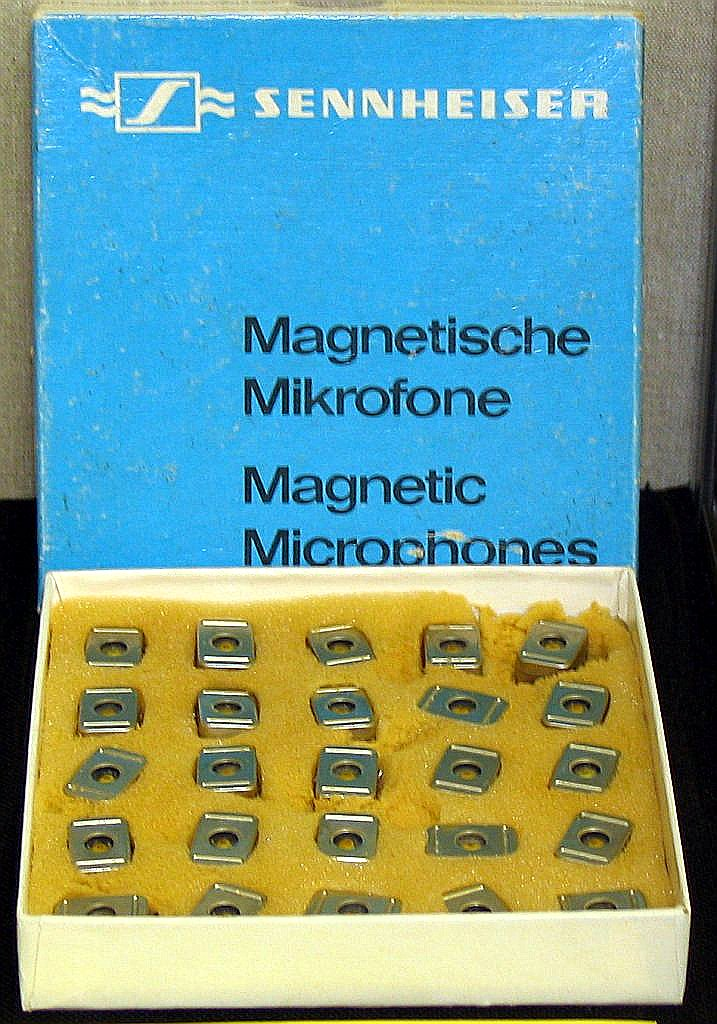
Schachtel mit magnetischen Mikrofonen Sennheiser MM 26 für den Bau von Wanzen.
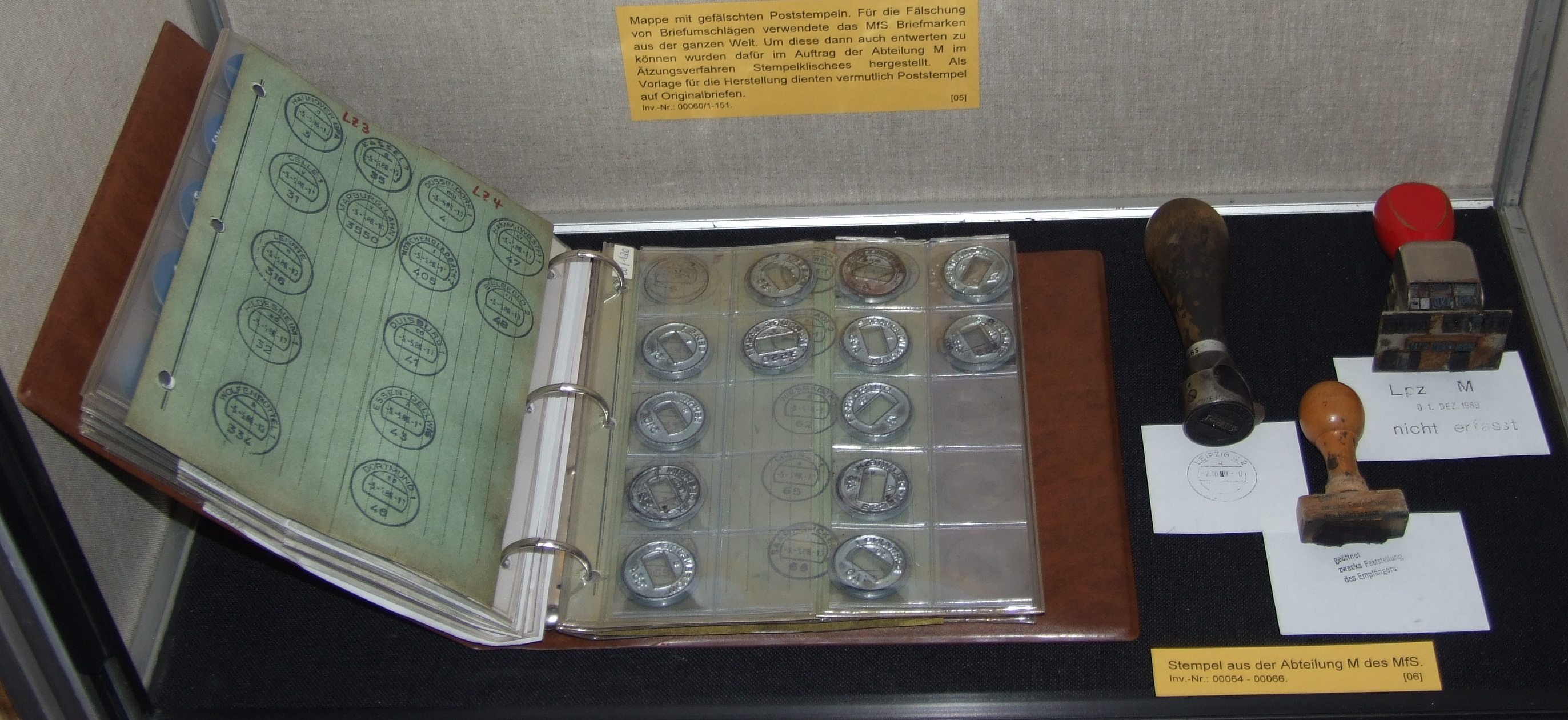
Rechts Stempel und Poststempel der Abteilung M des MfS. Links Mappe mit gefälschten Poststempeln.
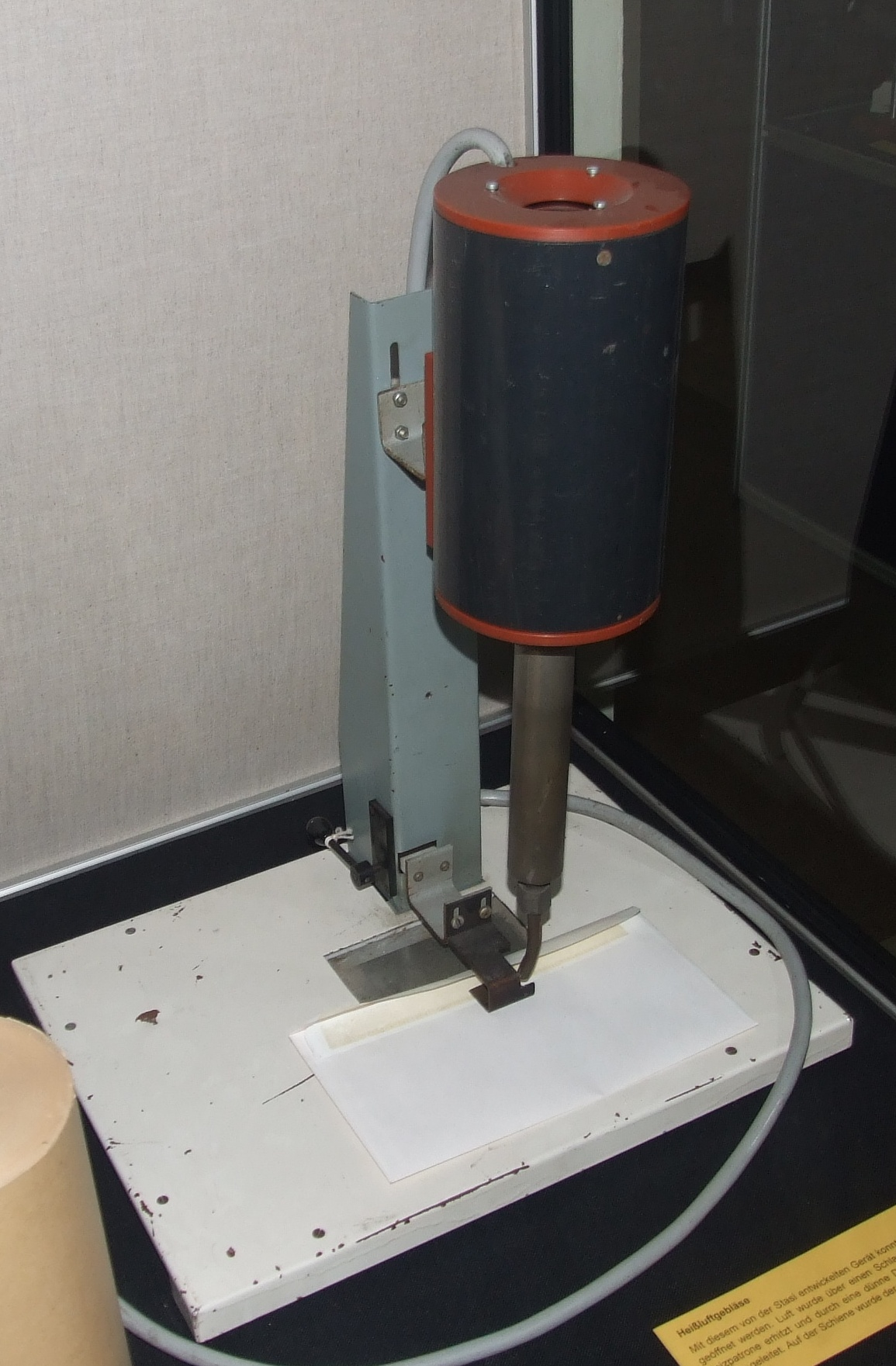
Heißluftgebläse zum Öffnen von Briefen der Abteilung M – Postkontrolle.
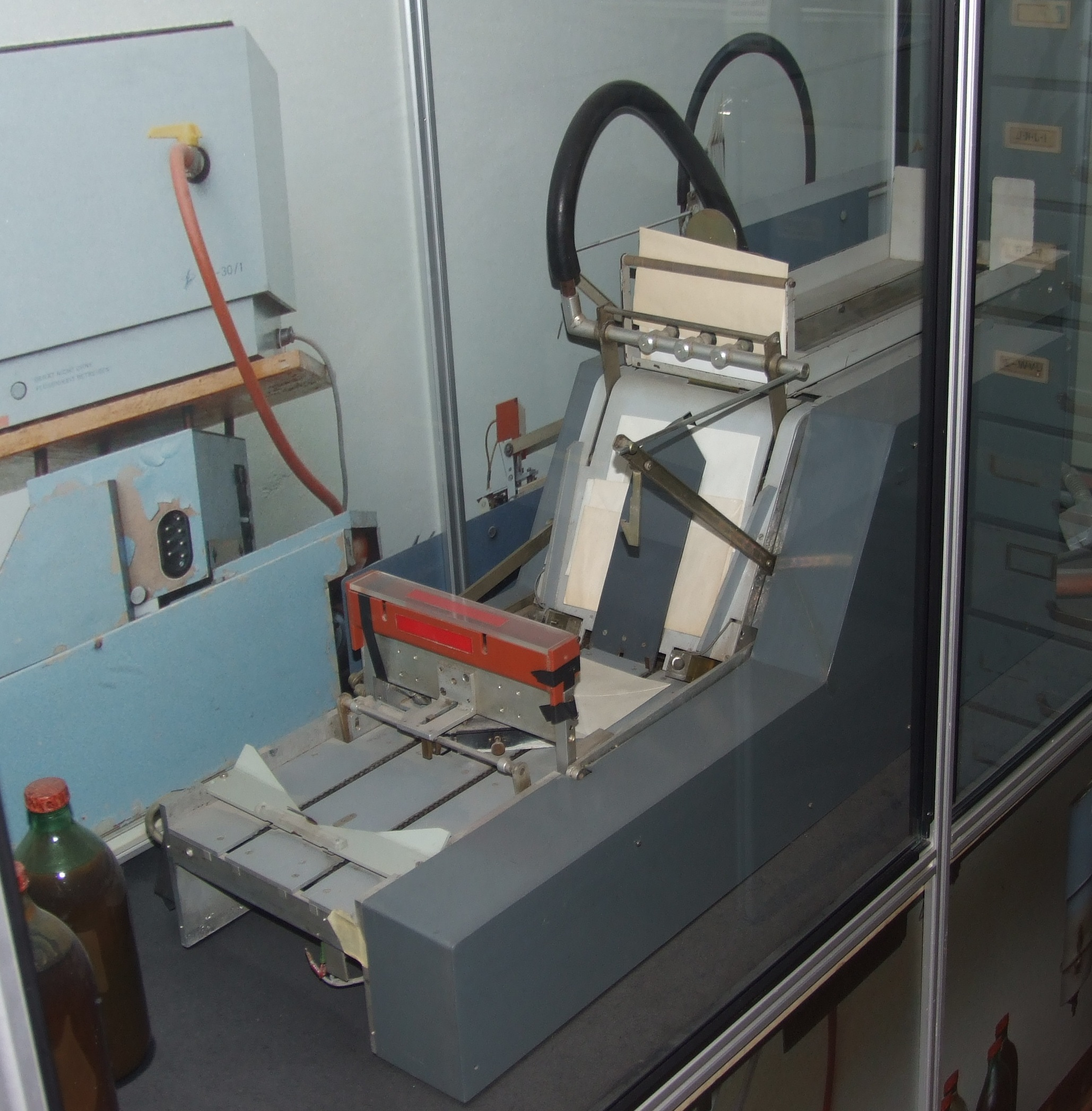
Automatische Schließmaschine für Briefe der Abteilung M – Postkontrolle. Die Briefumschläge wurden per Unterdruck zum Verkleben transportiert. Der mittels Wärmebehälter flüssig gehaltene Leim aufgebracht und die Klebestellen zusammengedrückt.
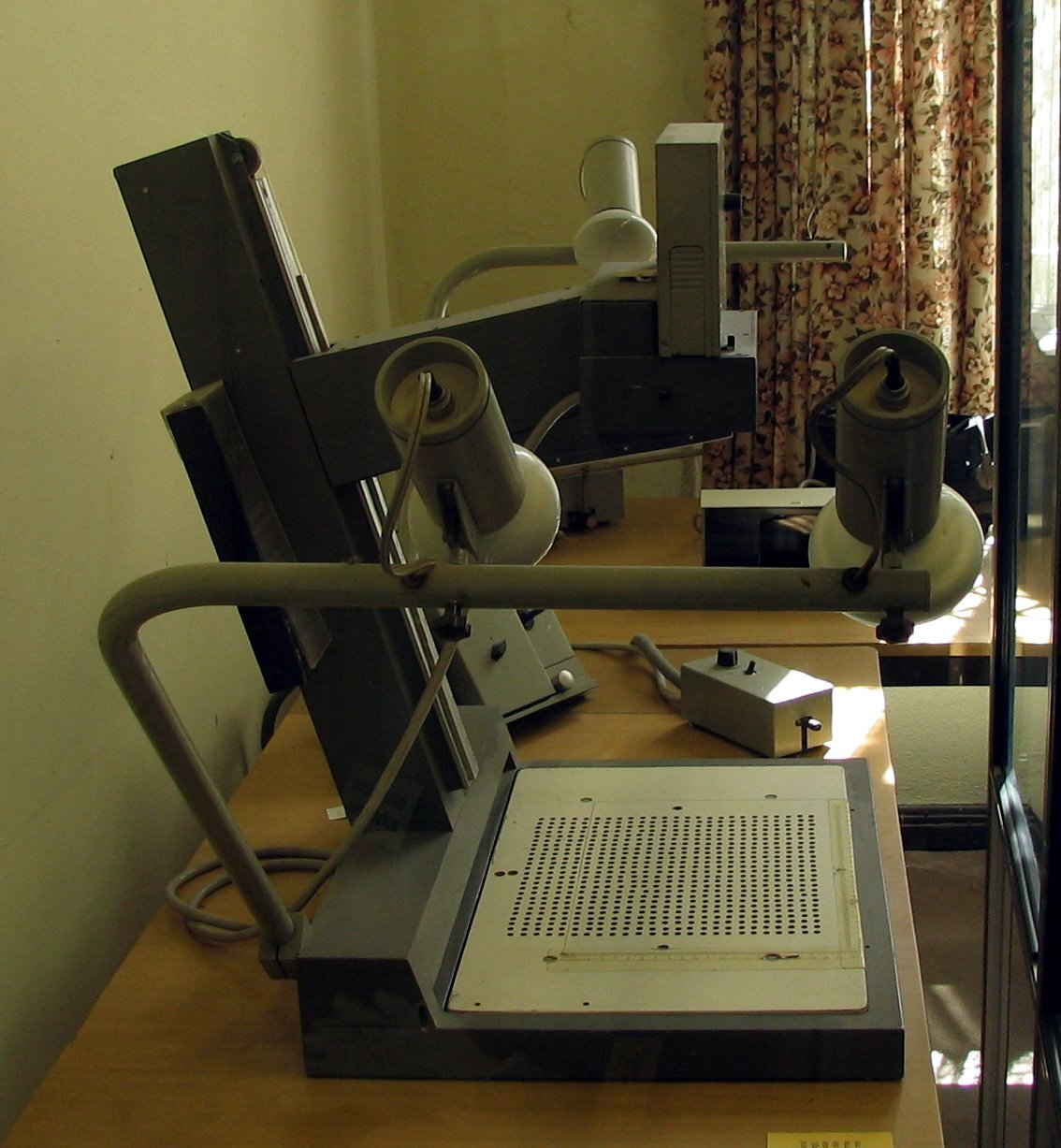
Fototisch der Abteilung M – Postkontrolle. Briefe wurden abgelichtet und damit u. a. ein Handschriftenspeicher angelegt. So sollten Deckadressen fremder Geheimdienste aufgespürt oder auch unerlaubte „Westkontakte“ erkannt werden (hier stimmte zumeist die Handschrift im Inneren des Briefes nicht mit der des Briefkuverts überein).
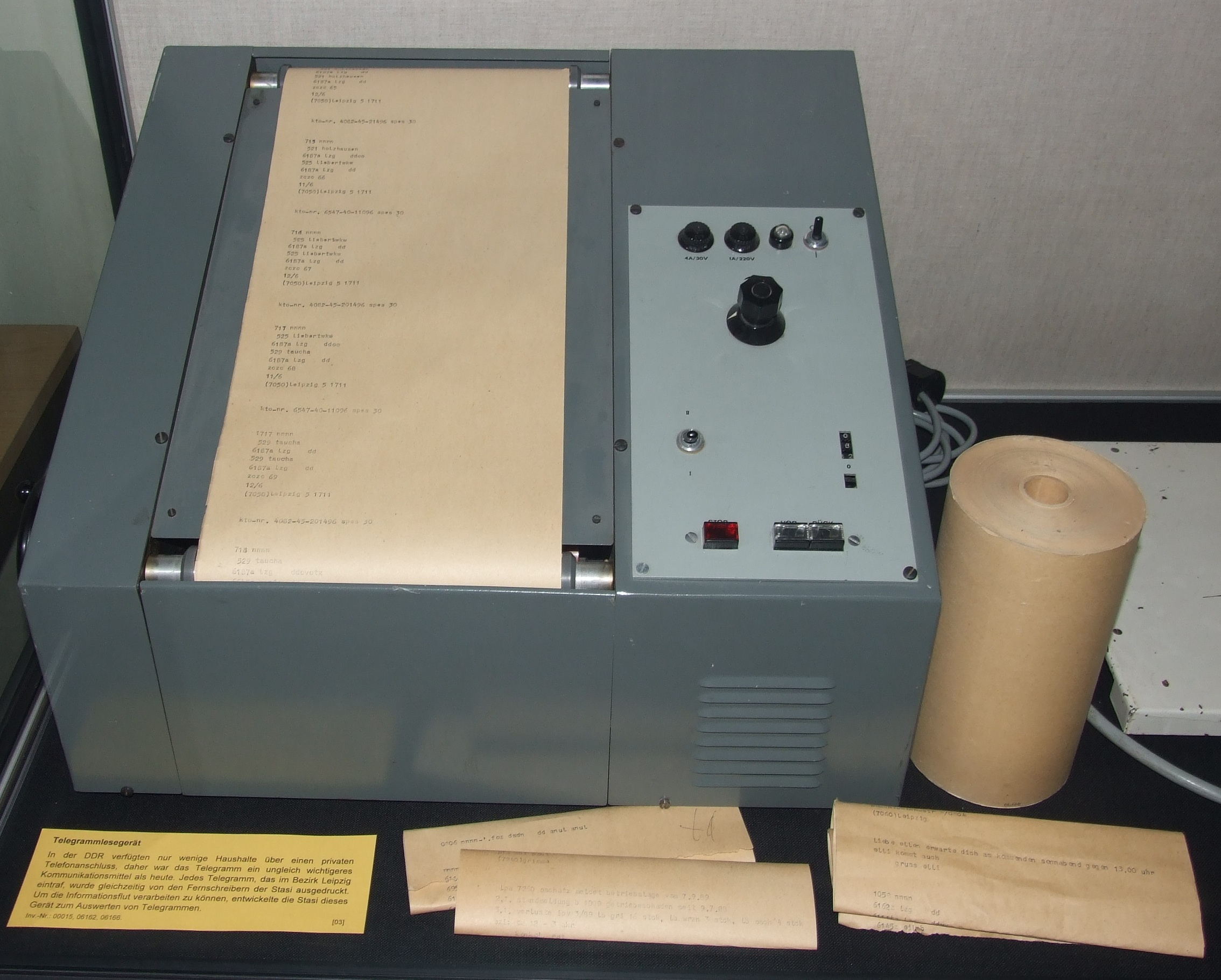
Das Telegramm war in der DDR ein essentielles Kommunikationsmittel, da es kaum Telefonanschlüsse gab. Jedes in den Bezirk Leipzig eingehende Telegramm wurde vom MfS per Fernschreiber aufgezeichnet. Um die Telegrammflut zu bewältigen, wurde das im Bild gezeigte Gerät zum Auswerten von Telegrammen entwickelt.
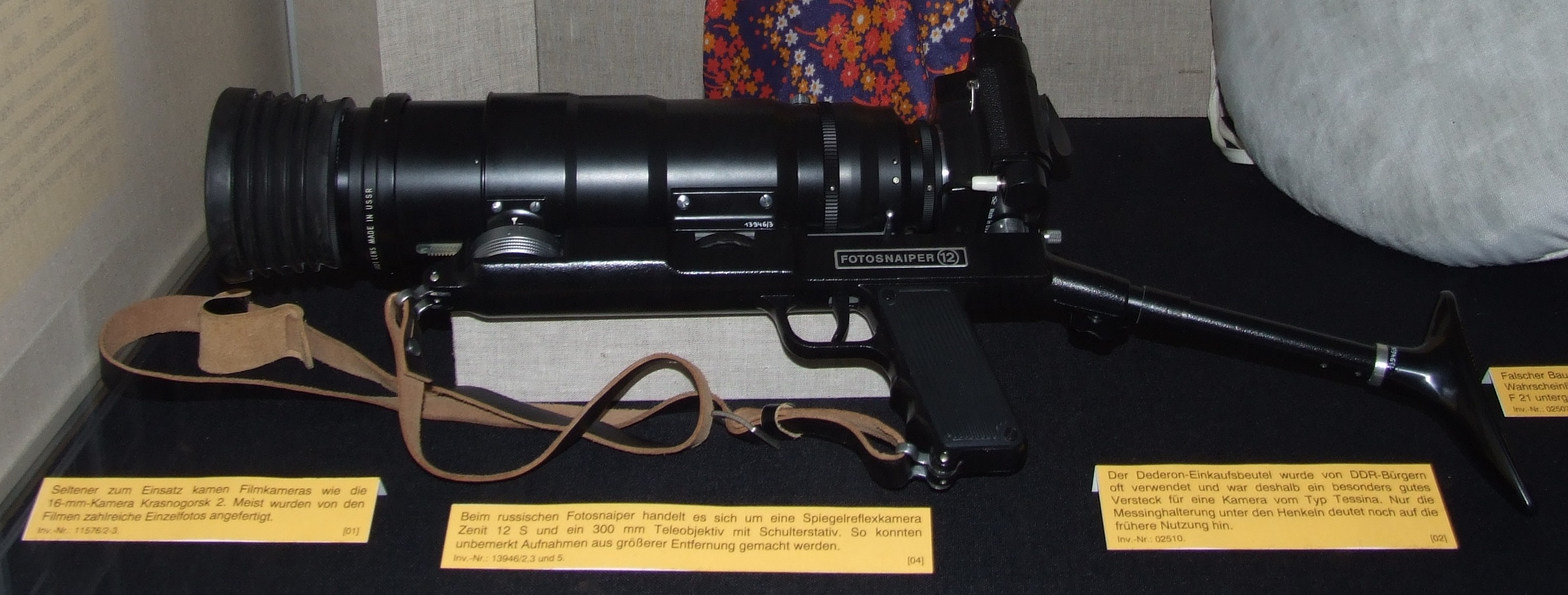
Beim russischen Fotosnaiper 12 handelt es sich um eine Spiegelreflexkamera Zenit 12 S mit 300-mm-Teleobjektiv und Schulterstativ, zum unbemerkten Fotografieren aus großer Entfernung.
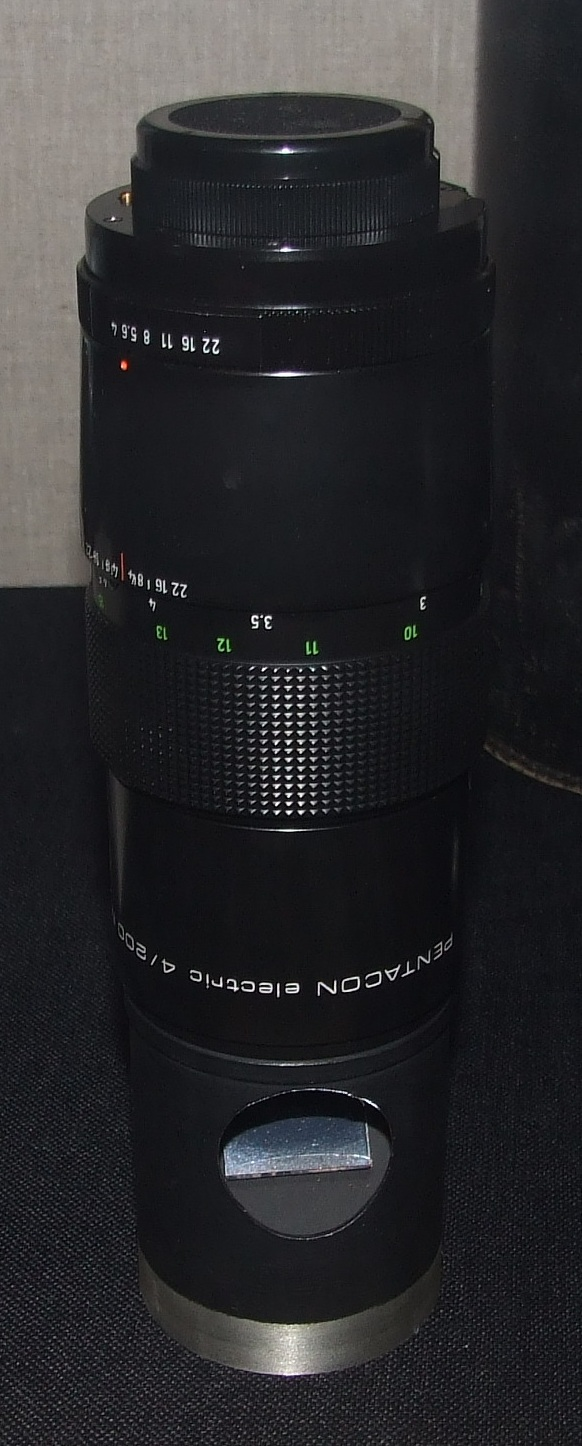
Ein von der Stasi mit einem schrägen Spiegel erweitertes Objektiv. Damit ist es möglich, „um die Ecke“ zu fotografieren.
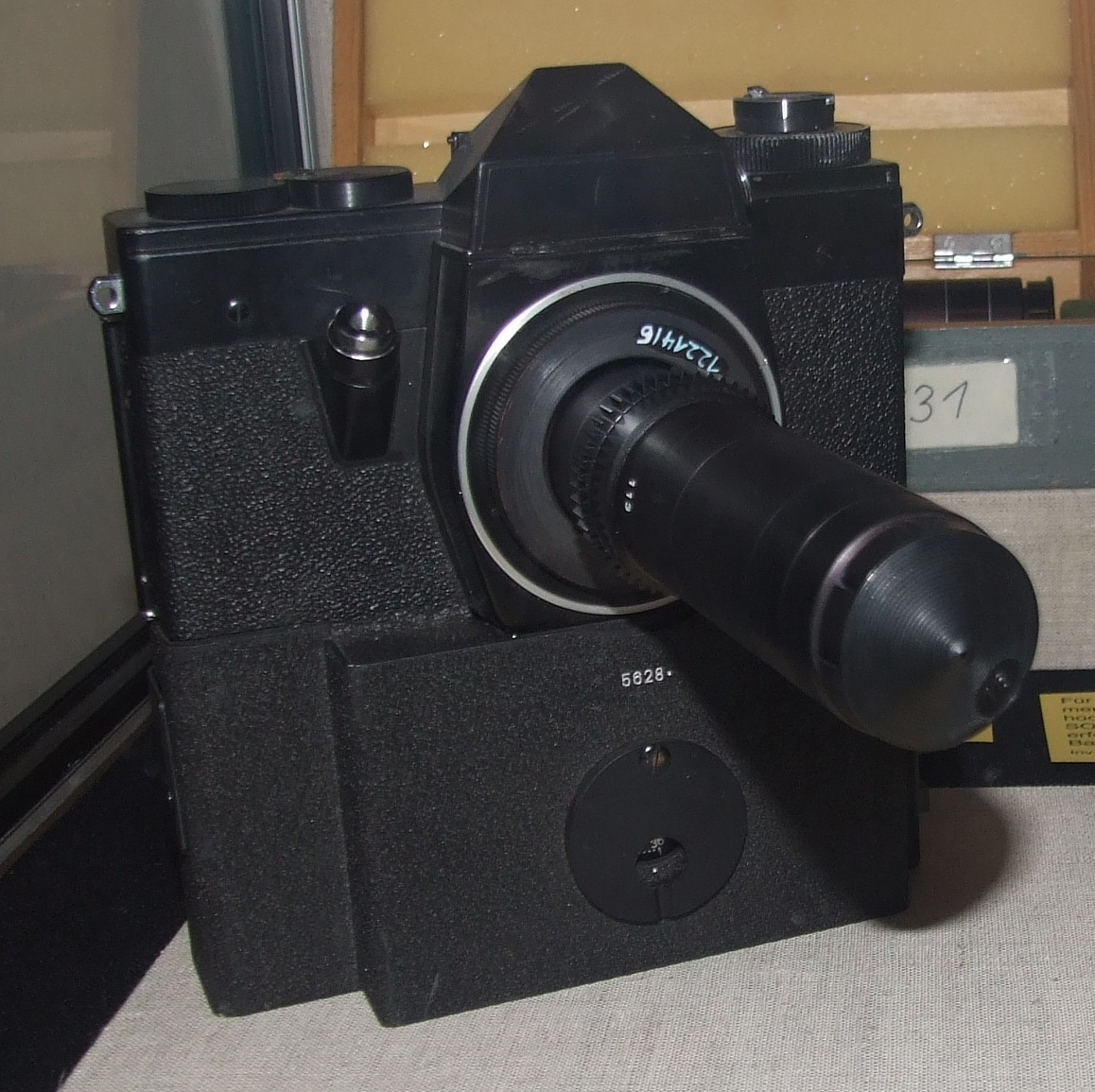
Kamera mit Sonderobjektiv SO-3.5.1 zum konspirativen Fotografieren. Das Objektiv konnte auf eine geräuscharme Spiegelreflexkamera geschraubt werden. Damit war es möglich, durch ein Loch von 1 mm Durchmesser zu fotografieren.
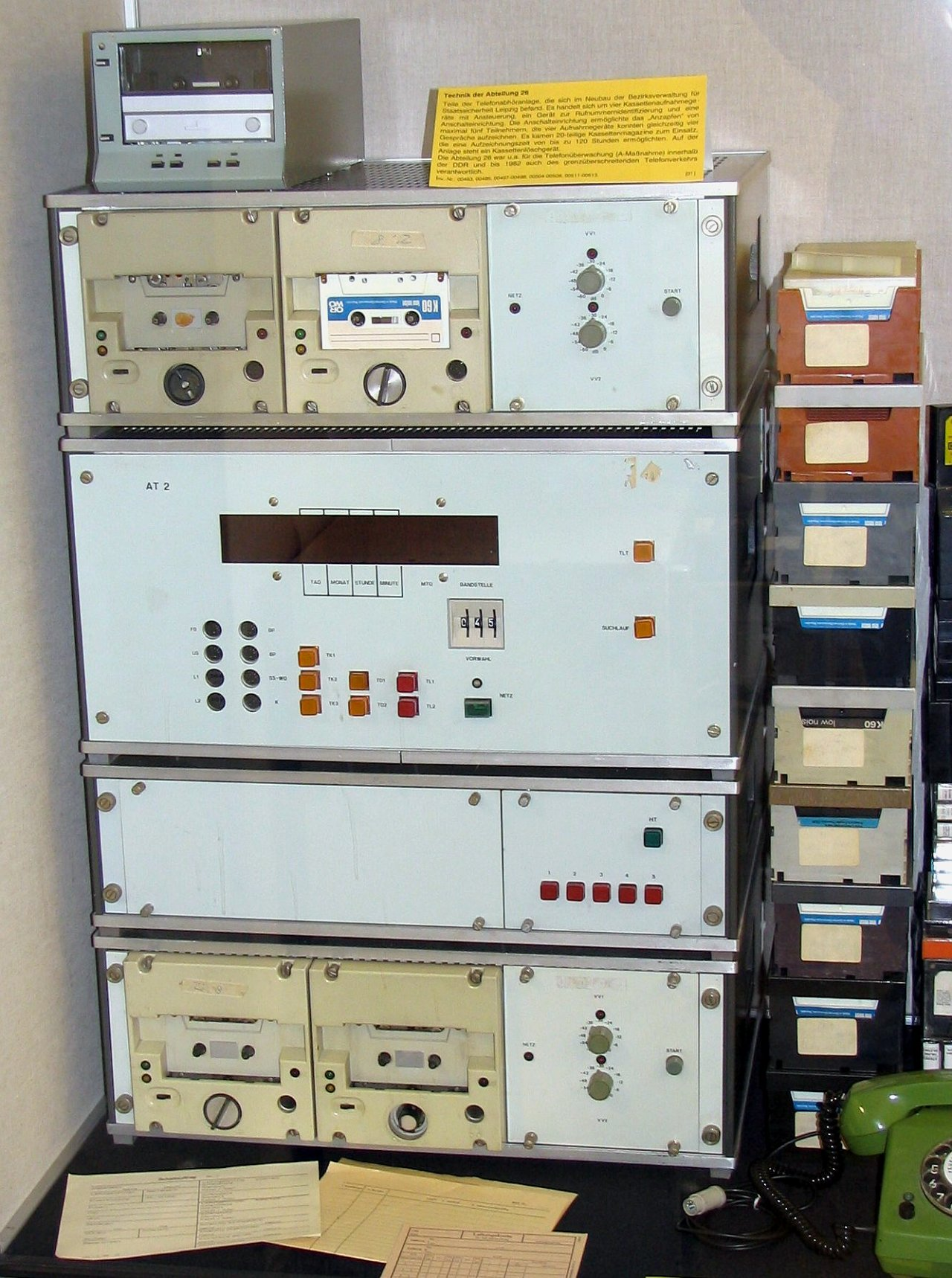
Teil einer Telefonabhöranlage der technischen Abteilung 26 des MfS, wo Telefongespräche auf handelsüblichen Kassetten gespeichert werden konnten.
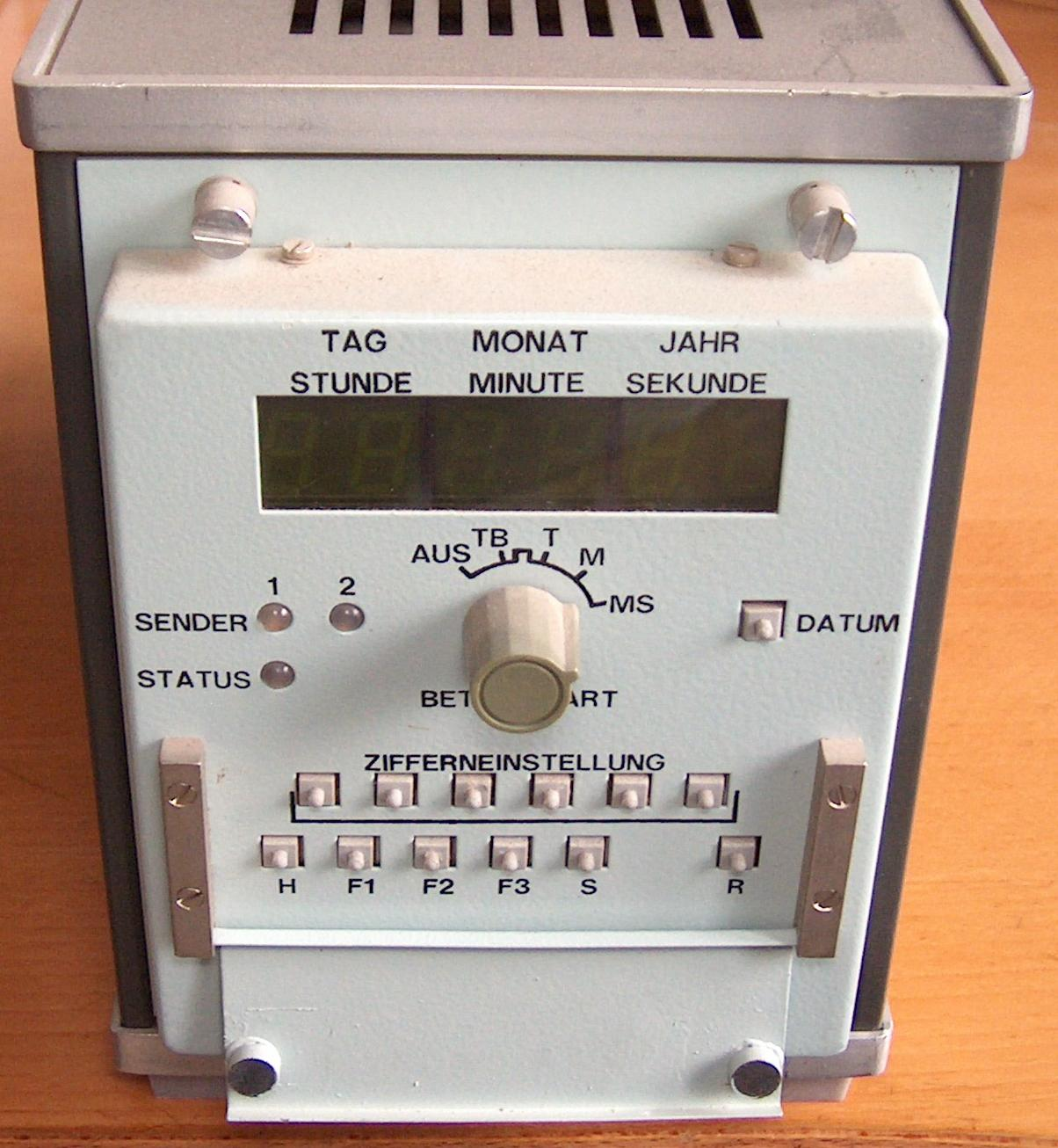
Funkuhr zum Aufnehmen des Zeitstempels bei Audioaufnahmen, der bei der Wiedergabe angezeigt wurde. Bemerkenswert: Sender 1 (DDR) und Sender 2 (Bundesrepublik) mit automatischer Umschaltung, sodass die Uhr auch nach Ende der DDR weiterfunktionierte. Hersteller VEB Steremat

## Einzelaspekte

### Berufslinienverkehr
Das MfS betrieb zur Beförderung seiner Mitarbeiter von ihren Wohnungen zu den Dienstobjekten und zurück einen eigenen Berufslinienverkehr. Dieser umfasste (mit Stand 1986) 50 Omnibusse, die auf 50 Linien mit über 1500 km Gesamtlänge täglich 150 Fahrten absolvierten. Die Auslastung lag zwischen 80 und 100 Prozent, was etwa 10.000 täglichen Fahrgästen entspricht. Eingesetzt wurden überwiegend Fahrzeuge des Herstellers Ikarus der Typen Ikarus 256 und Ikarus 280. In der Windschutzscheibe befand sich ein postkartengroßen Pappschild „Berechtigungsschein KOM-Linie G“. MfS-Mitarbeiter wiesen sich mit ihrem Klappausweis aus. Jede Abteilung betrieb eigene Linien, auch wenn diese zu gleichen Dienstobjekten fuhren (HA Personenschutz: 8; Wachregiment: 8; Spezialbauabteilung: 7; HV A: 6; weitere: HA KaSch, VI, XI, XXII, VRD, OTS). Ziele waren neben der MfS-Zentrale in der Normannenstraße die Dienstobjekte in Kallinchen, Berlin-Adlershof, Erkner, Teupitz, Prenden, Bernau bei Berlin, Gosen, Bad Belzig, Zeesen, Wernsdorf, Biesenthal sowie die Waldsiedlung Wandlitz. Angefahren wurden auch fünf Standorte Passierschein-Büros in West-Berlin, wo MfS-Mitarbeiter tätig waren (Reformationsplatz in Spandau, Waterlooufer in Kreuzberg, Jebensstraße in Charlottenburg, Schloßstraße in Steglitz und Schulstraße Ecke Maxstraße im Wedding).

## Grundlagen und Handlungsanweisungen

### Rechtsgrundlagen
Die Diktatur des Arbeiter- und Bauernstaats der DDR basierte auf den Prinzipien des demokratischen Zentralismus, eine Kontrolle oder Begrenzung der staatlichen Gewalt durch Gewaltenteilung wurde abgelehnt. Das MfS war somit keiner parlamentarischen und verwaltungsjuristischen Kontrolle unterworfen und nahm selbst polizeiliche und staatsanwaltliche Aufgaben wahr. Die Überwachung und Verfolgung von Parteimitgliedern war zwar erlaubt, solche Vorgänge bedurften jedoch der Genehmigung durch die Abteilungsleiter (Oberstleutnant und höher).
Die SED ging in ihrem Selbstverständnis davon aus, mit dem Marxismus-Leninismus im Besitz der Wahrheit zu sein und die Gesetzmäßigkeiten der Geschichte zu kennen, woraus sie ihr Führungsmonopol ableitete. Verbindliche Grundlagen für die Tätigkeit des MfS waren die Befehle und Weisungen des Politbüros, die kritiklos und strikt zu befolgen waren. Das Statut des MfS von 1969 legte fest, dass das Programm der SED und die Beschlüsse des Zentralkomitees (ZK) sowie des Politbüros Richtlinien für die geheimpolizeiliche Arbeit des MfS seien. Diese Beschlüsse wurden von Parteifunktionären den verantwortlichen Leitern des MfS dargelegt, wobei die politischen Schwerpunkte der nachrichtendienstlichen Arbeit, der politische und gesellschaftliche Handlungsspielraum sowie die zu beachtenden Normen der geheimpolizeilichen Tätigkeit festgelegt wurden.
Rechtliche Grundlage für die Tätigkeit des MfS bildete das „Gesetz über die Bildung eines Ministeriums für Staatssicherheit“, die Statuten des SfS/MfS von 1953 und 1969 (die strengster Geheimhaltung unterlagen und in denen die geheimdienstlichen Befugnisse von der Regierung oder dem Nationalen Verteidigungsrat begründet wurden) sowie die Strafprozessordnung und das Volkspolizei-Gesetz von 1968, dessen Paragraph 20 die Angehörigen des MfS mit polizeilichen Befugnissen ausstattete.
Zu den Methoden zählten teilweise unter Folter erzwungene Geständnisse und theatralisch inszenierte Schauprozesse einschließlich der Vorbereitung von deren Urteilen. Unter der Regie der Stasi wurden in den Jahren 1964 bis 1989 bei den Häftlingsfreikaufs-Transaktionen, gegen eine Pro-Kopf-Zahlung zwischen 40.000 DM und 95.000 DM, insgesamt 33.000 politische Gefangene aus der DDR nach Westdeutschland abgeschoben.

### Sozialistische Grundlagen für Moral und Ethik
In der DDR wurde eine sozialistische Moral und Ethik propagiert, die auf den Prinzipien des Marxismus-Leninismus basierte und die Interessen des Staates und der Arbeiterklasse in den Vordergrund stellte. Die Stasi nutzte diese Ideologie, um die repressive Realität zu verschleiern und die dem SED-Regime untergeordnete Herrschaft des MfS durchzusetzen. Die vom Staat propagierten Verhaltensnormen, Werte und Tugenden, die dem sozialistischen Staatsaufbau der DDR dienten und die „neue sozialistische Persönlichkeit“ formen sollten. Dazu gehörten Aspekte wie:
- Loyalität zur Partei und zum Staat.
- Kollektivismus statt Individualismus.
- Solidarität unter den Werktätigen.
- Disziplin und Arbeitsmoral.
- Ablehnung von „kapitalistischen“ oder „bürgerlichen“ Werten.
- Internationalismus (im Sinne der sozialistischen Bruderländer).

Zur Propagierung und praktischen Durchsetzung dieser Werte nutzte das MfS unter anderem die verbindlichen Beschlüsse des Politbüros und des ZK der SED sowie spezifische operative Anweisungen wie die „Dienstanweisung 4/66“ (politisch-operativen Bekämpfung der politisch-ideologischen Diversion und Untergrundtätigkeit unter jugendlichen Personenkreisen).
Stasi-Überwachung und Repressionsangst führten bei großen Teilen der Bevölkerung zu Konformität und einer Entfremdung von den propagierten Werten.

## Juristische und gesellschaftliche Aufarbeitung

### Stasi-Unterlagen-Gesetz
Die Auflösung der Staatssicherheit war mit der Wiedervereinigung am 3. Oktober 1990 nicht zu Ende. Am 29. Dezember 1991 trat das Stasi-Unterlagen-Gesetz (StUG) in Kraft, das der Deutsche Bundestag mit großer Mehrheit verabschiedet hatte. Das zentrale Anliegen dieses Gesetzes ist die vollständige Öffnung der Akten des ehemaligen Staatssicherheitsdienstes, insbesondere der Zugang der Betroffenen zu den Informationen, die der Staatssicherheitsdienst zu ihnen gespeichert hat. Erstmals bekamen damit Bürger Gelegenheit, Unterlagen einzusehen, die ein Geheimdienst über sie angelegt hatte. Sichergestellt wurde dies durch das eigens hierfür eingeführte Amt des Bundesbeauftragten für die Unterlagen des Staatssicherheitsdienstes der ehemaligen DDR, nach den Leitern oft kurz Gauck-, später Birthler- und Jahn-Behörde genannt.
Nach den Bestimmungen des Stasiunterlagengesetzes ist die namentliche Nennung von IM zum Zweck der Aufklärung und der Forschung zulässig. Im März 2008 erwirkte Holm Singer („IM Schubert“) vor dem Landgericht Zwickau eine einstweilige Verfügung gegen die von Edmund Käbisch organisierte Ausstellung „Christliches Handeln in der DDR“. Die Ausstellung wurde daraufhin vorläufig abgebrochen. Der Rechtsstreit wurde durch das Landgericht Zwickau am 24. März 2010 durch Versäumnisurteil beendet: „Es ist … nicht zu beanstanden, dass die Vorgehensweise des MfS gleichsam auf den Einzelfall personalisiert und die Tätigkeit des Beklagten (Holm Singer) durch den Kläger (Edmund Kaebisch) unter voller Namensnennung konkretisiert wird. Gerade die anhand von Einzelschicksalen erfolgte Konkretisierung dient bekanntermaßen dazu, dass sich auch historische Laien leichter in ansonsten schwer zu verstehende historische Themen einarbeiten… Die konkretisierende Darstellung ermöglicht es mithin, das ganze Ausmaß der Verstrickung des MfS anhand eines Einzelschicksals deutlich zu machen und aufzuzeigen, auf welche Art und Weise das MfS in der Lage war, selbst relativ geschlossene oppositionelle Kreise… zu unterwandern und zu manipulieren…“.

### Rehabilitierungen von Opfern
Das 1992 in Kraft getretene Strafrechtliche Rehabilitierungsgesetz regelt die Aufhebungen grob rechtsstaatswidriger Strafmaßnahmen und Freiheitsentziehungen. An die strafrechtliche Rehabilitierung sind Entschädigungsleistungen geknüpft. Nach Auffassung der Opferverbände erfasst die Rehabilitierungsgesetzgebung die Einbußen, die Stasiopfer erleiden mussten, nur unvollkommen: z. B. werden eine rechtsstaatswidrige Haft oder ein Berufsverbot nicht bei der Rentenberechnung berücksichtigt. Viele Betroffene müssen heute unter der Armutsgrenze leben.

### Geschichtsrevisionismus von ehemaligen Stasi-Kadern
Ehemalige Stasi-Kader betreiben noch Jahrzehnte nach der Auflösung des Geheimdienstes Geschichtsrevisionismus, verklären und schönen die SED-Diktatur und versuchen, die Gedenkstätte Berlin-Hohenschönhausen und frühere Opfer zu diffamieren.
Im April 2006 erklärte Marianne Birthler, damalige Bundesbeauftragte für die Unterlagen des Staatssicherheitsdienstes, dass ehemalige hauptamtliche, mittlerweile in Verbänden organisierte Mitarbeiter des MfS versuchten, „das Ansehen der DDR im Allgemeinen, und der Stasi im Besonderen zu schönen, die Tatsachen umzulügen“. Sie zögen auch daraus, dass es bei 30.000 Ermittlungsverfahren gegen MfS-Mitarbeiter nur zu etwa 20 Verurteilungen kam, den zynischen Schluss, „so schlimm könne es nicht gewesen sein“. Es habe nur deswegen kaum Verurteilungen gegeben, weil in einem Rechtsstaat nur Taten bestraft werden dürften, die zum Zeitpunkt ihrer Verübung bereits gegen Gesetze verstießen (Rückwirkungsverbot, Nulla poena sine lege). Wenn also damals zum Tatzeitpunkt kein Verstoß gegen DDR-Gesetze vorgelegen habe, könne heute deswegen nicht verurteilt werden. Nur bei nicht als Straftaten behandelten Schwerverbrechen und Tötungsdelikten, wie beispielsweise bei der Ausführung des Schießbefehls, käme die Radbruchsche Formel zum Zuge, wonach Unrechtsgesetze von Diktaturen keine Geltung haben könnten. So sei es leider Fakt, dass es bei Unrechtshandlungen des MfS gegenüber Gefangenen oder Observierten, die zu Opfern der Zersetzungsmethoden des MfS wurden, nicht zu Verurteilungen kommen könne. „Daraus nun aber zu schließen, dass dies kein Unrecht sei, das ist der Gipfel des Zynismus.“

### Gedenkstätten
In den Räumlichkeiten der ehemaligen zentralen Untersuchungshaftanstalt des Ministeriums für Staatssicherheit, in welcher von 1951 bis 1989 vor allem politische Gefangene physisch und psychisch gefoltert wurden, existiert heute die Gedenkstätte Berlin-Hohenschönhausen.
Das Areal der ehemaligen Stasi-Zentrale in Berlin beherbergt heute verschiedene Gedenkstätten, darunter die Forschungs- und Gedenkstätte Normannenstraße und das Stasi-Unterlagen-Archiv.
Die Gedenkstätte Museum in der „Runden Ecke“ ist ein Stasi-Museum in Leipzig. Des Weiteren gibt es die Gedenkstätte Bautzner Straße Dresden. Die Gedenkstätte Bautzen widmet einen thematischen Schwerpunkt der Stasi-Sonderhaftanstalt Bautzen II (1956 bis 1989). 2012 wurde in den Räumen der ehemaligen MfS-U-Haftanstalt in Erfurt die Gedenk- und Bildungsstätte Andreasstraße eröffnet. Im ehemaligen Vernehmungsgebäude des MfS im Roten Ochsen (Halle/Saale) befindet sich ebenfalls eine Gedenkstätte.

### Mitarbeiter und Opfer
Das MfS hatte zuletzt 91.015 hauptamtliche Mitarbeiter (Stichtag: 31. Oktober 1989) sowie zwischen 109.000 und 190.000 inoffizielle Mitarbeiter (s. oben).

### Hauptamtliche Mitarbeiter
- Bruno Beater – Stellvertretender Minister für Staatssicherheit 1955–1982
- Horst Felber – Erster Sekretär der SED-Kreisleitung im MfS 1979–1989
- Hermann Gartmann – Stellvertretender Minister für Staatssicherheit 1951–1957(?)
- Karl-Christoph Großmann – Oberst der HVA, später Informant des Verfassungsschutz der BRD
- Werner Großmann – Stellvertretender Minister für Staatssicherheit 1986–1989, letzter Chef der HVA
- Joseph Gutsche – leitete von 1953 bis 1955 die Abteilung für besondere Verwendung (Untergrundaktivitäten in der BRD)
- Lutz Heilmann – Angehöriger der HA PS, erster ehemaliger hauptamtlicher Mitarbeiter des MfS, der in den Deutschen Bundestag gewählt wurde[142]
- Werner Kukelski – 1. Leiter der HA VI (Spionageabwehr)
- Otto Last – Stellvertretender Minister für Staatssicherheit 1951–1957(?)
- Rudolf Menzel – Stellvertretender Minister für Staatssicherheit 1952–1956(?)
- Erich Mielke – Minister für Staatssicherheit von November 1957 bis November 1989
- Rudi Mittig – Stellvertretender Minister für Staatssicherheit 1975–1989
- Gerhard Neiber – Stellvertretender Minister für Staatssicherheit 1980–1989
- Alfred Scholz – Stellvertretender Minister für Staatssicherheit 1975–1978
- Fritz Schröder – Stellvertretender Minister für Staatssicherheit 1964–1974
- Wolfgang Schwanitz – Stellvertretender Minister für Staatssicherheit 1986–1989, Leiter des Amtes für Nationale Sicherheit 1989–1990
- Otto Walter – Stellvertretender Minister für Staatssicherheit 1953–1964
- Martin Weikert – Stellvertretender Minister für Staatssicherheit 1953–1957
- Markus Wolf – Stellvertretender Minister für Staatssicherheit 1953–1986, Leiter der HVA (Auslandsspionage) 1951–1986
- Ernst Wollweber – Staatssekretär für Staatssicherheit von Juli 1953 bis November 1955, danach bis Oktober 1957 Minister für Staatssicherheit
- Wilhelm Zaisser – Minister für Staatssicherheit von Februar 1950 bis Juli 1953
- Karl Zukunft – Leiter der Abteilung Nachrichten 1964–1989

### Bekannte inoffizielle Mitarbeiter
- Walter Barthel – Journalist
- Gerhard Baumann – vermeinte irrtümlich vom Geheimdienst des Büros des französischen Ministerpräsidenten angeworben zu sein und lieferte u. a. Interna aus dem Bundesministerium der Verteidigung sowie BND-Unterlagen, die ihm vom BND-Vizepräsident Paul Münstermann zur Verfügung gestellt worden waren
- Lorenz Betzing – ziviler Wachmann in zum Teil sicherheitsempfindlichen Bundeswehrobjekten
- Hagen Blau – Spion im Auswärtigen Amt
- Eugen Brammertz (IM „Lichtblick“) – deutscher Benediktinerpater der Trierer Abtei St. Matthias und Journalist, als IM im Vatikan tätig
- Josef Braun (Politiker, 1907) – Mitglied des Deutschen Bundestages, informierte das MfS über Vorgänge im Berliner SPD Partei- und Landesvorstand und über die Aktivitäten von Willy Brandt
- William Borm – Mitglied des FDP-Bundesvorstands, Abgeordneter im Bundestag
- Georg Buschner (IM „Georg“) – Fußballtrainer beim FC Carl Zeiss Jena und der DDR-Fußballnationalmannschaft.
- Jeffrey Carney (IM „Kid“) – Unteroffizier der Fernmeldeaufklärung der US Air Force in der Radaranlage Marienfelde in West-Berlin
- Friedrich Cremer – bayerischer Landtagsabgeordneter (SPD)
- Christel Broszey – Chefsekretärin von Kurt Biedenkopf[143]
- Klaus Croissant – Rechtsanwalt
- Diether Dehm – Musikproduzent, deutscher Politiker (PDS, Die Linke), informierte MfS u. a. über den Liedermacher Wolf Biermann
- 18 von 72 Fußballspielern (jeder vierte Fußballspieler), die zwischen 1978 und 1989 mindestens einmal für Dynamo Dresden spielten, darunter waren Gerd Weber (IM „Wiehland“) und Ulf Kirsten (IM „Knut Krüger“).[144][145][146]
- Anton Donhauser – deutscher Politiker (Bayernpartei bzw. CSU) und Agent
- Dieter W. Feuerstein (IM „Petermann“) – Diplomingenieur bei Messerschmitt-Bölkow-Blohm, verantwortlich für den Geheimschutz
- Gerhard Flämig – Bundestagsabgeordneter der SPD, als sogenannter Atomspion
- Reiner Fülle – Buchhalter am Forschungszentrum Karlsruhe, bekannt als „Glatteisspion“, informierte über die Wiederaufarbeitungstechnologie der Bundesrepublik Deutschland
- Gabriele Gast (Deckname „Gabriele Leinfelder“) – Regierungsdirektorin im Bundesnachrichtendienst
- Karl Gebauer – spionierte als Sicherheitsbeauftragter der Firma IBM-Sondersysteme in Wilhelmshaven
- Eduard Geyer (IM „Jahn“) – Fußballtrainer bei Dynamo Dresden
- Otto Graf (IM „Herzog“) – gehörte zunächst der KPD und später für SPD dem Deutschen Bundestag an, arbeitete als Spion für die DDR
- Rolf Grunert – Bundesvorsitzender des Bundes Deutscher Kriminalbeamter, SED-Mitglied seit 1947
- Christel Guillaume – Sekretärin im Parteibüro der SPD Hessen-Süd
- Günter Guillaume – Spion bei Willy Brandt
- James W. Hall – Angehöriger der US-Fernmeldeaufklärung gegen die DDR in West-Berlin
- Karl Hauffe – Professor für angewandte physikalische Chemie und Institutsdirektor an der Universität Göttingen
- Peter Heilmann – Studienleiter der Evangelischen Akademie in West-Berlin
- Brigitte Heinrich – Journalistin, Politikerin der Grünen, Abgeordnete im Europaparlament
- Odfried Hepp – Ausleuchtung der rechten Szene der Bundesrepublik Deutschland
- Horst Hesse – Doppelagent beim Military Intelligence Division in Würzburg, entwendete 1956 zwei Panzerschränke mit der kompletten Agentenkartei des MID
- Gero Hilliger („IMB Brunnen“) – von 1977 bis Ende 1989 für das MfS tätig, bespitzelte u. a. den Politiker Dieter Dombrowski
- Hanns-Dieter Jacobsen – Politologe an der Freien Universität Berlin[147][148]
- Gerhard Kade (IM „Super“) – Wirtschaftswissenschaftler, „Geschäftsführer“ der Gruppe Generale für den Frieden
- Anetta Kahane (IM „Victoria“) – 1974 bis 1982 als IM tätig, bespitzelte unter anderem Westberliner Studenten der FU Berlin[149]
- Adolf Kanter – Lobbyist und späterer Prokurist des Flick-Konzerns, enger Freund des Managers Eberhard von Brauchitsch
- Joachim Krase (Deckname „Günter Fiedler“) – Spion im Militärischen Abschirmdienst der BRD
- Klaus Kuron – Mitarbeiter der Abteilung Gegenspionage im Bundesamt für Verfassungsschutz
- Karl-Heinz Kurras – Spion bei der West-Berliner Polizei, tötete am 2. Juni 1967 Benno Ohnesorg
- Ursel Lorenzen – Mitarbeiterin im NATO-Hauptquartier in Brüssel
- Horst Meier – Agent und bildender Künstler
- Holger Oehrens (IM „Alf“) – Fernseh- und Zeitungsjournalist, HR, Bild-Zeitung
- Johanna Olbrich (Deckname „Sonja Lüneburg“) – Spionin bei Martin Bangemann
- Lilli Pöttrich – Juristin im Auswärtigen Amt
- Hannsheinz Porst – Mitglied der FDP und der SED
- Armin Raufeisen – Geophysiker bei der Preussag
- Klaus Kurt von Raussendorff – Spion im Auswärtigen Amt
- Ursula Richter – Chefsekretärin beim Bund der Vertriebenen
- Rainer Rupp (IM „Topas“) – Spion im Hauptquartier der NATO
- Karlfranz Schmidt-Wittmack – Mitglied des Deutschen Bundestages für die CDU (Sicherheitsausschuss), ab 1952 Informant der HVA, flüchtete 1954 in die DDR; Vizepräsident der Kammer für Außenhandel der DDR
- Dirk Schneider – Politiker bei den Grünen
- Bernd Stange – Fußballtrainer beim der DDR-Fußballnationalmannschaft.
- Dietrich Staritz – Politologe
- Artur Stegner – Bundestagsabgeordneter (für die FDP), bot sich wegen finanzieller Probleme der HV A als Informant an, die Zusammenarbeit wurde bald beendet, weil seine Berichte wertlos gewesen seien
- Julius Steiner (IM „Theodor“) – für die CDU Mitglied des Deutschen Bundestages, spionierte als Doppelagent unter Aufsicht des BND seit 1972 die CDU als IM für das MfS aus und kassierte für seine Stimmenthaltung beim Misstrauensvotum gegen Willy Brandt gleich doppelt
- Hansjoachim Tiedge – ehemals Leiter der Abteilung Gegenspionage im Bundesamt für Verfassungsschutz
- Leo Wagner – Mitglied des Deutschen Bundestages, anlässlich des Misstrauensvotums gegen Willy Brandt 1972 von der Stasi mit 50.000 DM bestochen
- Lothar Weirauch – als FDP-Bundesgeschäftsführer und Ministerialbeamter in der Bundesrepublik war er Stasi-Agent der DDR
- Karl Wienand – Abgeordneter, Parlamentarischer Geschäftsführer der SPD
- Herbert Willner – in der FDP-Bundesgeschäftsstelle, später in der FDP-nahen Friedrich-Naumann-Stiftung als Referent
- Herta-Astrid Willner – Sekretärin des Leiters Abt. 3 im Bundeskanzleramt
- Bruno Winzer – Major, Spion in der Bundeswehr, in der DDR Kronzeuge der SED-Propaganda für westdeutsche Aggressionspläne
- Peter Wolter – Journalist, lieferte interne Erkenntnisse aus dem Bundesamt für Verfassungsschutz
- Hüseyin Yıldırım – übergab der Hauptverwaltung A für 300.000 $ streng geheime Unterlagen, die James W. Hall geliefert hatte

#### Überläufer
- Werner Stiller – Oberleutnant der HVA und vermutlich Doppelagent. Seine Flucht aus der DDR 1979 gilt bis heute als eine der spektakulärsten Spionageaffären.
- Max Heim – Referatsleiter, setzte sich 1959 in die Bundesrepublik ab, wo er wichtige Strukturinformationen über die HV A offenbarte
- Karl-Christoph Großmann – Oberst im MfS nannte dem Bundesamt für Verfassungsschutz 1989 u. a. die Realnamen von Gabriele Gast, Klaus Kuron, Alfred Spuhler und Ludwig Spuhler sowie Hansjoachim Tiedge
- Horst Schuster – Direktor der Kunst und Antiquitäten GmbH bis Oktober 1980, danach Mitarbeiter der BERAG; Dreifach-Agent – für die CIA als „Pfaff“, beim MfS als IM „Sohle“ und beim BND als „Odysseus“. Schuster konnte 1983 aus der DDR fliehen.[150]

### BRD-Bürger bei der HVA in der BRD
Einige der Namen von BRD-Bürger bei der HVA:
- Gerhard Feuerstein (1926–1973) und Sohn Wolf-Dieter Walter Feuerstein (* 25. April 1955 in Neu-Ulm)
- Wilhelm Balke
- Hans-Joachim Armborst
- Richard Kind

### Bekannte Opfer
- Rudolf Bahro (1935–1997), Bürgerrechtler in der DDR, wurde 1979 nach Haft in die Bundesrepublik Deutschland abgeschoben
- Jörg Berger (1944–2010), Fußballspieler und -trainer, flüchtete 1979 in den Westen und sah sich Bedrohungen ausgesetzt, die von der Stasi im Westen organisiert wurden
- Wolf Biermann (* 1936), Liedermacher, wurde 1976 ausgebürgert
- Bärbel Bohley (1945–2010), Bürgerrechtlerin und Malerin
- Karl-Heinz Bomberg (* 1955), Arzt, Liedermacher und Autor
- Heinz Brandt (1909–1986), Redakteur, in die DDR entführt und jahrelang inhaftiert
- Klaus Brasch (1950–1980), Schauspieler
- Matthias Domaschk (1957–1981), Bürgerrechtler
- Lutz Eigendorf (1956–1983), Fußballspieler
- Karl Wilhelm Fricke (* 1929), Publizist und Herausgeber wurde 1955 vom MfS gewaltsam aus West-Berlin entführt und im Geheimprozess verurteilt
- Jürgen Fuchs (1950–1999), Schriftsteller und Bürgerrechtler
- Michael Gartenschläger (1944–1976), Fluchthelfer
- Ines Geipel (* 1960), Leichtathletin und Schriftstellerin, nach bekanntgewordenen Fluchtplänen mit Zersetzungsmaßnahmen belegt
- Wolfgang Harich (1923–1995 in Berlin), Philosoph, Journalist, 1957 in einem Schauprozess wegen „Bildung einer konspirativen staatsfeindlichen Gruppe“ verurteilt
- Werner Hartmann (1912–1988), Gründer und Leiter der Arbeitsstelle für Molekularelektronik, aufgrund einer Stasi-Intrige fristlos entlassen
- Florian Havemann (* 1952), Schriftsteller und Maler, Regimekritiker und politischer Häftling in der DDR; Sohn von Robert Havemann
- Robert Havemann (1910–1982), Chemiker, Widerstandskämpfer gegen den Nationalsozialismus und Regimekritiker in der DDR
- Hans-Joachim Helwig-Wilson (1931–2009), Fotojournalist, vom MfS nach Ost-Berlin gelockt, zu 13 Jahren Haft verurteilt
- Stefan Heym (1913–2001), Schriftsteller
- Ralf Hirsch (* 1960), Bürgerrechtler, das MfS plante seine Ermordung
- Gert Hof (1951–2012), Lichtkunst-Künstler und Regisseur
- Peter Huchel (1903–1981), Lyriker und Redakteur
- Roland Jahn (* 1953) – Bürgerrechtler, 1983 gewaltsam aus der DDR ausgebürgert
- Walter Janka (1914–1994), Dramaturg und Verleger, wegen konterrevolutionären Verschwörung verhaftet und verurteilt
- Freya Klier (* 1950), Autorin und Regisseurin sowie DDR-Bürgerrechtlerin, mehrere Mordversuche des MfS
- Reiner Kunze (* 1933), Schriftsteller und Dissident in der DDR
- Theo Lehmann (* 1934), evangelischer Pfarrer
- Vera Lengsfeld (* 1952), Bürgerrechtlerin
- Walter Linse (1903–1953), Jurist
- Erich Loest (1926–2013), Schriftsteller
- Monika Maron (* 1941), Schriftstellerin, weigerte sie sich, Namen involvierter DDR-Bürger zu nennen, danach Überwachung und Verfolgung
- Bernd Moldenhauer (1949–1980) – Dissident, von einem inoffiziellen Mitarbeiter der DDR-Staatssicherheit ermordet
- Sylvester Murau (1907–1956) – Major des MfS, der nach seiner Flucht in den Westen in die DDR entführt, zum Tode verurteilt und hingerichtet wurde
- Gerulf Pannach (1948–1998), Liedermacher und Texter
- Gerd Poppe (1941–2025), Bürgerrechtler
- Ulrike Poppe (* 1953), Bürgerrechtlerin
- Siegfried Reiprich (* 1955), Bürgerrechtler und Schriftsteller
- Dieter Rieke (1925–2009), sozialdemokratischer Politiker
- Michael Sallmann (* 1953), Lyriker und Liedermacher
- Jessie George Schatz (1954–1996), Mitarbeiter der Militärverbindungsmission
- Edda Schönherz (* 1944), Fernsehansagerin und Autorin in der DDR
- Manfred Smolka (1930 – Juli 1960), wegen angeblicher Militärspionage in einem Schauprozess zum Tod verurteilt und hingerichtet
- Wolfgang Templin (* 1948), Bürgerrechtler und Publizist
- Werner Teske (1942–1981), Hauptmann des MfS und angeblicher Spion
- Rudi Thurow (1937–2022), geflohener Grenzsoldat, mehrere Versuche zu seiner Ermordung schlugen fehl
- Bettina Wegner (* 1947), Liedermacherin
- Wolfgang Welsch (* 1944), politischer Häftling und Fluchthelfer
- Christa Wolf (1929–2011), Schriftstellerin
- Jens-Paul Wollenberg (* 1952), Musiker
- Lothar Rochau (* 1952), Sozialarbeiter, Diakon und Buchautor

## Film, Fernsehen, Dokumentarfilm und YouTube

### Film
- Spur in die Nacht, Spielfilm, DDR 1957.
- Sie kannten sich alle, Spielfilm, DDR 1958.
- For Eyes Only, Spielfilm, DDR 1964.
- Schwarzer Samt, Spielfilm, DDR 1964.
- Verdacht auf einen Toten, Spielfilm, 1969
- Der Westen leuchtet! Bundesrepublik Deutschland, 1982, Drehbuch und Regie Niklaus Schilling, prominent besetzt mit u. a. Armin Mueller-Stahl, Beatrice Kessler, Kamera Wolfgang Dickmann (hierfür Deutscher Filmpreis Silber 1982)
- Affäre Nachtfrost, Bundesrepublik Deutschland, 1989, Drehbuch u. Regie Sigi Rothemund, prominent besetzt u. a. mit Gudrun Landgrebe, Hansjörg Felmy, Dietrich Mattausch, Charles Brauer
- Die Wahrheit über die Stasi, Filmsatire, D 1992/2008.
- Die andere Frau (2003), D 2004, Regie Margarethe von Trotta.
- Das Leben der Anderen, Spielfilm, D 2006.

### Fernsehen
- Rendezvous mit unbekannt, Fernsehserie, DDR 1969.
- Das Geheimnis der Anden, 5-teilige Fernsehserie, DDR 1972, Regie: Rudi Kurz.
- Das unsichtbare Visier, Fernsehserie, DDR 1973–1979.
- Radiokiller, Fernsehfilm, Regie Wolfgang Luderer, mit Erik S. Klein als Hauptmann im MfS Schalker und Gojko Mitić als BND-Agent Vogel, DDR 1980.
- Das Ministerium für Staatssicherheit – Alltag einer Behörde, Dokumentarfilm, D 2002.
- Aus Liebe zum Volk, Dokumentarcollage, Regie Eyal Sivan/Audrey Maurion, Sprecher Axel Prahl, D/F 2004.
- Der Stich des Skorpion, Fernsehfilm, D 2004.
- Wie die Stasi Familien zerstörte DVD-Dokumentation der Kunsthochschule für Medien Köln in Koproduktion mit ZDF und 3Sat, Produktion, Regie, Drehbuch Celia Rothmund, Deutschland (D) 2005.
- Die Nachrichten, Fernsehfilm, D 2006.
- Die Firma – Das Ministerium für Staatssicherheit, Dokumentarfilm, D 2007.
- 12 heißt: Ich liebe dich, Fernsehfilm, D 2008.
- Sturm auf die Stasi, Dokudrama (NDR), D 2010.
- Weissensee, Fernsehserie (Das Erste), D 2010.
- Stasi auf dem Schulhof, Fernseh-Dokumentation (ARD), Regie Annette Baumeister, D 2012.
- Deckname Luna, zweiteiliger Fernsehfilm, Regie Ute Wieland, D 2012.
- Deutschland, Fernsehserie in drei Staffeln, D 2015, 2018, 2020.
- Kleo, Netflix-Serie (eine Staffel), D 2022.
- Stasikomödie, Regie Leander Haußmann, D 2022

### Dokumentarfilm
- Der Schwarze Kasten, Stasi-Oberstleutnant Dr. Jochen Gierke a. D. - „Operative Psychologie“, Drehbuch und Regie: Tamara Trampe, Johann Feindt, www.bpb.de, D 1992

### YouTube
- Former East German Dissident and Stasi Spy Confront Their Past | Enemy Engagement (2010) | Full Film